# Arabe (cheval)
Vous lisez un « article de qualité » labellisé en 2020.
Pour les articles homonymes, voir Arabe (homonymie).
L'Arabe (arabe : الحِصَانُ العَرَبِيُّ [alħisˤaːnu ʕarabiyyu], DMG : al-ḥiṣānu al-ʿarabiyyu) est une race de chevaux de selle originaire du Moyen-Orient, caractérisée par sa tête au profil concave et son port de queue relevé. L'évolution de cette race peut être retracée sur plus de 2 000 ans grâce à des documents iconographiques et des trouvailles archéologiques. L'Arabe accompagne l'expansion de l'islam et gagne d'autres régions de culture arabe ou européenne à l'occasion de guerres ou d'échanges commerciaux. Ce cheval vit traditionnellement sous un rude climat désertique, élevé par des peuples nomades Bédouins et hébergé sous la tente familiale. Cette relation étroite forge une race proche de l'être humain, qui développe une résistance exceptionnelle à l'effort prolongé, grâce à sa sélection comme cheval de guerre. Des chevaux qualifiés d'« arabes » sont régulièrement exportés vers le sous-continent indien depuis le Moyen Âge, puis vers l'Europe depuis le XVIIe siècle. Au cours du XIXe siècle, les haras austro-hongrois, polonais, allemands, ou encore français, organisent des expéditions d'achat. Au cours du siècle suivant, des investisseurs américains portent un intérêt marqué à cette race, au point de détenir la majorité des sujets répertoriés. Depuis la mondialisation de son élevage, l'Arabe est géré et préservé par la World Arabian Horse Organization (WAHO).
Décrit comme un petit cheval de format carré au profil concave et à l'encolure courbée, l'Arabe présente une grande variabilité morphologique et génétique en fonction de ses origines. Les éleveurs du Moyen-Orient le séparent en lignées traditionnelles, dont les plus prestigieuses, telles que Koheilan et Saklawi, descendraient des Al Khamsa, les cinq juments du prophète de l'islam. L'Arabe est aussi classé en variantes nationales, telles que l'Égyptien au profil de tête typique, le Syrien, le Persan, et ceux des pays occidentaux, dont l'Arabe polonais. Cette race entre en croisement avec de nombreux autres chevaux, son effet mélioratif constituant un dogme. En raison d'une relative consanguinité en Occident, l'Arabe est touché par six maladies d'origine génétique, dont deux mortelles.
L'Arabe est désormais réputé pour être l'une des meilleures montures en compétition d'endurance, bien que l'objectif principal de son élevage soit la tenue de concours valorisant sa beauté. Il est élevé dans plus de 80 pays sur les cinq continents en 2020, ce qui en fait la race de chevaux la plus répandue au monde. Souvent cité comme le « plus beau cheval du monde », son influence culturelle est majeure, puisqu'il inspire des récits religieux issus du Coran et des hadîths, des poésies, des œuvres d'art et des œuvres de fiction, dont la plus célèbre en Occident est L'Étalon noir.

## Étymologie et terminologie

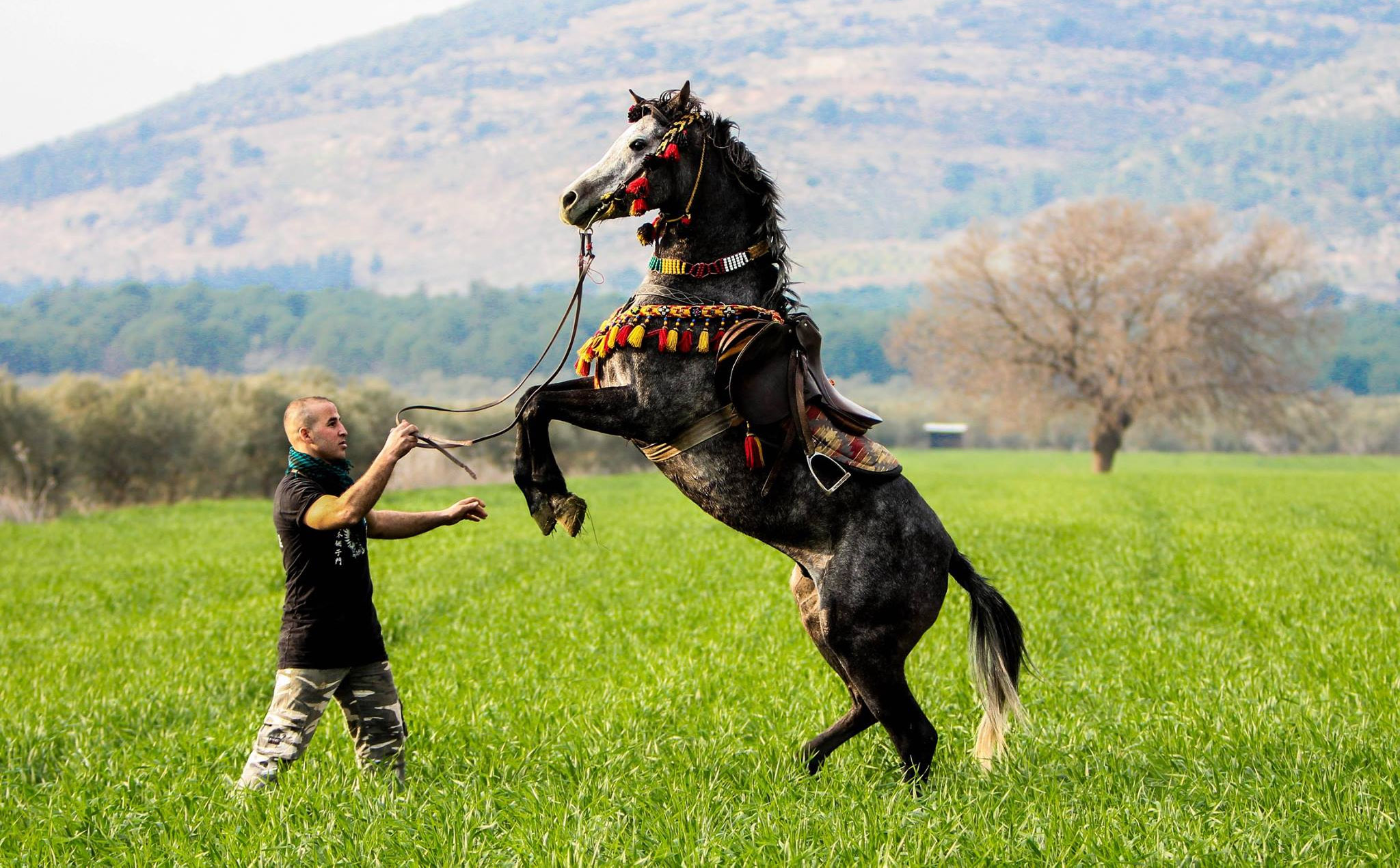
Arabe gris cabré et paré d'un harnachement traditionnel.

D'après l'écrivain Giacomo Giammatteo, la seule graphie juste du nom de cette race de chevaux fait appel à une initiale en majuscule, dans la mesure où elle est nommée d'après la région d'Arabie. Néanmoins, en français, il est souvent référé au « cheval arabe » (en minuscules). 

### Définition du «cheval arabe»
Le « cheval arabe » est difficile à définir, les civilisations islamiques connaissant diverses races de chevaux, particulièrement en Afrique du Nord. De plus, la notion de « race » reste longuement étrangère aux peuples arabes : d'après l'anthropologue Jean-Pierre Digard, la création européenne du concept de « race arabe » ne survient pas avant la fin du XVIIIe siècle. Une confusion fréquente existe entre « cheval arabe » et « cheval oriental », terme pouvant inclure les autres types de chevaux connus dans le monde islamique (tels que le Barbe et le Turkoman). Le berceau du cheval dit « arabe » recoupe partiellement ceux des races turques (bien que ces dernières soient généralement élevées plus au sud) et de la race Barbe, le général Eugène Daumas se refusant à établir une « ligne de démarcation trop tranchée entre le Barbe et l'Arabe » :

« Appelez-le maintenant persan, numide, barbe, arabe de Syrie, nedji, peu importe, toutes ces dénominations ne sont que des prénoms, si l'on peut parler ainsi, le nom de famille est un : cheval d'Orient »

— Eugène Daumas, Les Chevaux du Sahara
L'expression européenne de « cheval arabe » se réfère généralement à des montures élevées sur plusieurs siècles par les Bédouins dans le désert, souvent croisées avec des chevaux persans ou maghrébins par le passé, voire avec des races turques. Cette expression a été définie par des Européens et des Américains pour désigner le « cheval des Arabes », alors qu'ils n'auraient pas appliqué cette logique aux chevaux de leur propre pays, par exemple pour caractériser par exemple un « cheval français » ou bien un « cheval anglais ». La race arabe est définie par des importateurs euro-américains de ce type de chevaux, tels que les époux Blunt, Homer Davenport et Roger Upton, ce qui aboutit à un narratif des origines et de la définition de cette race produit essentiellement par des Occidentaux.

### Pureté et accent mis sur la généalogie
La littérature arabophone classique opère une distinction entre le cheval « pur » (′irâb ou al‑khayl al‑ʿitāq), le cheval « commun » (al‑birdhawn), nettement dévalorisé par comparaison au précédent ; enfin le cheval issu de croisements (al‑hajīn),.

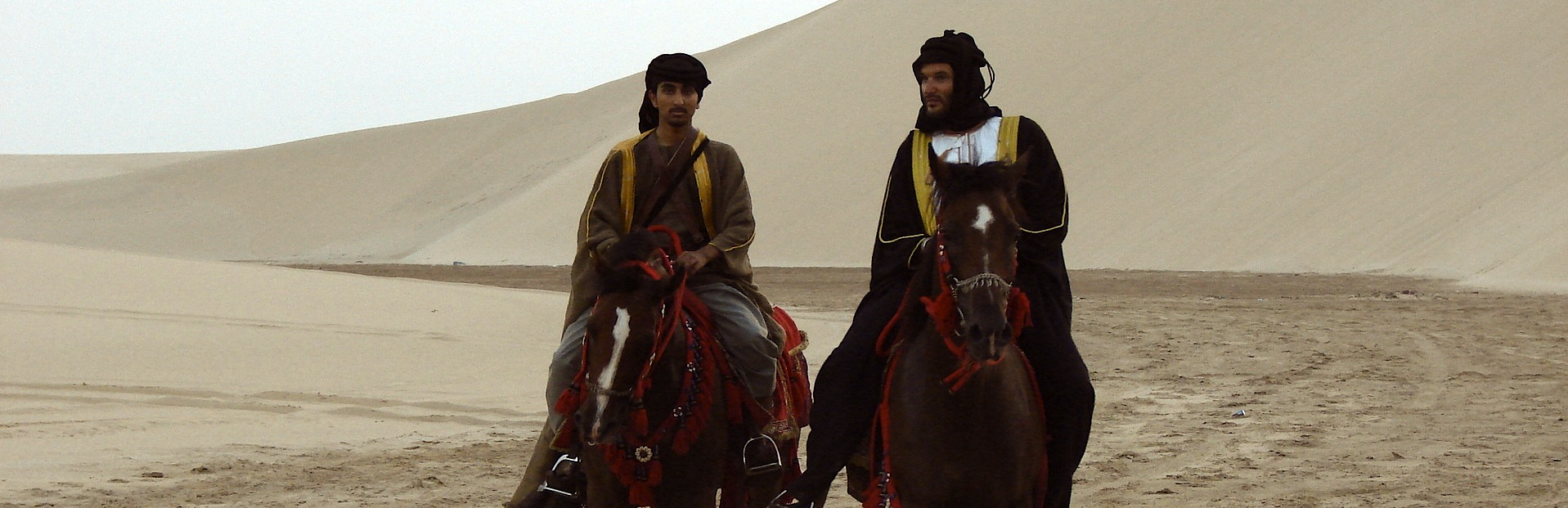
Cavaliers qatariens durant une reconstitution de scène de la vie bédouine, avec des chevaux arabes.

Bien qu'il soit référé à certains sujets sous le nom de « Pur-sang arabe », la définition exacte de cette notion de « pureté » reste floue. Les chevaux décrits comme « purs » sont nommés ʼaṣīl (en arabe : أصیل,  « authentique »), ou « Kocklani », et « Ox-Araber » au Danemark et en Allemagne.

Marque au fer du Pur-sang arabe en Allemagne.

Les éleveurs arabes se basent sur l'attestation de témoins (hudje) pour connaître les origines. En 1949, les éleveurs allemands déclarent comme « purs » les seuls chevaux dont tous les ancêtres sont nés dans le désert, définition très restrictive. La généticienne des populations polonaise Dr Iwona Głażewska (Université de Gdańsk) estime qu'en se basant sur la continuité des généalogies, « le concept de pureté de la race pourrait se référer, tout au plus, à la population actuelle dont l'histoire ne dépasse pas deux cents ans ». L'agronome français Philippe Barbié de Préaudeau et l'historienne canadienne Margaret Elsinor Derry soulignent une influence de l'idéologie eugéniste, l'Arabe étant « élevé pour la perfection » à partir de la fin du XIXe siècle.

## Histoire

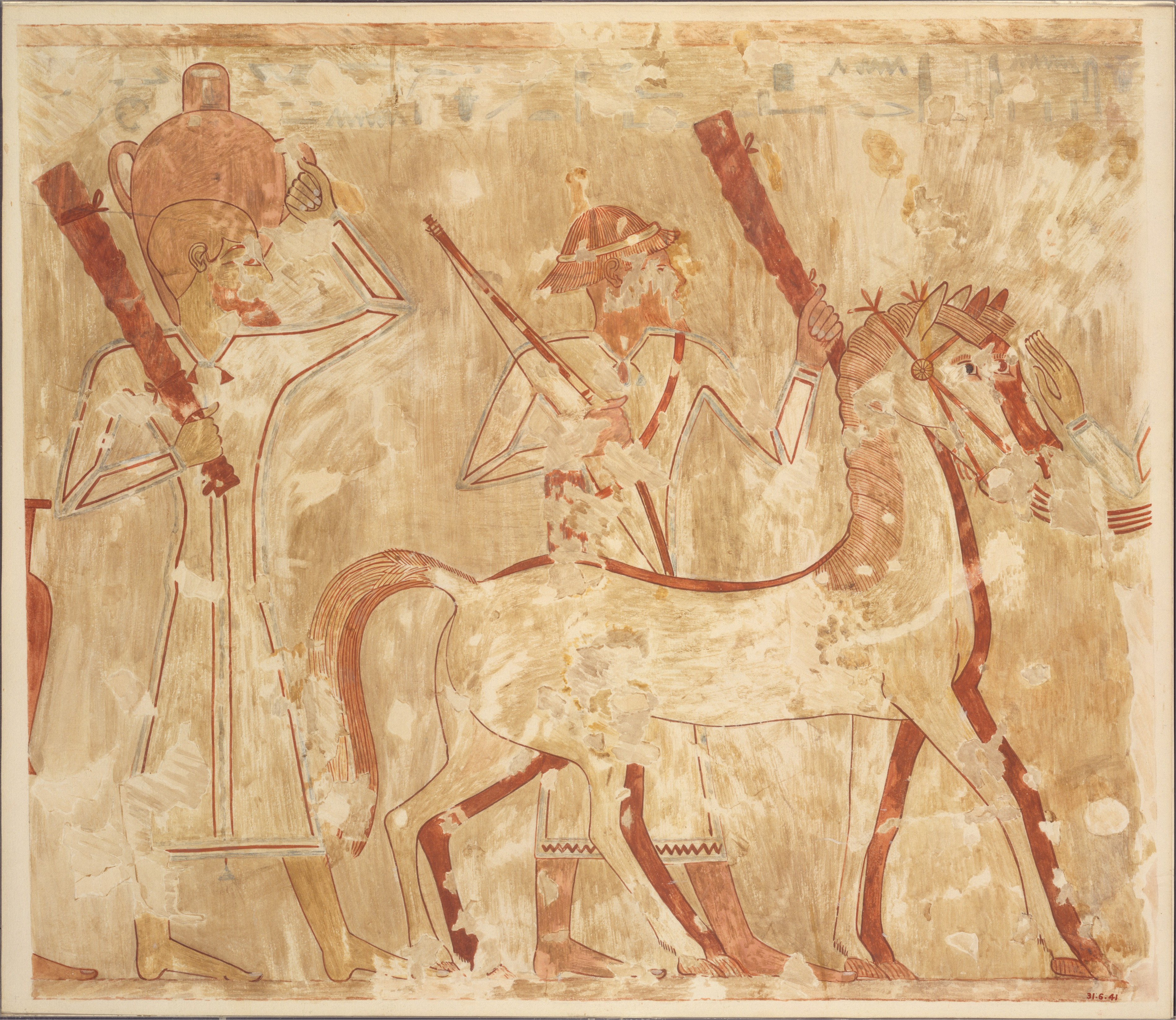
Reproduction d'une gravure de cavaliers Syriens menant des chevaux, tombe de Rekhmire, vers 1504-1425 av. J.-C. Les chevaux ressemblent fortement à la race Arabe : petite taille, queue portée en panache et attachée haut, morphologie fine, encolure longue et arquée, profil de tête concave.

L'opinion populaire voit dans l'Arabe l'une des plus anciennes races de chevaux qui soient, sinon la plus ancienne :

« De tout temps, les Arabes ont été célèbres par les incursions de leurs cavaliers ; les chevaux arabes sont la race la plus ancienne, la plus noble et la plus généreuse qu'on connaisse : de temps immémorial, cette race a peuplé les rives du Nil. »

— Félix Mengin, Histoire sommaire de l'Égypte.
D'après l'anthropologue Christoph Lange (université de Cologne), en 2016, « il est largement admis que la race était quasiment fixée au milieu du second millénaire avant notre ère ». CAB International (2016) nuance cette idée populaire, des caractéristiques morphologiques particulières ayant été sélectionnées à partir du XIXe siècle.

### Origines

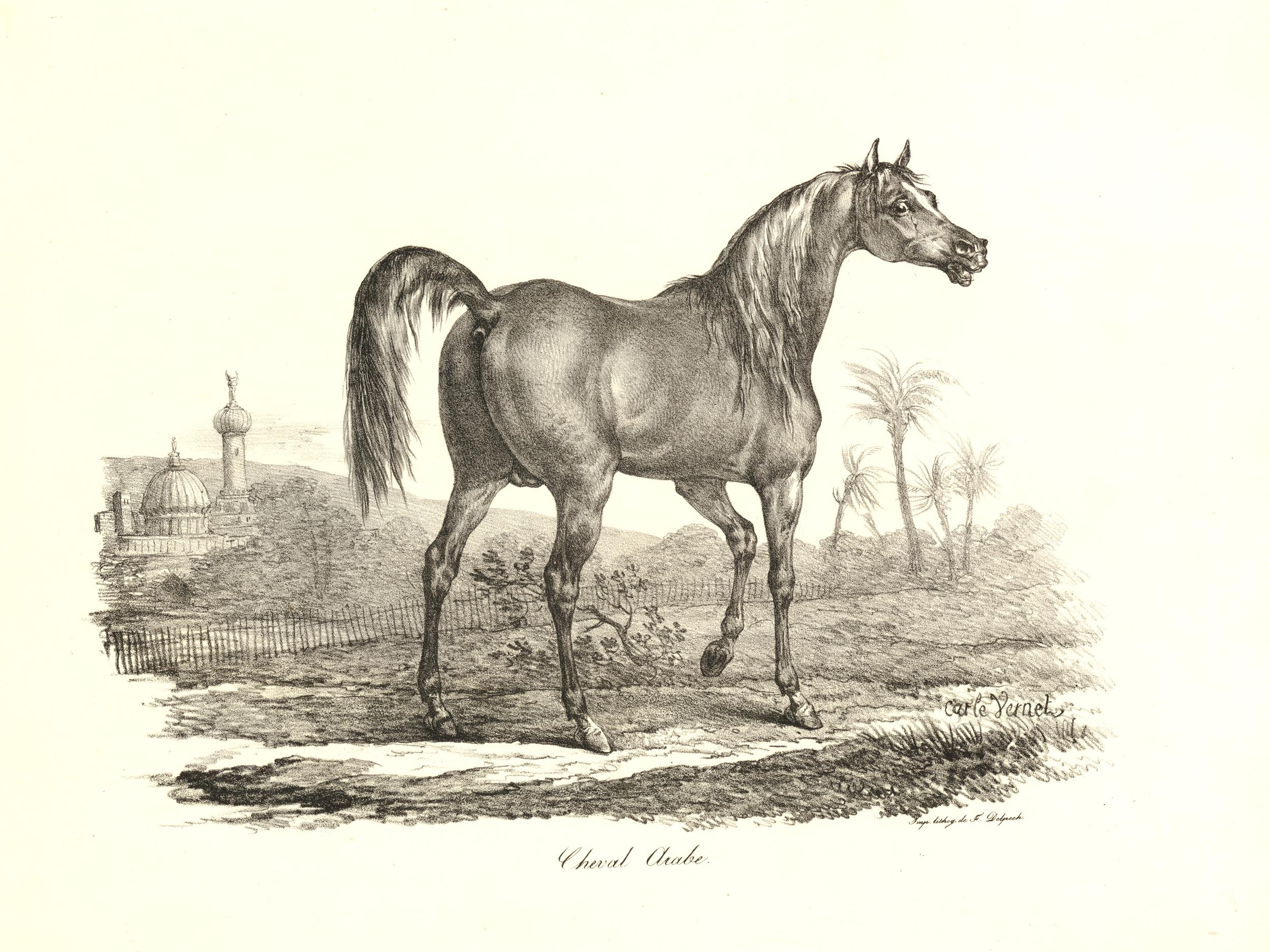
Dessin orientaliste d'un cheval Arabe par Carle Vernet, vers 1820.

Deux pays, l'Arabie saoudite et le Yémen, sont les plus cités en tant que berceau d'origine de la race Arabe, mais d'autres pays du Moyen-Orient disputent ce statut, notamment l'Iran et la Syrie,. Si le développement et la sélection de l'Arabe sont intimement liés à l'expansion de l'islam, son ancienneté et son origine géographique font l'objet de nombreux et vifs débats,.
Les chercheurs au CNRS Jérémie Schiettecatte et Abbès Zouache soulignent « le risque de passer d'un discours scientifique à un discours idéologique, en particulier dans une région comme la péninsule arabique, où le sujet [de l'origine de la race Arabe] est étroitement lié à la fierté et à l'identité locales ». La découverte d'une sculpture de cheval de la culture d'Al-Magar en Arabie saoudite, datée de 9 000 ans av. J.-C., est fortement médiatisée en 2010, en tant que plus ancienne preuve de domestication du cheval et de son origine arabe.
Schiettecatte et Zouache estiment que « la rareté du cheval arabe en Arabie n'empêche pas une origine régionale de la race. Il a indéniablement acquis ses caractéristiques particulières par la sélection humaine et naturelle dans un environnement désertique. Toutefois, les preuves archéologiques ne font pas de l'Arabie le meilleur candidat ».

#### Selon la littérature, l'archéologie et l'iconographie
L'absence de généalogies écrites continues avant le début du XIXe siècle empêche de retracer l'origine de l'Arabe à plus long terme,. Des sources picturales crédibles sur plus de 2 000 ans fournissent cependant de précieux indices,. Certaines traditions orales religieuses relatent son origine, en citant notamment le roi Salomon,.

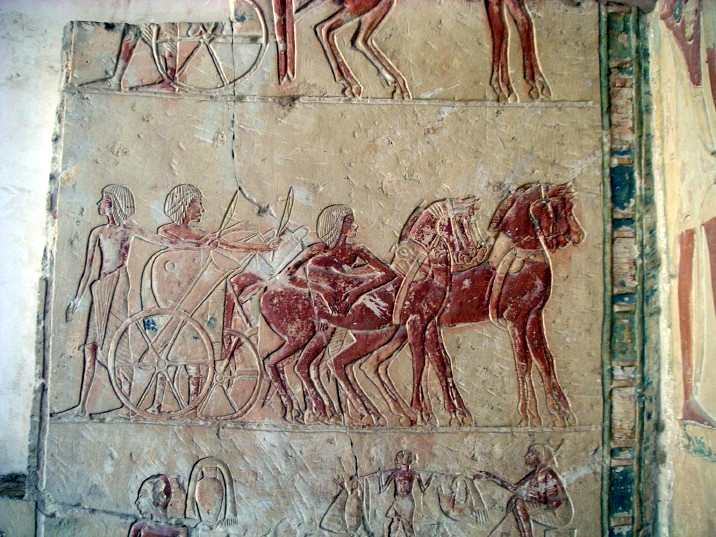
Relief représentant les chars de l'armée d'Horemheb, XVIIIe dynastie égyptienne, à Saqqarah.

Le cheval est un animal de traction présent en Mésopotamie au IIe millénaire av. J.-C., ainsi qu'en Égypte antique, vers - 1600, : l'anthropologue Pita Kelekna le qualifie de « proto-Arabe ».
Les auteurs gréco-romains, entre autres Strabon, s'accordent sur son absence de l'Arabie et de la Jordanie, citant de rares importations depuis l'Égypte. La première mention écrite connue du cheval en Arabie date de 80-90, au Yémen. Selon l'archéologue et orientaliste Christian Robin, sa présence reste marginale en Arabie méridionale jusqu'au IVe siècle, tant selon les sources écrites que d'après l'analyse des cultes et des sépultures ; il postule une arrivée tardive du cheval dans cette région, depuis la Syrie ou l'Irak. Un reste de chevaux daté de 900 à 300 av. J.-C., retrouvé au Bahreïn, fournit l'une des plus anciennes preuves de sa présence.
Pour l'archéologue Jean-François Breton, le cheval n'a pas traversé le désert à l'Est de l'Égypte, son importation s'effectuant par bateaux le long de la mer Rouge aux Ier et IIe siècles, notamment vers Chabwa, dans l'Hadramaout (Yémen), dont le climat montagnard lui est plus favorable : des statuettes votives et des chevaux monumentaux y témoignent de sa présence.

#### Selon les analyses génétiques
Une analyse génétique matrilinéaire sur 62 chevaux américains de race « Arabe », publiée en 2000, révèle une hétéroplasmie témoignant d'origines très variées et diversifiées, remettant en cause « l'hypothèse traditionnelle selon laquelle les chevaux arabes de la même souche partagent nécessairement une ascendance maternelle commune ». Une autre analyse matrilinéaire, publiée en 2007 à partir des données génétiques de chevaux polonais, montre que quelques lignées sont mal enregistrées par l'écrit, et qu'il existe une identité génétique commune entre des chevaux issus de juments « non pures », et d'autres considérés comme « Pur-sang arabe » descendants de chevaux du désert. En 2020, la revue Nature publie une vaste étude menée sur 378 chevaux issus de 12 pays différents : ses données « confirment l'origine du cheval arabe au Moyen-Orient ». La paléogénomique suggère que des chevaux d'origine perse ont influencé cette future race Arabe 1 100 à 1 300 ans avant J.-C..

### Durant l'expansion de l'islam et au Moyen Âge

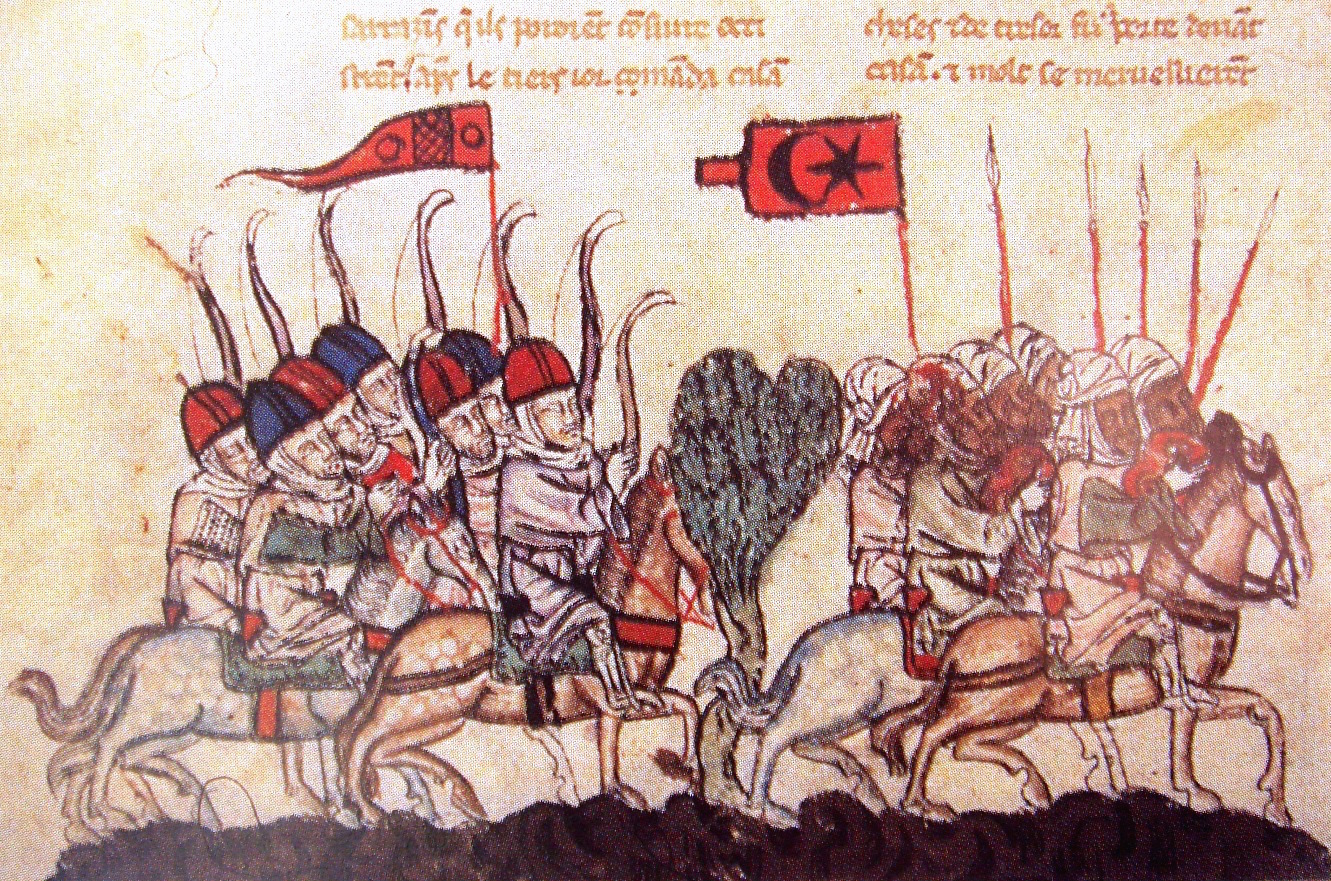
Les archers mongols (à gauche) et les mamelouks (à droite) montés sur leurs chevaux arabes durant la bataille de Wadi al-Khazandar (1299), d'après un manuscrit anonyme des débuts du XIV.

Les tribus d'Arabie ne connaissent vraisemblablement pas l'étrier avant le VIIe siècle, et montent alors des dromadaires. L'expansion de l'islam, particulièrement à partir de la seconde moitié du VIIIe siècle, coïncide avec l'usage massif du cheval comme monture par les armées musulmanes. La race Arabe est forgée par sa rude vie en zones désertiques ou semi-désertiques, élevée par des Bédouins nomades qui la répandent au fil de leurs déplacements, et l'érigent comme symbole de statut social et culturel, en parallèle d'une sélection martiale,. Les juristes musulmans louent les qualités du cheval pour le djihad et la protection des frontières. Ces animaux servent aussi de cadeaux diplomatiques.
La tradition française veut que les premiers chevaux « arabes » arrivent dans ce pays en 732, avec la bataille de Poitiers. Jean-Pierre Digard cite la bataille de Haydarân, en 1052 dans l'actuelle Tunisie, qui rassemble plusieurs milliers de mamelouks cavaliers ; il estime par ailleurs que la cavalerie des armées mameloukes présentes à la bataille de Wadi al-Khazandar, en 1299, était supérieure par la qualité de ses chevaux à celle des Mongols. Un dessin de l'époque fatimide (fin Xe ou début XIe siècle), retrouvé à Al-Mansuriya en Tunisie, montre un cheval dont le chanfrein, l'encolure et les membres rappellent les caractéristiques morphologiques de l'Arabe. Entre le XIIe et le XIIIe siècle, de nombreux chevaux arabes sont exportés vers l'Inde. D'après l'historien de l'Islam Mehdi Berriah, « le cheval de la péninsule Arabique a suscité un réel engouement à l’époque mamelouke, en particulier aux XIIIe et XIVe siècles, et cela aussi bien chez les combattants que chez les hommes de cheval, les lettrés et les oulémas ».
La position géographique du Moyen-Orient favorise un brassage culturel et des échanges de savoirs, conduisant à la publication de nombreux traités d'hippologie (furûsiyya), ainsi que de livres, dont les deux plus connus grâce à leur traduction en langue française sont La parure des cavaliers et l'insigne des preux (arabe : حـلـيـة الـفـرسـان و شـعـار الـشـجـعـان ; DMG : Kitâb hilyat al-fursân wa shi'âr al-shuj'ân) d'Ibn Hudhayl, et le Nâçerî d'Abû Bakr ibn Badr, tous deux parus au XIVe siècle. Les pratiques équestres arabes, variées, préparent au combat à cheval : jeux de lance et de javelot, maniement du sabre et de la masse à cheval, polo, archerie montée (puis tir à l'arbalète), fauconnerie à cheval...

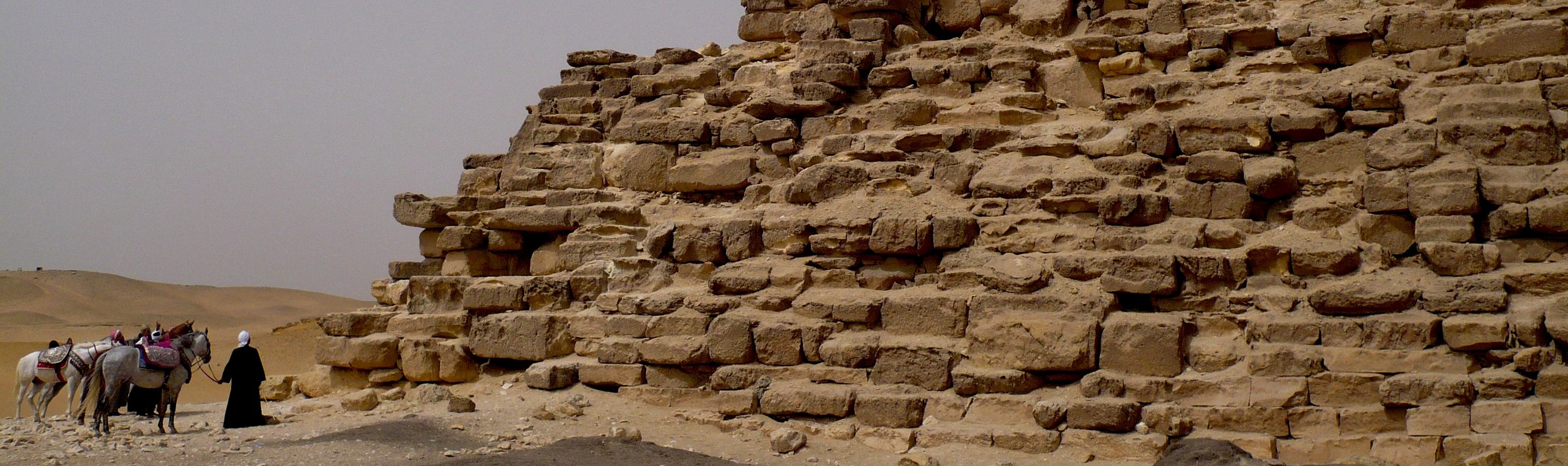
Reconstitution de scène de l'époque mamelouke près des pyramides de Gizeh.

La cavalerie légère arabo-musulmane entre fréquemment en contact avec la cavalerie lourde de l'Europe chrétienne, sans générer alors d'échanges culturels.

### Regain d'intérêt pour la cavalerie légère

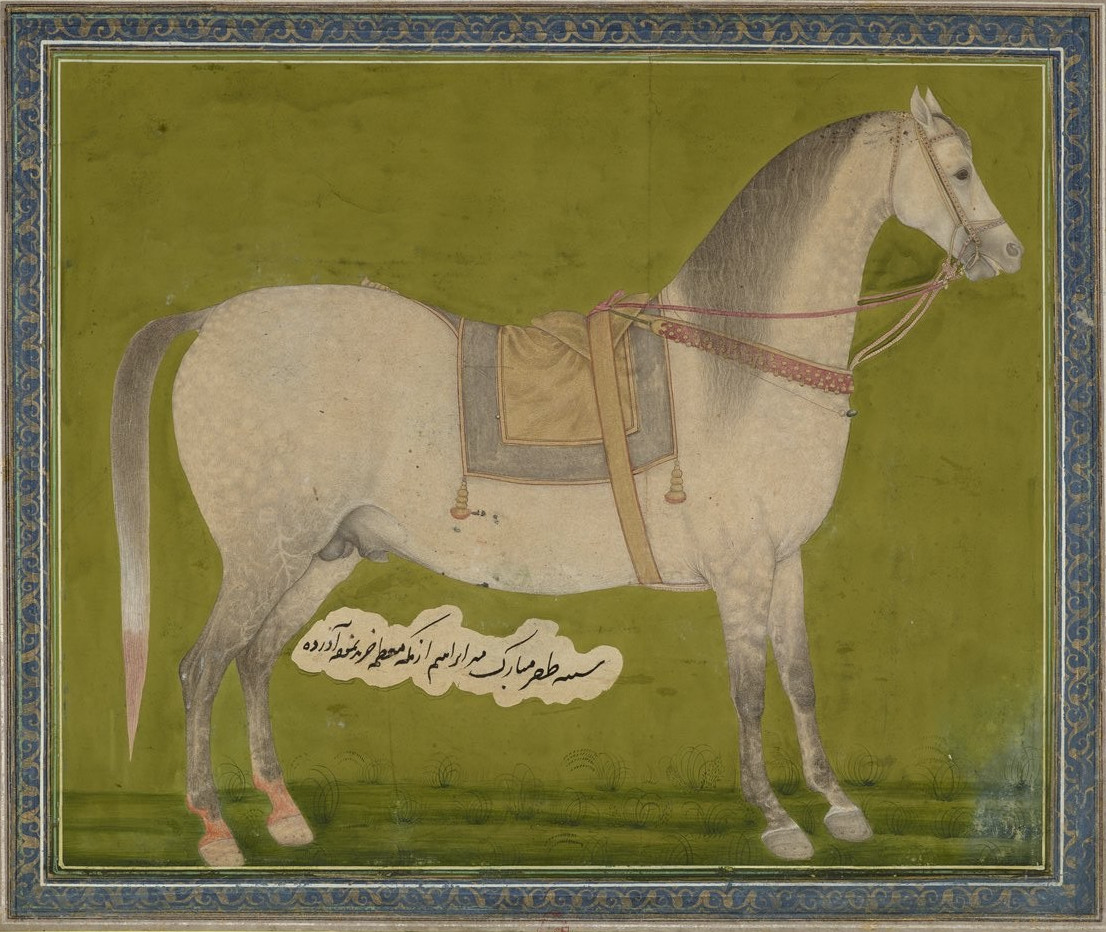
Étalon exporté de La Mecque vers l'Inde par Mir Ibrâhim, peinture moghole de la seconde moitié du XVII, manuscrit conservé à la BnF.

L'arrivée de l'artillerie sur les champs de bataille entraîne parallèlement un regain d'intérêt pour la cavalerie légère en Europe, et donc pour le cheval des Arabes, à partir du XVe siècle. 300 000 cavaliers Turcs ottomans envahissent la Hongrie en 1522, et atteignent Vienne en 1529, où les armées polonaises et hongroises les arrêtent, capturant une partie de leur cavalerie, dont des chevaux arabes devenus étalons fondateurs dans les haras d'Europe orientale.
L'empereur moghol Shâh Jahân (1628 - 1658) importe « des chevaux et des joyaux » arabes. C'est en Angleterre à partir de la fin du XVIe siècle qu'émerge l'idée d'« améliorer » les chevaux européens devenus trop lents et lourds par des croisements avec le cheval oriental, plus rapide et endurant. Dans ce contexte, Georges-Louis Leclerc de Buffon fait l'éloge des « chevaux arabes », en 1753 :

« [...] mais ces chevaux d'Égypte, aussi bien que la plupart des chevaux de Barbarie, viennent des arabes, qui sont, sans contredit, les premiers et les plus beaux chevaux du monde. »

— Georges-Louis Leclerc de Buffon, Histoire naturelle
Par la suite, d'après Digard, « l'amélioration des races chevalines par le cheval arabe s'érigea peu à peu en dogme ». De nombreux animaux sont importés depuis l'« Orient » vers l'Europe et la Russie, pour certains d'origine inconnue, sinon de provenance douteuse. Ivan le Terrible permet les premiers imports russes au XVe siècle, la race prenant un essor véritable grâce au comte Alexeï Orlov, qui obtient entre autres le fameux étalon Smetanka ; des importations massives vers la Russie se poursuivent à partir du milieu du XVIIIe siècle. La plupart des grands haras européens accueillent des chevaux arabes. Les Prussiens établissent un haras militaire et pratiquent le croisement en 1732, la qualité de leur cavalerie étant remarquée par les Anglais. Le haras national de Bábolna, en Hongrie, est créé en 1789 avec une base de chevaux arabes, celui de Marbach accueille la race à partir de 1817. Ces importations génèrent les premiers registres généalogiques écrits.

### AuXIXesiècle

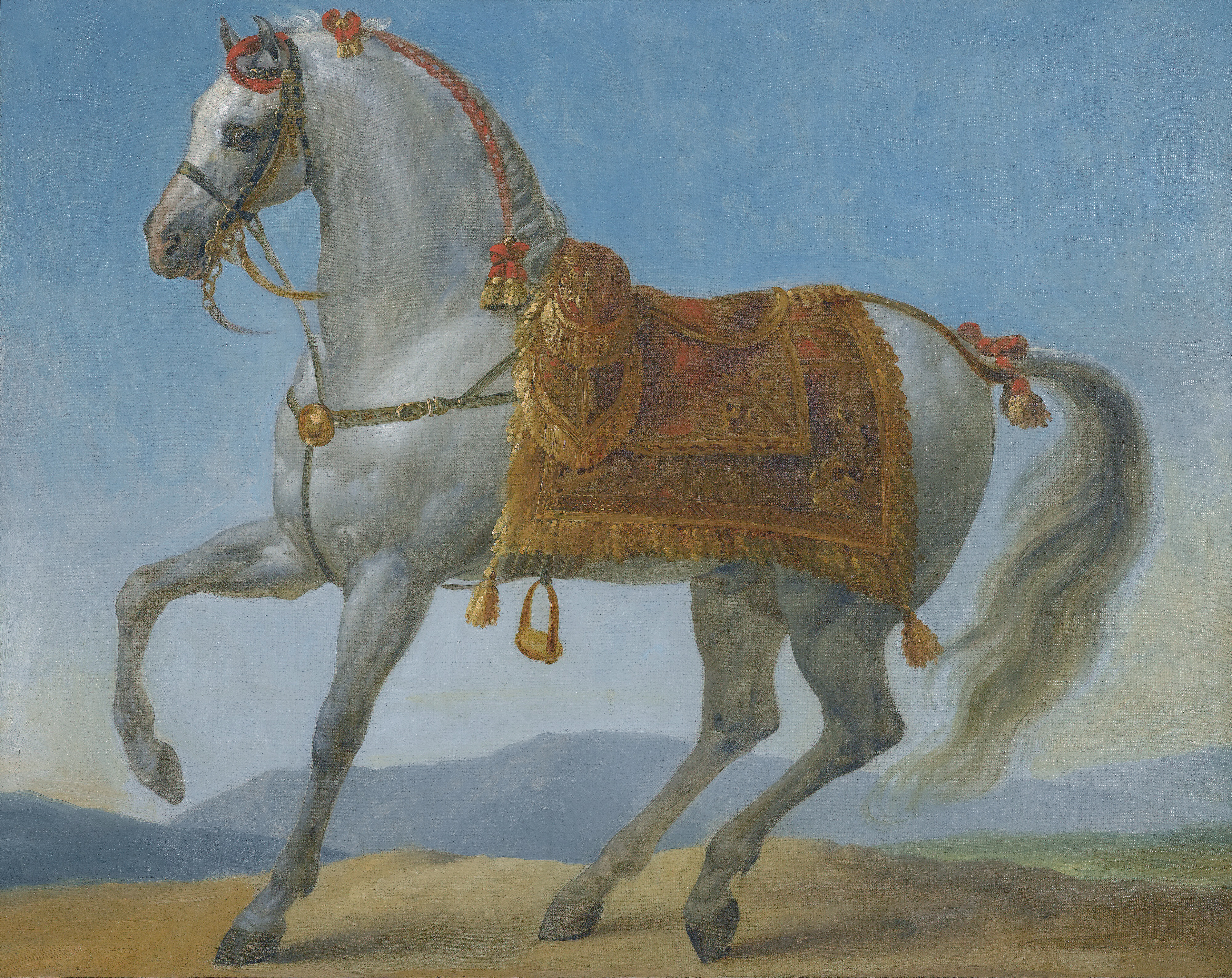
Marengo, l'un des chevaux arabes de Napoléon, d'après une peinture d'Antoine-Jean Gros, 1803.

Napoléon Ier œuvre pour promouvoir l'Arabe, en en faisant sa monture favorite et implantant son élevage dans les Haras impériaux français. Certains de ses chevaux personnels passent à la postérité, dont Le Vizir et Marengo.
Selon Jérémie Schiettecatte et Abbès Zouache, l'influence de la littérature en langue arabe, à travers sa valorisation du cheval, pousse des Européens à voyager en « Orient » pour y observer et/ou y acquérir de tels animaux. Selon Digard, ces voyageurs témoignent avec de nombreux biais.
L'aristocrate orientaliste et polyglotte polonais Wenceslas Séverin Rzewuski raconte son expédition chez les Bédouins du Nejd d'Arabie entre 1817 et 1819, dont il tire une « table de gradation du sang de chevaux » afin de juger de la valeur de leur race. L'Arabe est alors en faveur dans toute l'Europe ; Rzewuski partage l'idée de sa supériorité avec Buffon, dont il a lu l′Histoire naturelle. Il décrit dans ses notes la supériorité des chevaux « Nejdi Kocheilan bédouin des déserts du Schamalieh et Hediazet ». Rzewuski est cependant soupçonné d'avoir en grande partie inventé son récit de voyage.
En 1819, le vicomte de Portes acquiert une trentaine d'étalons arabes pour les Haras impériaux français, dans de grandes villes de Syrie et du Liban telles que Damas et Palmyre.

Illustrations d'expéditions européennes d'achat de chevaux arabes
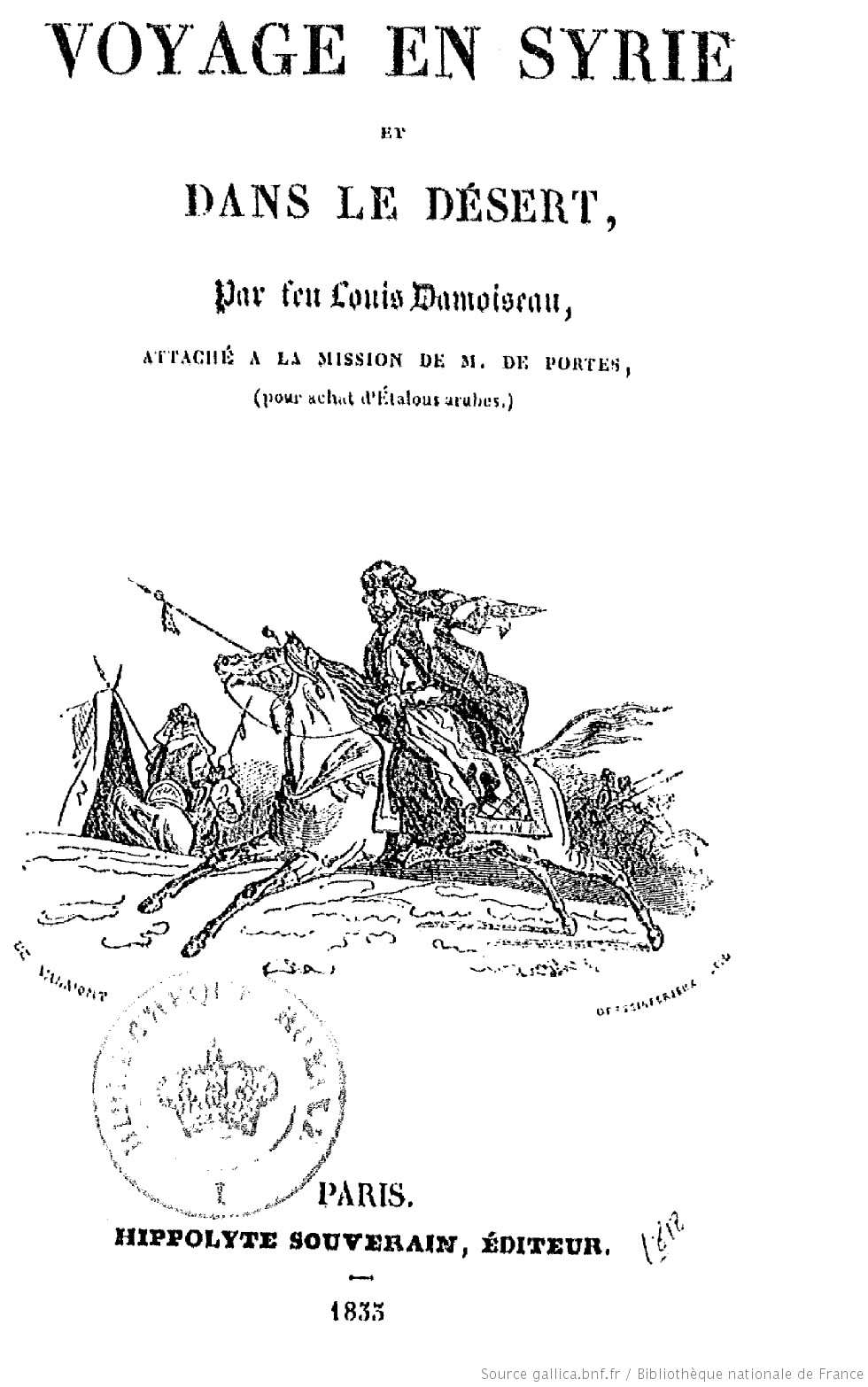
Voyage en Syrie et dans le désert par Louis Damoiseau, 1833.
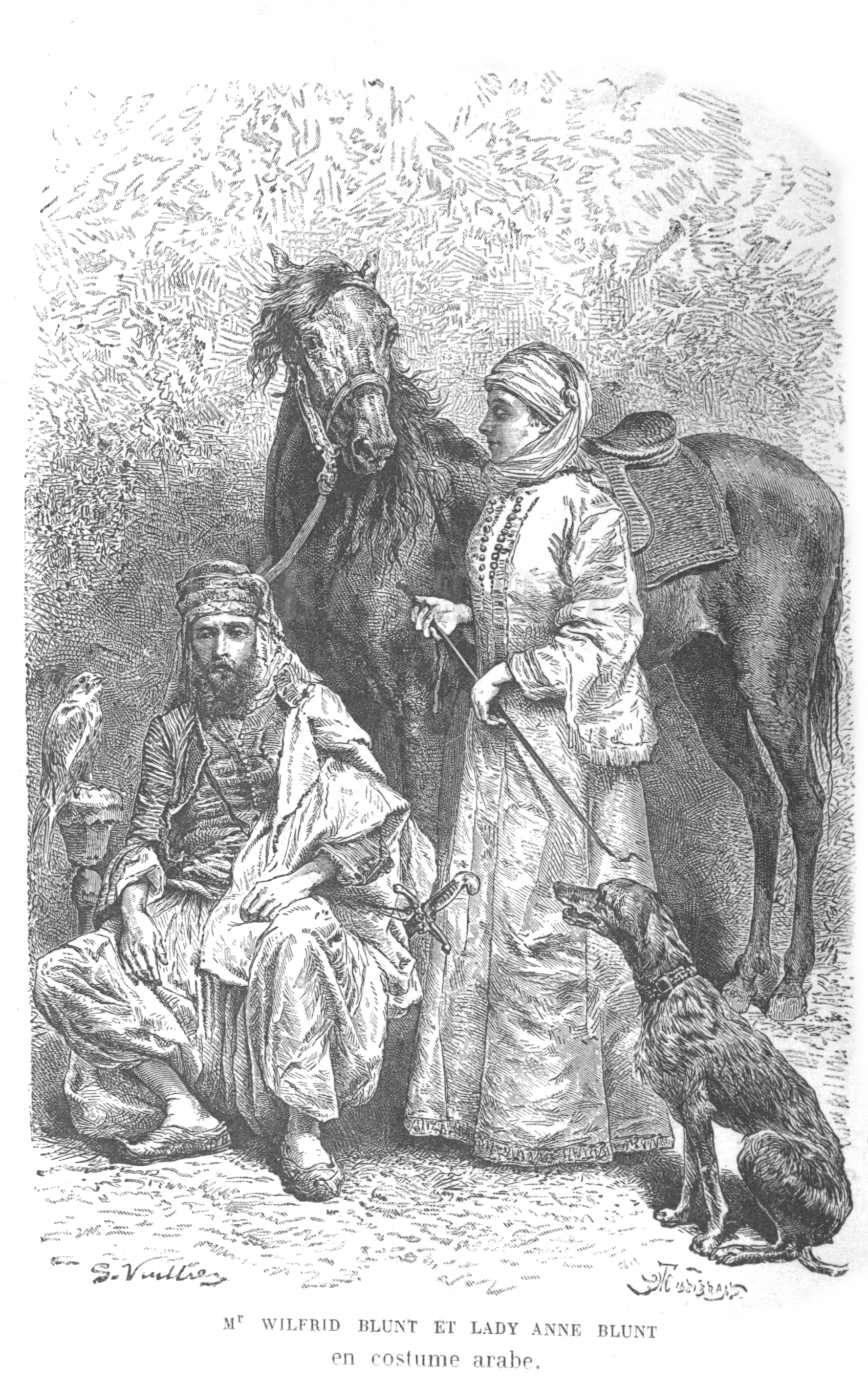
Wilfrid Scawen Blunt et Lady Anne Blunt en costume arabe durant leur expédition dans le Nejd, d'après une gravure de Gaston Vuillier, 1882.
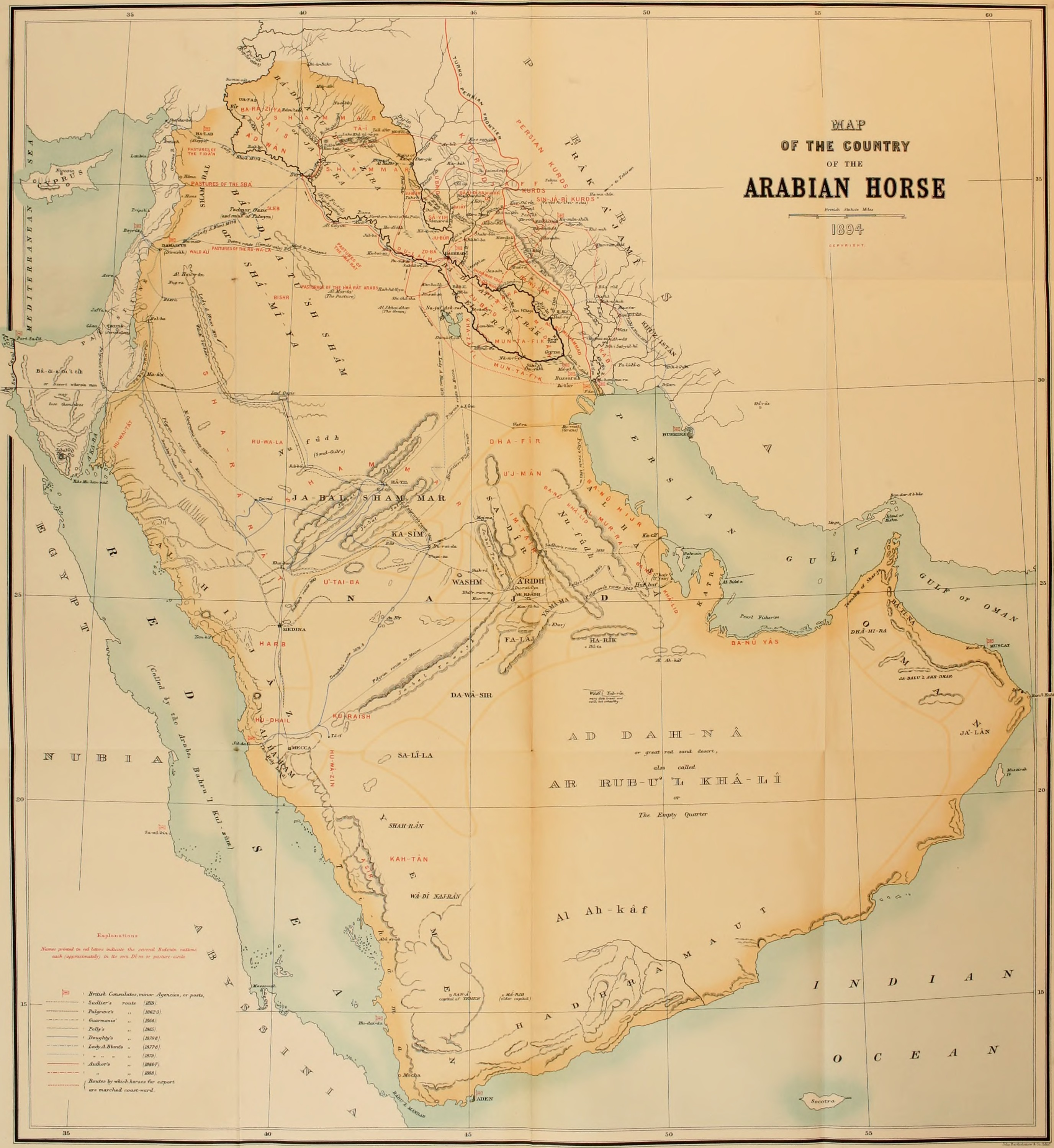
Carte de la « patrie du cheval arabe », 1894
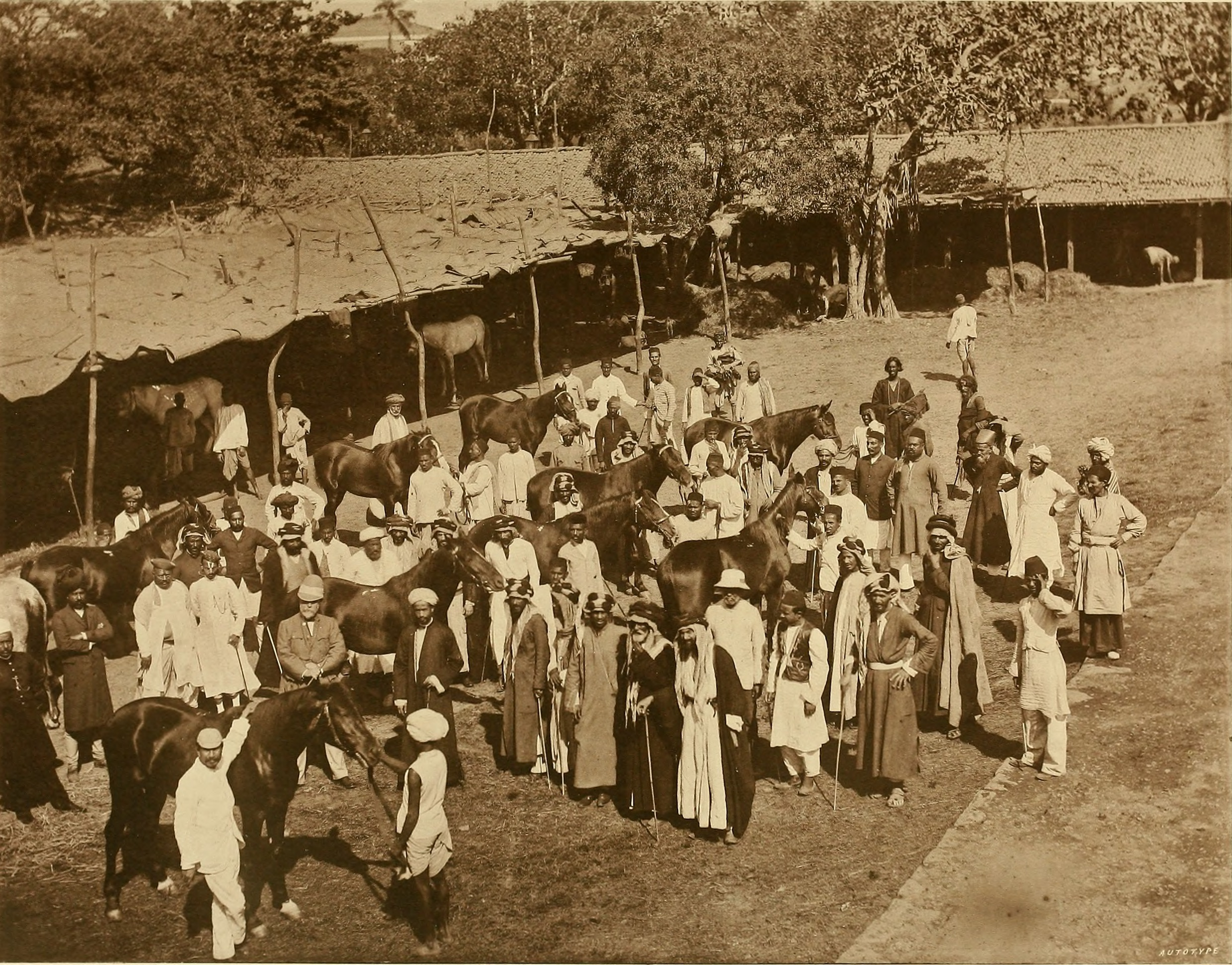
Marché aux chevaux en Arabie, années 1890.

En 1834, l'hippologue Karl Wilhelm Ammon remarque, après avoir rassemblé témoignages et écrits d'historiens, que les conditions climatiques extrêmes expliquent une présence sans doute faible des chevaux en Arabie centrale. Les observateurs de l'époque considèrent que la possession d'un cheval reste un privilège aristocratique, Charles Montagu Doughty notant qu'une chamelle nourricière portant une provision d'eau doit accompagner la jument d'un Cheikh.

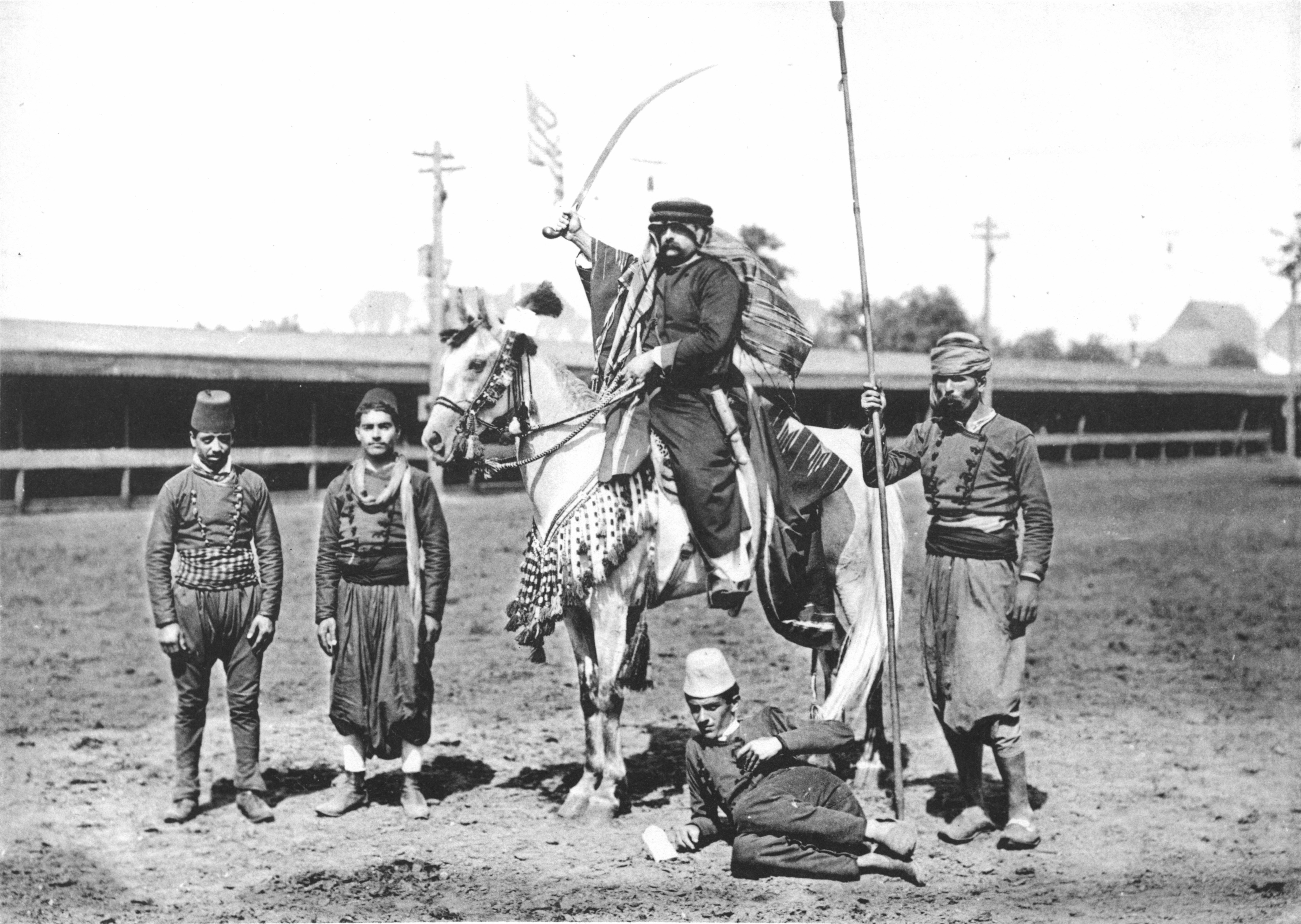
Reconstitution d'une scène de « village arabe », avec un cheval local, durant l'Exposition universelle de 1893.

Différentes expéditions cherchent des chevaux dans les zones centrales inhospitalières du Nejd, considérées comme le berceau de la race Arabe,. La première est celle du Jésuite William Gifford Palgrave, en 1862, qui signale à son retour la grande qualité des chevaux de cette région. Le Livournais Carlo Guarmani, installé à Beyrouth, publie en 1864 le traité El Khamsa, et reçoit une mission de Napoléon III, créditée de 30 000 francs et d'une avance à fonds perdus par Émile Félix Fleury, afin de trouver des étalons au bénéfice des Haras nationaux. Il ramène un troupeau en traversant le Néfoud. Tous les zootechniciens français du XIXe siècle, en premier lieu Eugène Gayot et Éphrem Houël, appliquent la doctrine de l'amélioration des chevaux français par le croisement avec l'Arabe ou le Pur-sang.
Margaret Greely décrit la période qui s'étend de la fin du XIXe siècle jusqu'au milieu du XXe siècle comme The Arabian exodus (l'exode du cheval arabe). Certains observateurs de l'époque estiment que l'Arabe risque de disparaître de son berceau d'origine ; l'anthropologue Lange souligne une obsession européenne de vouloir « sauver » les chevaux arabes en les extrayant de leur berceau d'origine pour les élever en Occident, notamment de la part des époux Blunt, qui déclarent préserver ainsi les derniers chevaux « purs » de la disparition, pour les générations futures. Les époux britanniques Anne Blunt et Wilfrid Scawen Blunt partent dans le Nejd durant l'hiver 1878-1879, témoignant du prestige récent de cette région. Ils fondent en 1878 le Crabbet Arabian Stud, qui devient, d'après l'éditrice Rosemary Archer, « peut-être la plus célèbre des opérations d'élevage créées en Europe ».
Dès les années 1850, les grands haras de Pologne sont déjà bien établis, dont celui d'Antoniny, propriété du comte Potocki, qui devient célèbre pour avoir fait naître l'étalon Skowronek,. La reine d'Espagne Isabelle II importe le premier cheval arabe dans son pays en 1847, menant à la création du Yeguada Militar de Jerez de la Frontera, chargé de fournir à la cavalerie espagnole de meilleurs ressources. En 1830, une épidémie décime les effectifs du haras de Bábolna,. Par la suite, plusieurs missions d'importations sont organisées et se succèdent pour ramener des étalons et des juments arabes afin d'en reconstituer le cheptel. Les juments sont saillies par ces étalons importés du Moyen-Orient, notamment d'Égypte et de Syrie,,. Les éleveurs hongrois dépensent des sommes très importantes pour acquérir ces étalons arabes.

### DuXXesièclejusqu'à nos jours

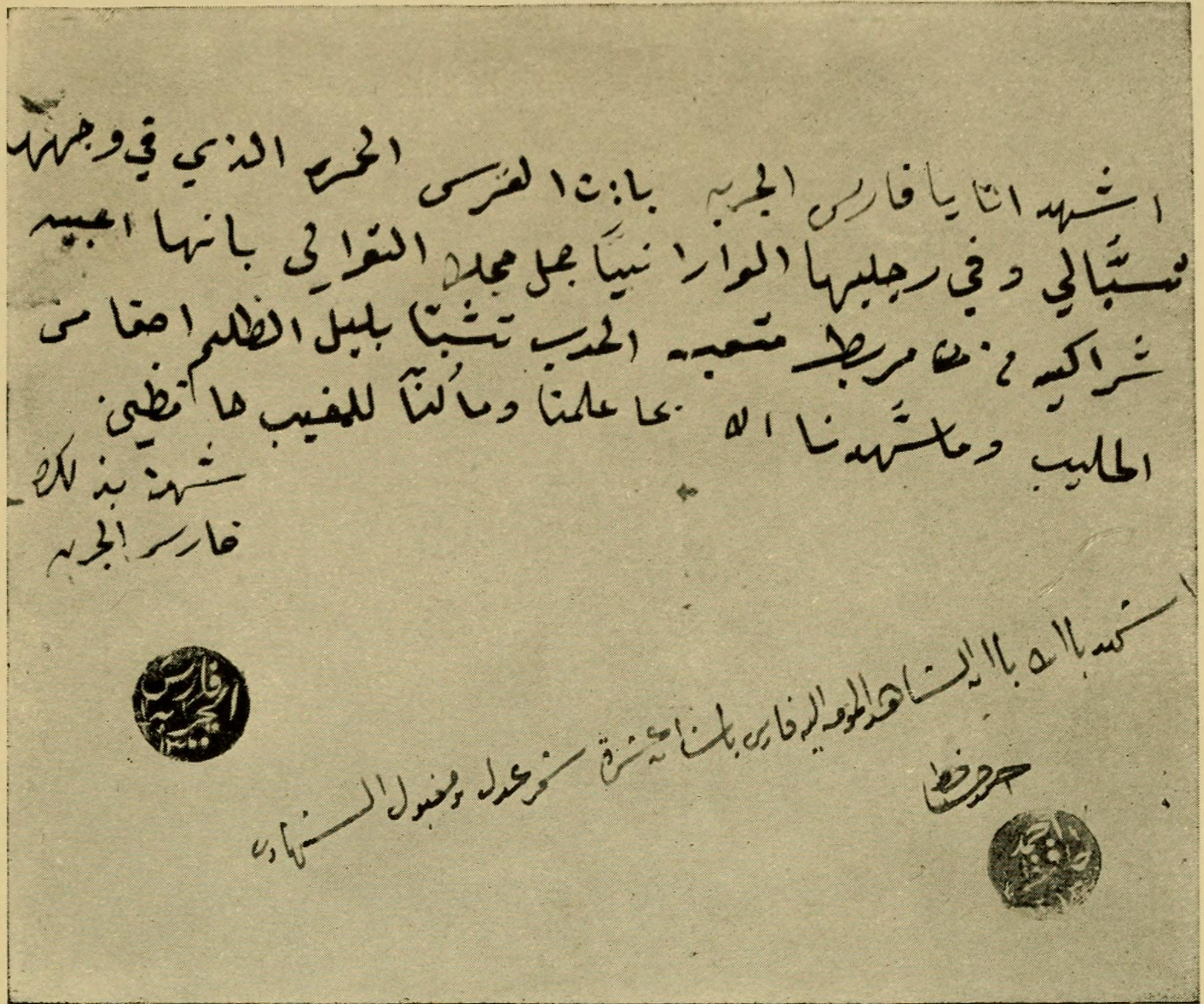
Document de transaction en arabe remis à Homer Davenport par des Bédouins de Syrie en 1906, certifiant que la jument qu'il vient d'acquérir est de lignée Abeya, élevée dans les ténèbres de la nuit et plus pure que le lait.

Au début du XXe siècle, le centre d'élevage de l'Arabe bascule vers l'Europe et les États-Unis, avec la création de nouveaux programmes d'élevage grâce aux importations depuis le Moyen-Orient. La race régresse dans sa région d'origine, comme en témoigne entre autres la désuétude du haras de Beyrouth, après les années 1970.
Homer Davenport permet l'arrivée aux États-Unis de certains des premiers chevaux de « race pure », dits Al Khamsa. Impressionné par la beauté des animaux présents à l'Exposition universelle de 1893, il profite de ses relations avec le président Theodore Roosevelt pour faire financer son voyage d'achat, en 1906, sur un territoire contrôlé par l'Empire ottoman, ramenant 27 reproducteurs depuis la Syrie et le Liban. Roger Upton, comme Davenport, accorde de l'importance à la division en cinq lignées dite « Al Khamsa » dans ses travaux écrits, reprenant l'organisation de la race arabe telle que définie par les éleveurs bédouins.
Judith Blunt-Lytton, fille de Lady Anne Blunt, insiste sur la nécessité de corriger des « défauts » de la race Arabe. L'étalon polonais Skowronek (1909-1930), qu'elle a importé en Angleterre, est parfois considéré comme le plus grand cheval arabe de tous les temps,. Son élevage de Crabbet forme, avec ceux de Courthouse et Hanstead Stud, le trio des meilleurs élevages anglais de l'époque.

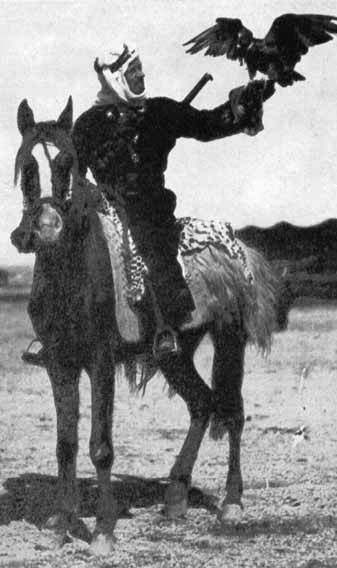
Carl Raswan montant une jument de guerre de la tribu Ruwallah, vers 1930.

Carl Raswan, émigré aux États-Unis, acquiert des chevaux dans les oasis de Syrie à plusieurs reprises durant le XXe siècle, et contribue de façon majeure à la définition des lignées.
La Première Guerre mondiale, la révolution russe et la chute de l'empire Ottoman entraînent la perte de nombreux haras, dont ceux d'Antoniny et de Slawuta en Pologne. L'élevage de l'Espagnol Cristóbal Colón de Aguilera, duc de Veragua, créé dans les années 1920, devient une référence à l'échelle mondiale, jusqu'à sa destruction durant la guerre d'Espagne.
L'élevage de Crabbet influence celui de l'Arabe polonais, le gouvernement polonais y envoyant le Dr Edward Henryk Skorkowski en observateur en 1924, et 1925, ce qui mène à la création de la société nationale d'élevage polonaise de l'Arabe en race pure l'année suivante, permettant de reconstituer les effectifs décimés. En 1938 naissent les étalons Witez II, Witraz et Wielki Szlem, dont l'influence est très significative à partir de la mondialisation des années 1960. En Russie, l'élevage de l'Arabe est relancé au haras de Tersk à partir de 1921, grâce à des importations depuis le haras de Crabbet.
La Seconde Guerre mondiale entraine de nouvelles destructions, mais épargne les haras de Janów Podlaski (Pologne), de Crabbet et de Tersk. Les Américains capturent des chevaux arabes et les amènent en Californie. La Pologne, l'Espagne, l'Allemagne et la Russie redéveloppent l'élevage de l'Arabe en race pure. La Pologne gagne une excellente réputation après-guerre. L'élevage privé de l'Arabe reste entre les mains d'une petite poignée d'éleveurs aisés jusque dans les années 1960 ; c'est par la suite que cet élevage devient une industrie mondiale, et que la demande augmente.

#### Essor et repli de l'élevage américain

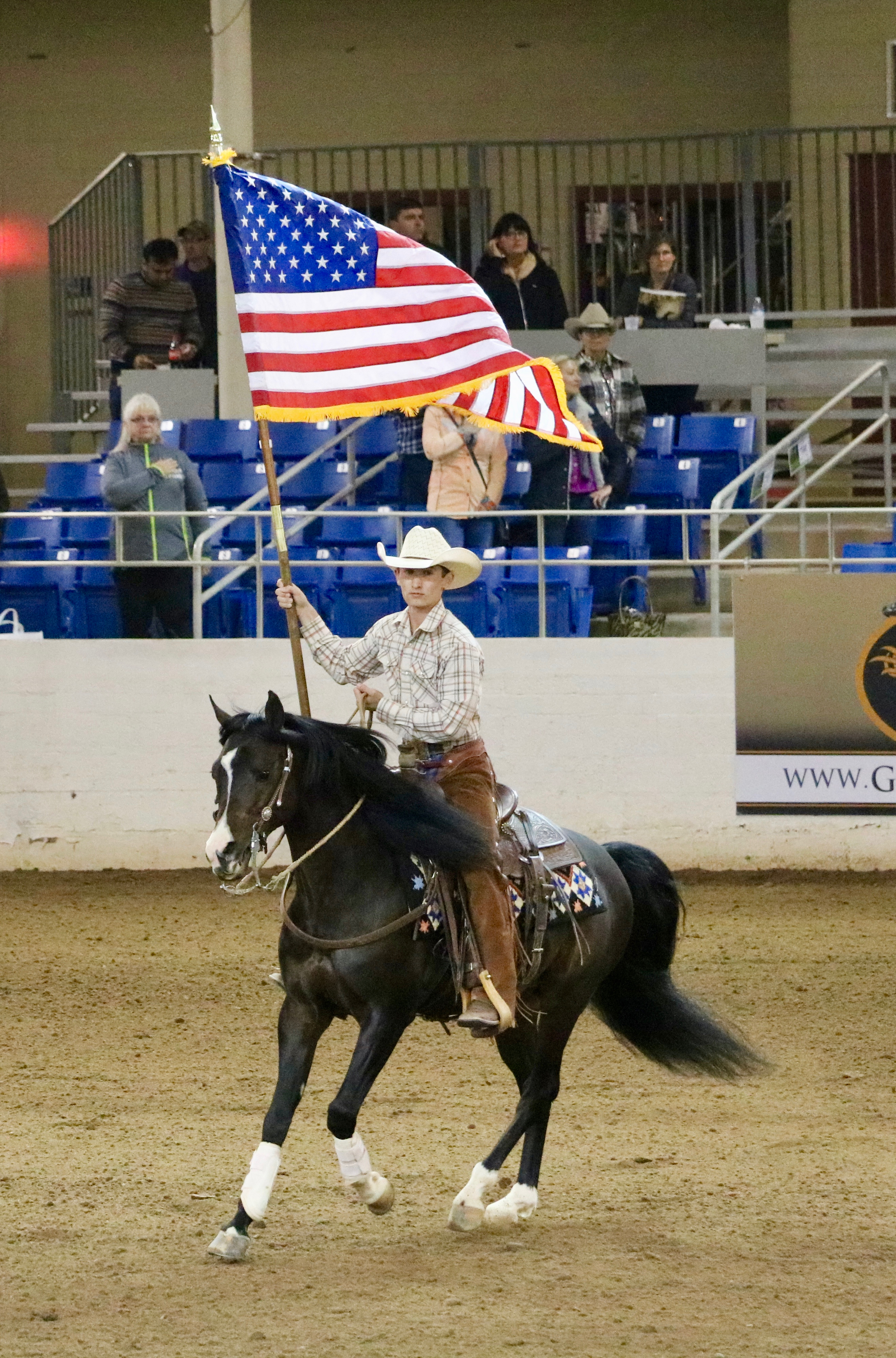
Cavalier western montant un cheval arabe au Scottsdale Arabian Horse Show de 2017 à Scottsdale, en Arizona.

L'Arabian Horse Club of America est créé en 1908, à partir des enregistrements de chevaux importés du désert par Davenport. Nombre des fils et filles de l'étalon Skowronek sont ensuite exportés vers les États-Unis,, dominés par deux grands élevages durant les années 1930, celui d'Henry Babson et celui de l'entrepreneur Will Keith Kellogg. L'étalon polonais Witez II est importé au terme de la Seconde Guerre mondiale.
Le prix des chevaux arabes augmente à partir de la fin des années 1960. Un centre d'élevage s'implante à Scottsdale et dans ses environs, finissant par jouer un rôle important sur la scène mondiale. Le premier championnat national américain de la race est tenu en 1958. Le Dr Eugène LaCroix importe en 1963 l'étalon polonais Bask, qui génère des revenus considérables à chacune de ses apparitions,. En 1973, les États-Unis comptent environ 100 000 chevaux arabes. En 1984, une jument de 4 ans issue de la lignée de Bask est vendue pour deux millions de dollars. Cette popularité s'explique par le système de taxes en place. L'intérêt des investisseurs est entretenu par de nombreuses publications spécialisées qui commentent la découverte de nouvelles lignées et listent les meilleurs reproducteurs, ainsi que par la tenue régulière de shows (concours de modèles et allures) mettant en valeur la beauté de ces chevaux. La réforme fiscale américaine de 1986 entraîne un effondrement du marché, puis l'envoi de nombreux chevaux arabes américains à l'abattoir.
L'élevage sélectif américain a divisé la race arabe en deux grands types spécialisés : le modèle et l'utilité.

#### Mondialisation
La mondialisation de l'élevage s'accroit tout au long du XXe siècle, induisant une mutation en un « réseau » reliant des acteurs et des pratiques très divers, selon l'anthropologue Christoph Lange. L'Arabe égyptien est exporté en particulier vers les États-Unis. En 1970, un groupe d'éleveurs américains crée la Pyramid Society, chargée de sélectionner un type « nouveau » d'Arabe égyptien, tout en conservant les qualités « ancestrales » de cette lignée.
La Pologne et la Russie s'adaptent à l'intérêt des investisseurs américains pour les chevaux arabes, en organisant de luxueuses ventes aux enchères à destination de cette clientèle, ainsi que d'investisseurs européens. Une relation étroite entre les marchés américain et européen de la race se tisse peu à peu, comme l'illustre entre autres le parcours de l'étalon El Shaklan, né en Allemagne en 1975, puis exporté aux États-Unis et au Brésil. L'Australie émerge sur ce marché durant la seconde moitié du XXe siècle, en se hissant au troisième rang mondial des pays éleveurs de chevaux arabes.
En 1974 est créée la World Arabian Horse Organization (WAHO), organisme chargé de réguler le marché international du Pur-sang arabe. Ce marché occidental transatlantique est paradoxalement fermé sur lui-même, l'enregistrement et la certification comme « Pur-sang arabe » étant longuement gérés entre éleveurs occidentaux. Le marché s'articule étroitement avec une importante production culturelle et médiatique autour de la race « Arabe », mettant en valeur son esthétique. En 1986, un « Congrès mondial du cheval arabe » est tenu à Marrakech, sous l'égide de la WAHO.

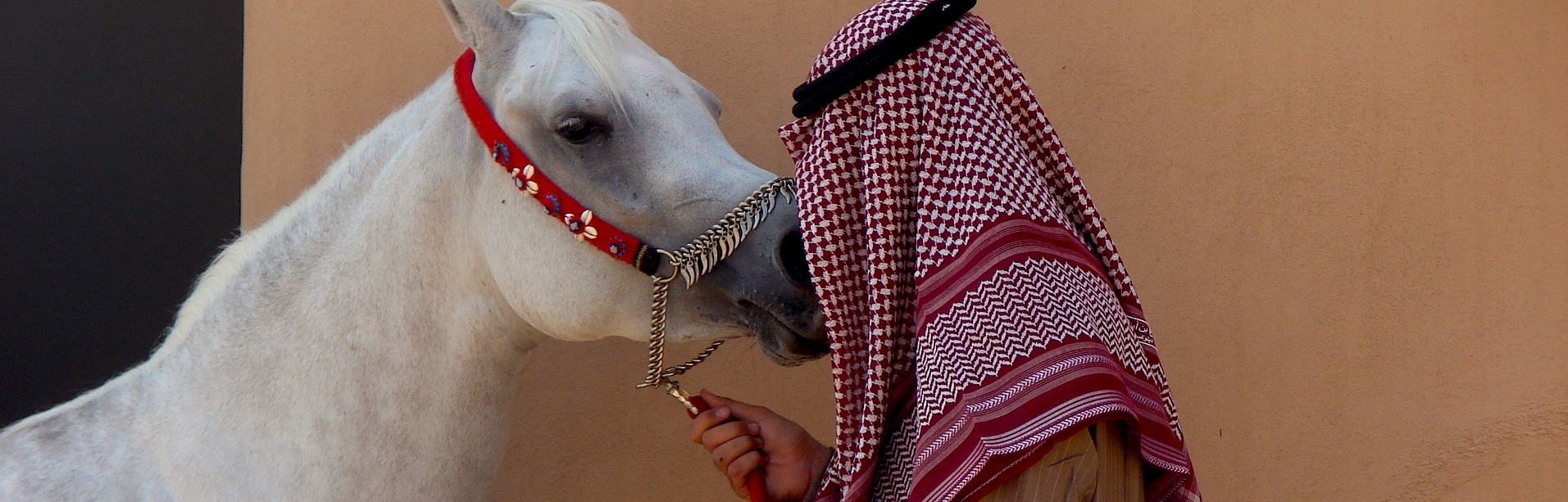
Cavalier du Koweït avec sa jument arabe.

Un phénomène re-localisation du cheval arabe dans son berceau d'origine s'observe à partir des années 1990 . Les familles royales des pays de la péninsule arabique rejoignent le marché de l'élevage en investissant de très fortes sommes dans l'achat de chevaux, ce qui permet à l'Arabie saoudite, au sultanat d'Oman, au Bahreïn, au Qatar, et surtout aux Émirats arabes unis de rassembler certains des meilleurs étalons reproducteurs et compétiteurs en l'espace d'une vingtaine d'années. Le Koweït établit son propre programme d'élevage après la fin de la guerre du Golfe, en s'appuyant essentiellement sur des éleveurs privés. Les élevages de ces pays et de l'Arabie Saoudite deviennent des clients majeurs des élevages euro-américains, ce qui aboutit à une situation que Lange qualifie d'« ironique », des éleveurs arabes achetant des chevaux labellisés « Pur-sang arabes » dans des pays occidentaux. La fermeture du stud-book par la WAHO en 2004 empêche la reconnaissance des petits éleveurs bédouins dans le berceau de race, ainsi que celle des Tahawi en Égypte.

## Description

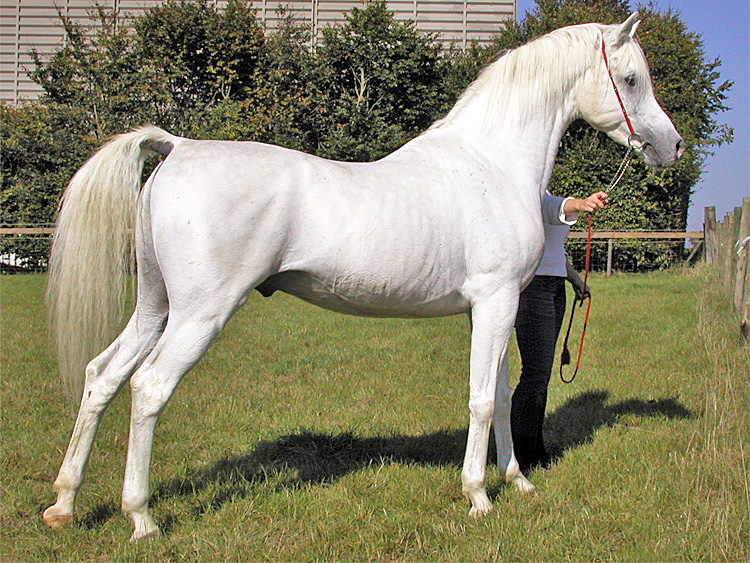
La Mirage, étalon Arabe gris, présenté au modèle.

L'Arabe présente l'un des phénotypes les plus extrêmes chez les équidés. Certaines caractéristiques morphologiques sont associées à l'idée subjective de « beauté ». Elles ne lui sont pas propres, une sélection morphologique convergente ayant amené d'autres races de chevaux, parfois sans ancêtres arabes, à présenter le même phénotype. Ces chevaux dégagent une impression générale de fragilité et de finesse accentuée par leur petite taille, mais leur densité osseuse et leur conformation les rendent solides.

### Taille et poids
L'Arabe est petit, toisant en moyenne de 1,45 m-1,48 m à 1,56 m, (1,42 m à 1,52 m selon CAB International, 1,40 m à 1,60 m selon le docteur Jacques Sevestre), pour un poids léger allant de 400 à 450 kg (300 à 400 selon Sevestre).

### Morphologie

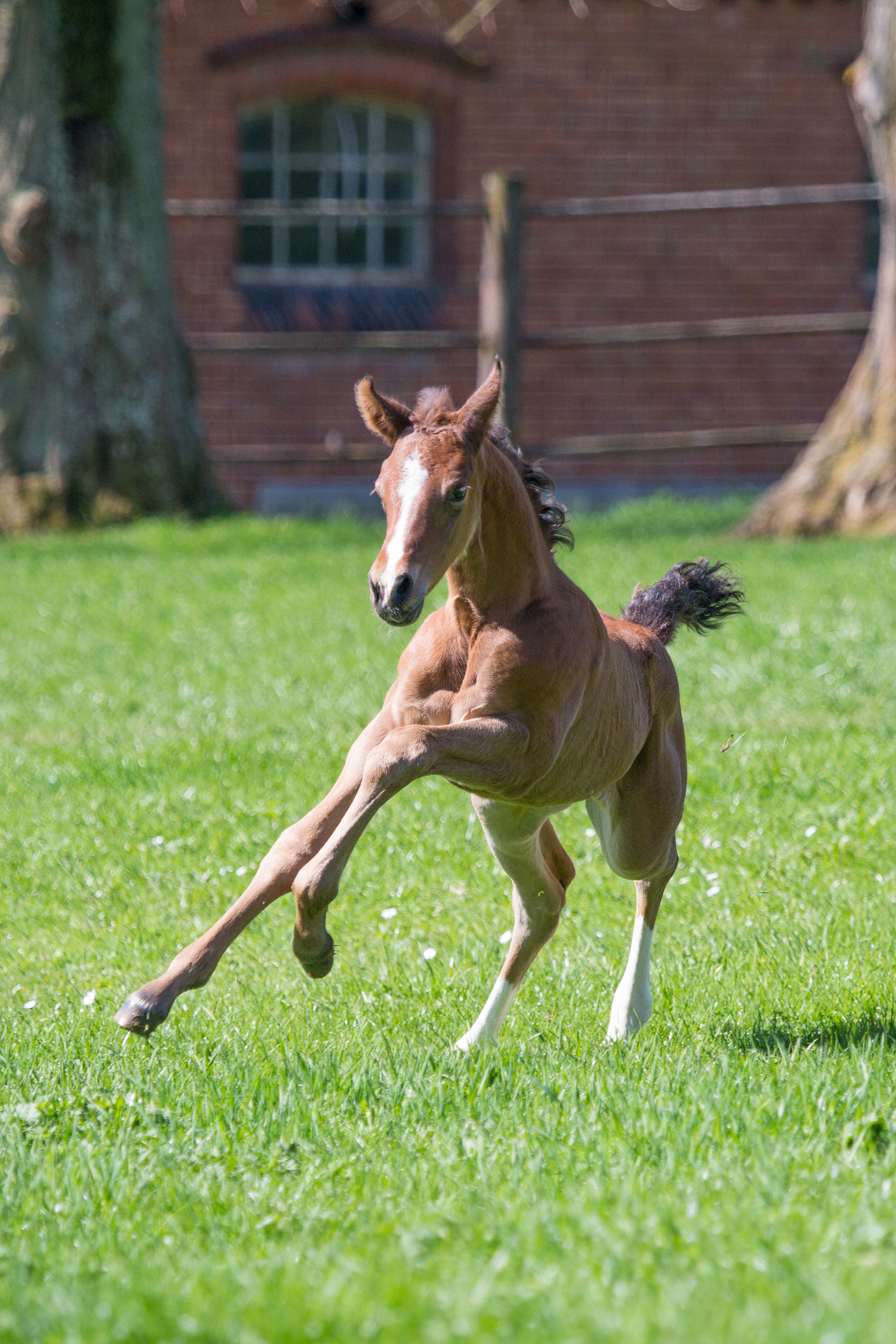
Poulain arabe au haras national de Marbach.

La race est caractérisée par sa légèreté, son modèle sec, fin et « plat », ainsi que par ses particularités morphologiques, favorisées par les éleveurs pour participer aux concours de modèle et allures (shows). Cette morphologie a évolué, les photographies de la fin du XIXe siècle et du début du XXe siècle montrant un profil de tête moins concave et un port de queue moins relevé que chez la majorité des sujets actuels,. Le type morphologique de l'Arabe est en complète opposition avec celui de la race Barbe, et se rapproche quelque peu du type turc.

#### Tête

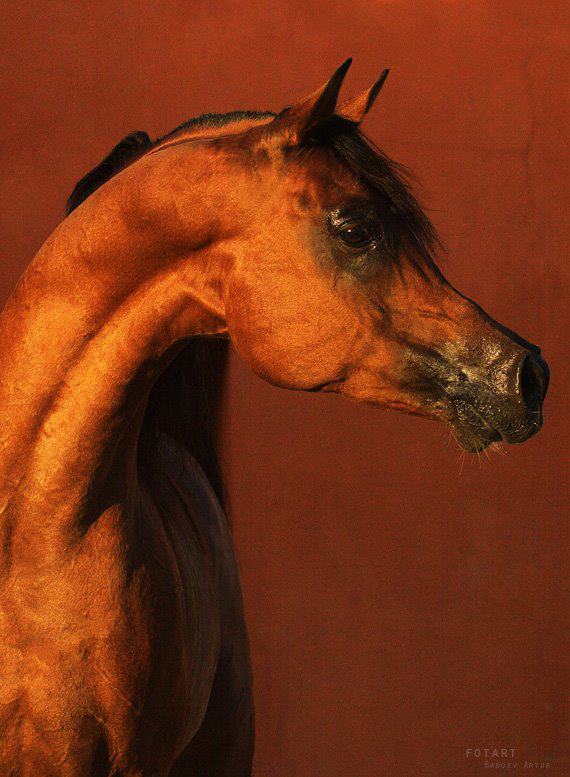
Portrait d'Imperial Baareg, étalon Arabe égyptien bai, montrant bien le profil de tête concave et la finesse du museau.

La tête au profil concave (dish, en anglais), d'allure juvénile, n'est pas exclusive à l'Arabe. Ce chanfrein concave sélectionné à partir des années 1950 et 1960 constitue erronément un critère de type, tous les chevaux de pure race (issus de parents nés dans le désert) n'ayant pas de concavité du chanfrein,. Le poulain naît généralement avec un profil de tête plus marqué que celui qu'il arbore à l'âge adulte,.
L'Arabe destiné aux shows souffre d'un hypertype, la concavité recherchée à l'excès entraînant un risque de troubles respiratoires : ce problème est médiatisé en 2017, à travers le cas du poulain El Rey Magnum,. Les critères de notation en concours établis par l'ECAHO (European Conference of Arab Horse Organization), qui décerne une note et un prix récompensant la « plus belle tête », favorisent cet hypertype auprès des éleveurs.
De nombreux chevaux présentent un léger renflement du front entre les yeux, appelé jibbah par les Bédouins, dont la fonction serait d'accorder une capacité sinusale supplémentaire, possible avantage sélectif sous un climat désertique sec,. Le chanfrein court s'achève par un museau fin, aux naseaux larges et très ouverts,.

« Chacune de ses narines ressemble à l'antre du lion, le vent en sort lorsqu'il est haletant »

— Abdelkader ibn Muhieddine (arabe : عبد القادر بن محي الدين)
Ce bout de nez fin fait dire que l'Arabe « boit dans un verre ». La lèvre inférieure est courte et petite. Les ganaches sont très écartées. Le front est large ; les yeux « à fleur de tête » sont grands et écartés l'un de l'autre,.

Particularités morphologiques de la tête
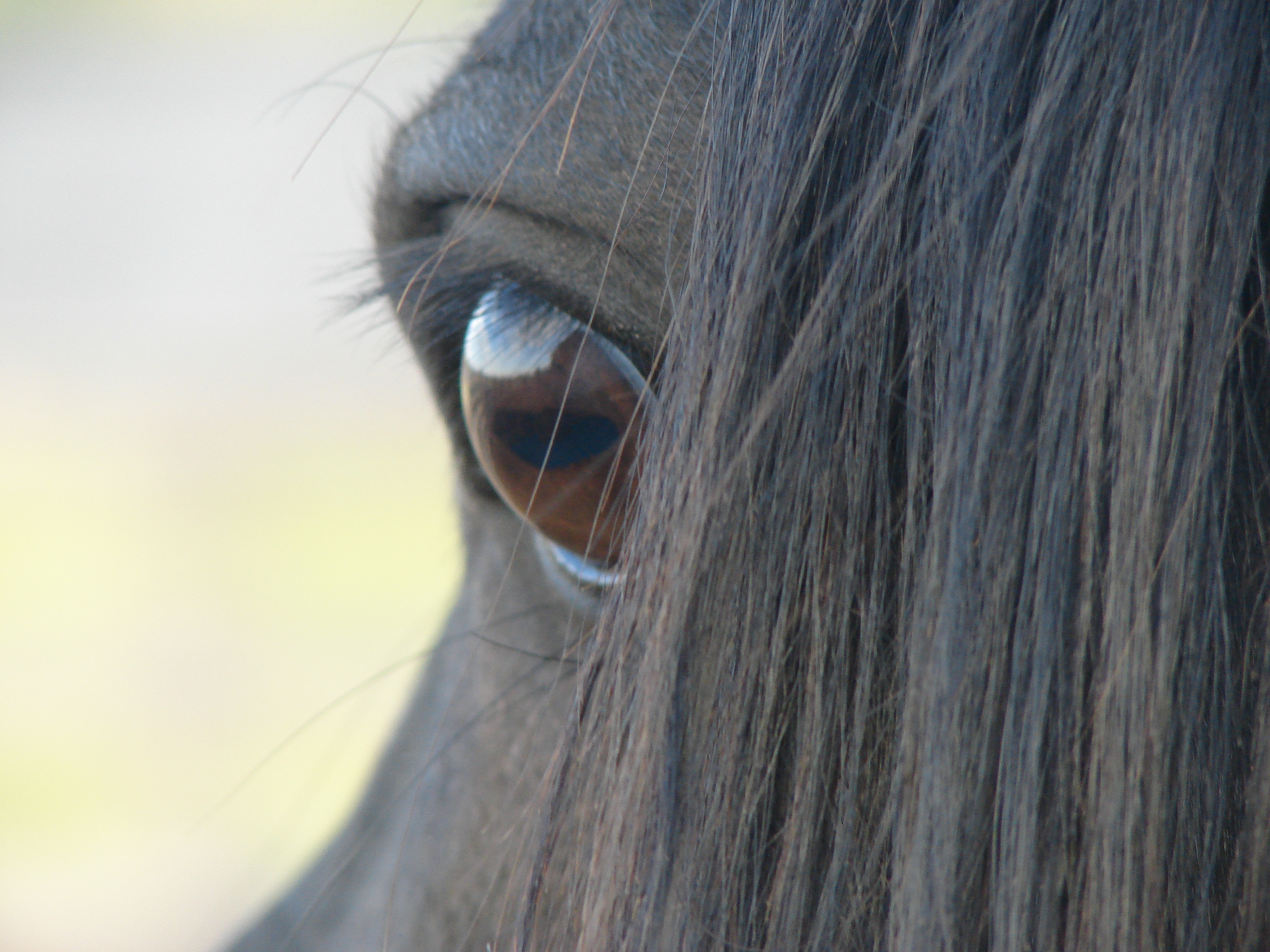
Détail sur l'œil « à fleur de tête ».
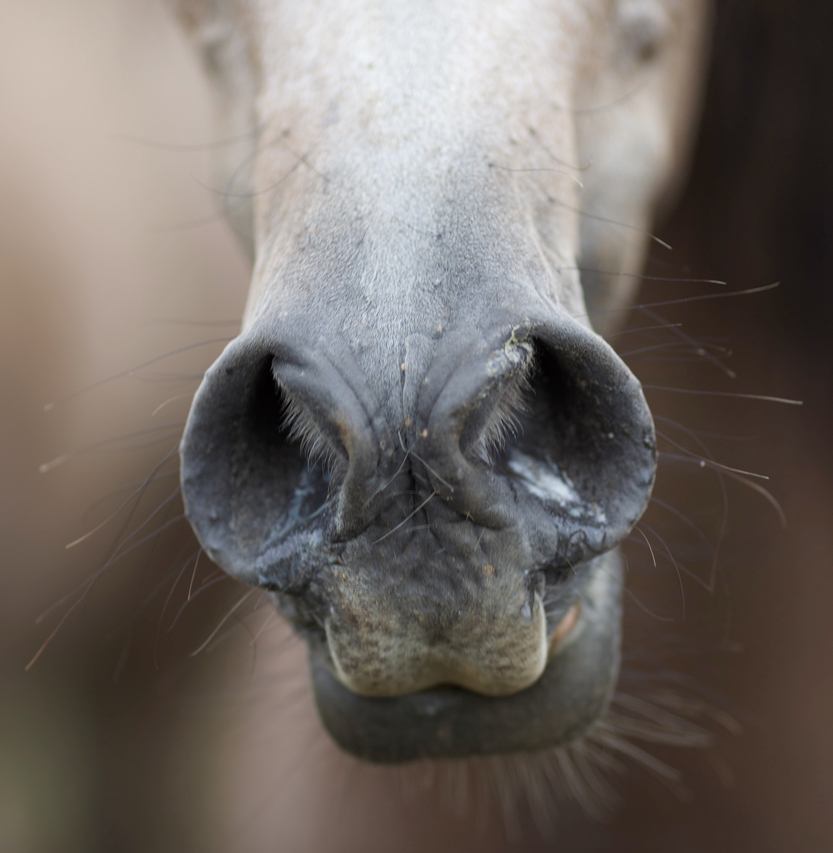
Détail sur les naseaux.
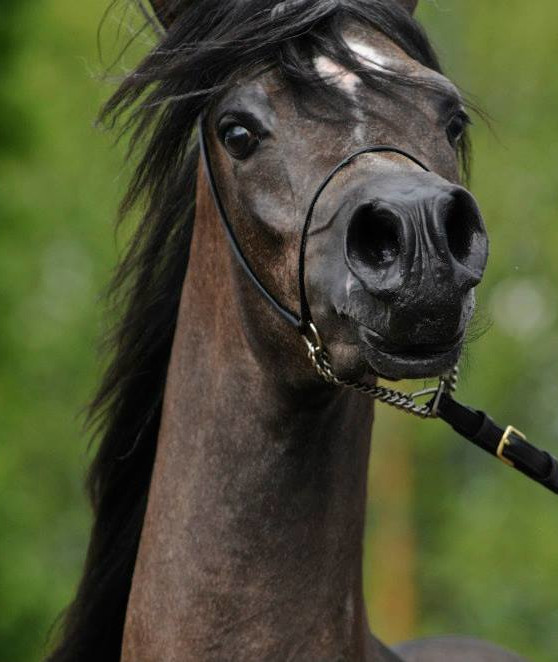
Vue de face, montrant la largeur du front et l'écartement des yeux.
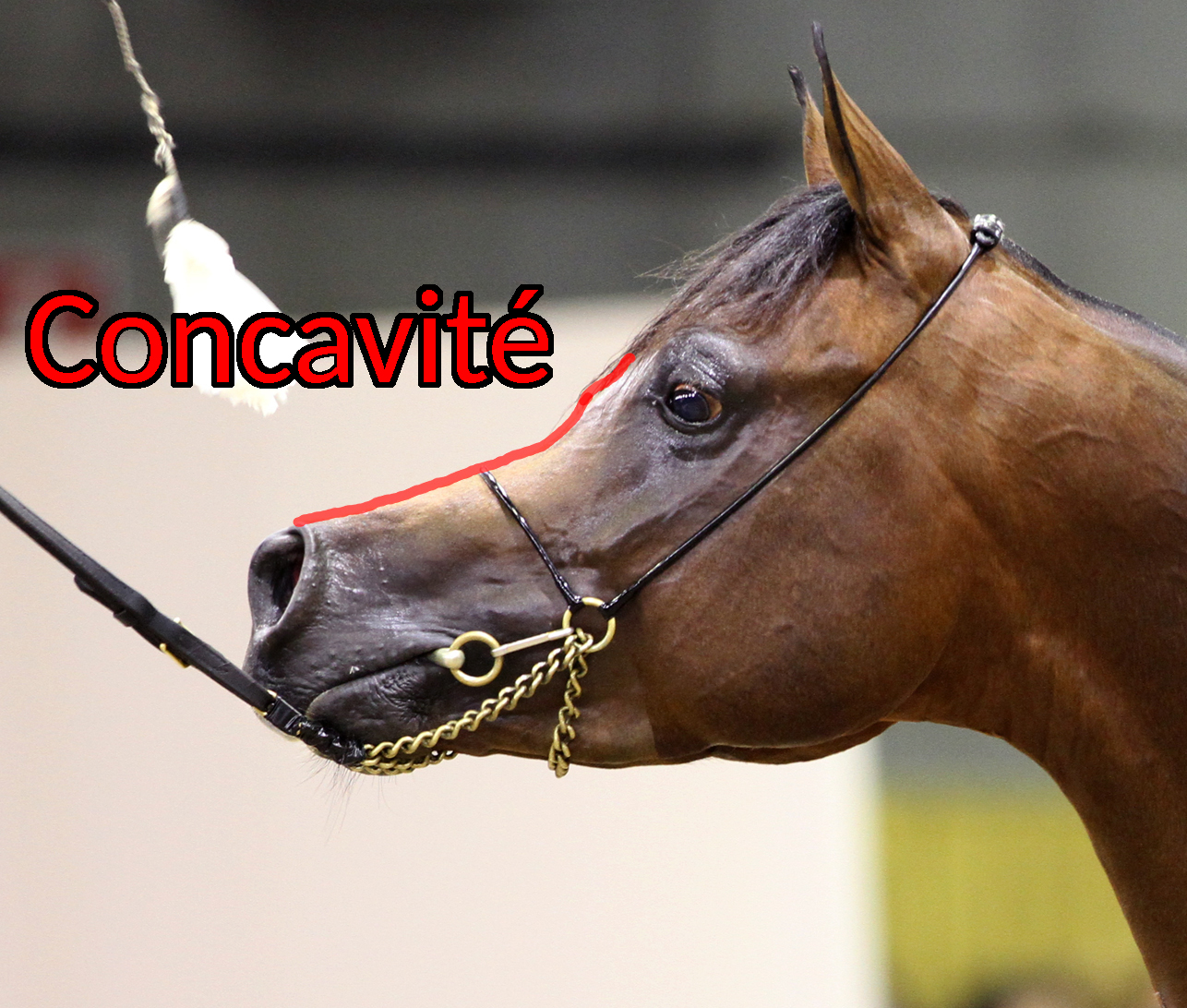
Profil de tête d'un Arabe de show, montrant la concavité du chanfrein.
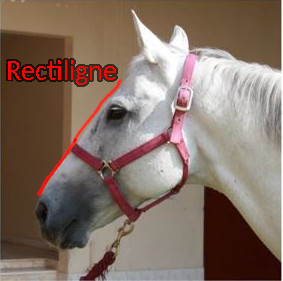
Profil de tête d'un Arabe de course, sans concavité.

Les oreilles sont recherchées petites, mais peuvent être longues, particulièrement chez les juments. L'attache tête-encolure, qui s'étend de la gorge à l'arrière des oreilles, est appelée mitbah ou mitbeh en langue arabe.

#### Corps
La morphologie corporelle de l'Arabe s'inscrit dans un carré, la hauteur au garrot étant sensiblement égale à la longueur du corps.

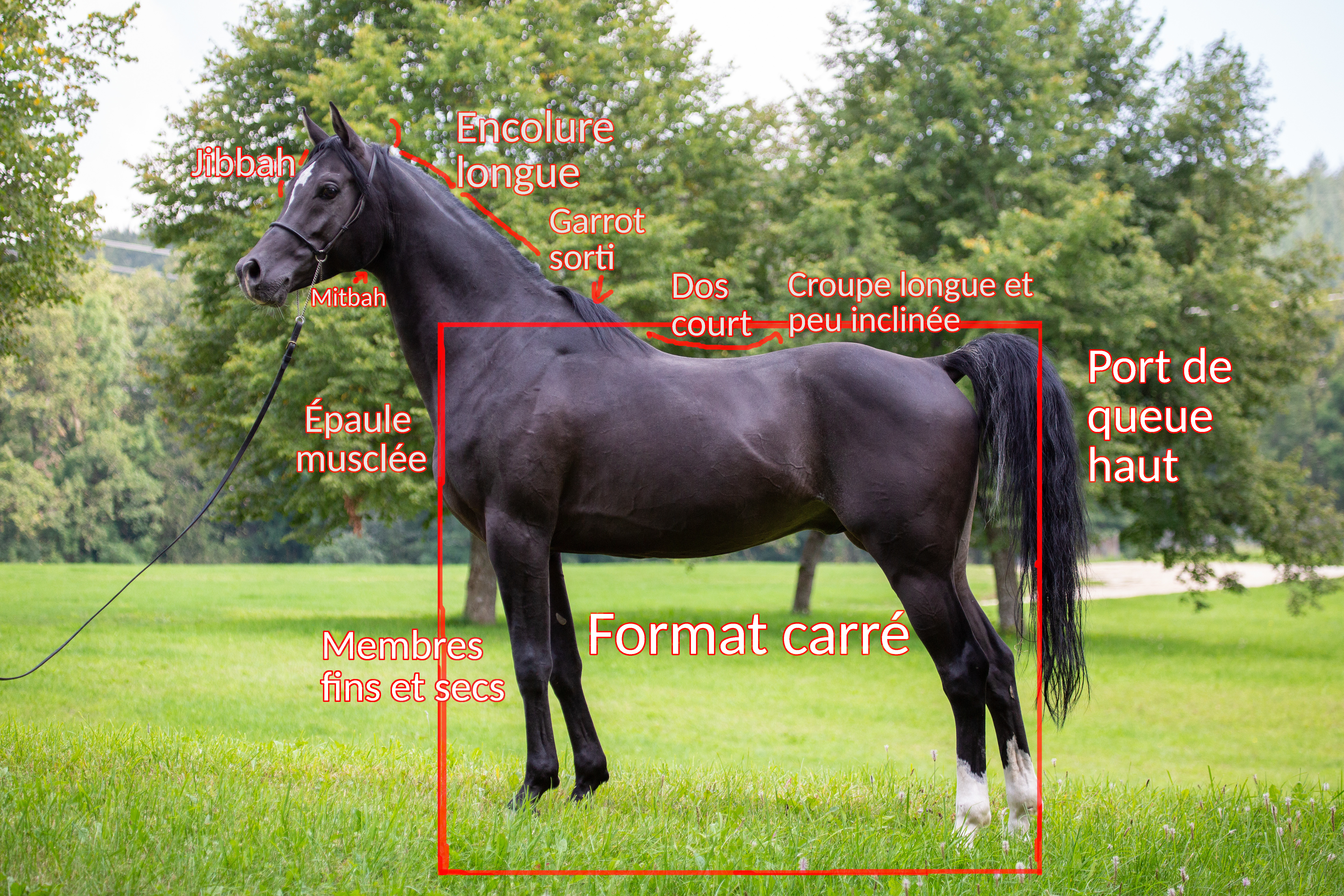
Morphologie d'un étalon Arabe (ici, WM Nafis, du Haras national de Marbach, à l'âge de 6 ans).

L'encolure légère et arquée est longue, particularité peut-être sélectionnée par la nécessité de trouver un balancier pour l'équilibre sur des pentes. L'épaule est inclinée et très fortement musclée. Le garrot est sorti et bien dessiné.
La poitrine est profonde et ample ; le poitrail large. Le dos, plutôt court, forme une ligne droite avec les reins. Le ventre est rentré. La croupe est généralement horizontale, ou très peu inclinée, caractéristique volontairement sélectionnée chez les chevaux modernes. Sa musculature peut varier en fonction des activités et de la sélection du cheval.
L'attache de la queue, courte, est particulièrement haute, avec un port relevé et un panache caractéristiques,. Les membres sont longs, fins et solides, dotés de tendons secs et de paturons courts. Les pieds sont petits (ou de taille moyenne), et durs,.

### Particularités du squelette

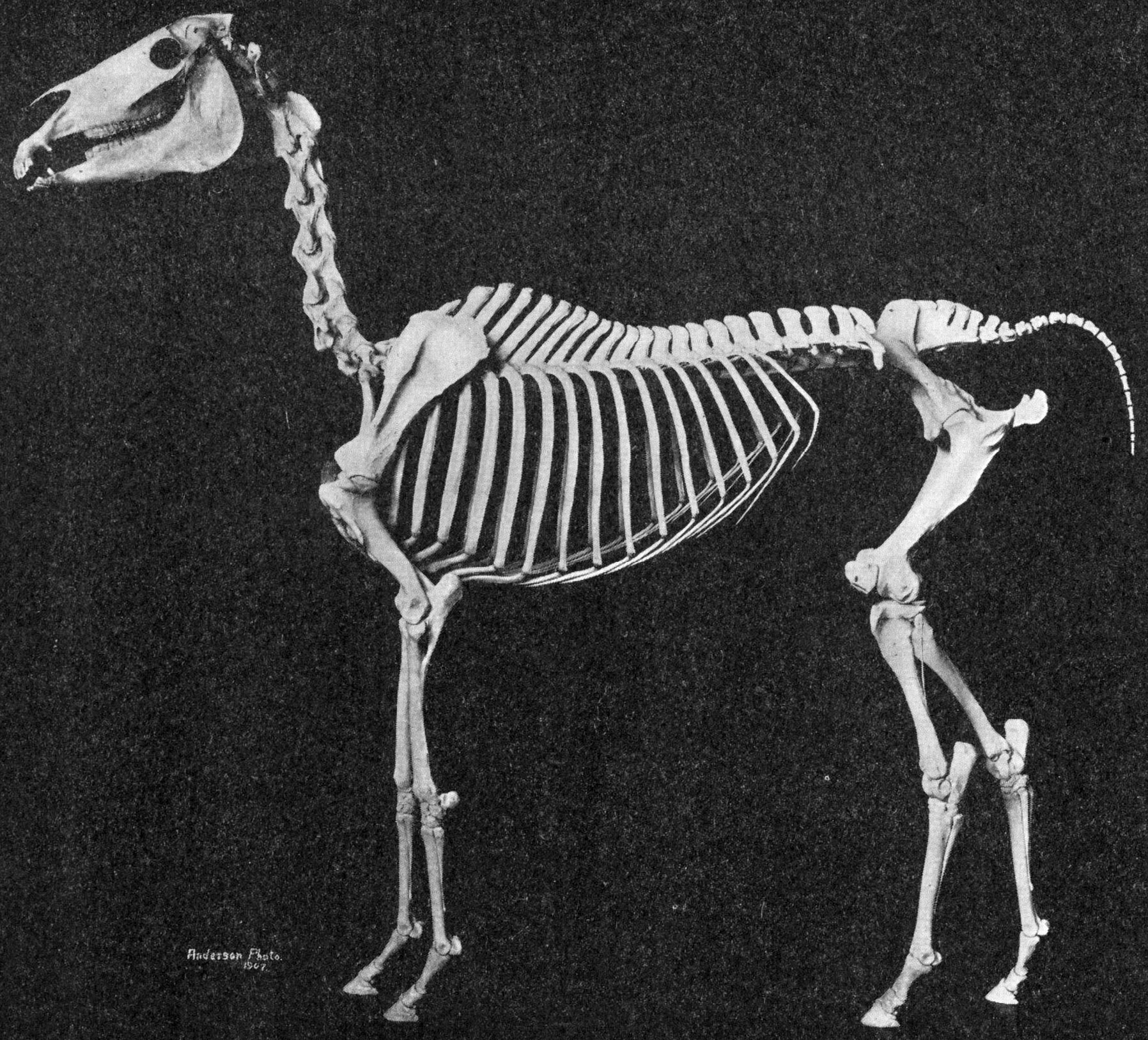
Squelette d'un Arabe ayant servi de cheval de selle, montrant des caractéristiques propres à cette race : dos court, queue portée haut, croupe élevée et hanche anguleuse

Une croyance propagée par Lady Wenthworth veut que la race Arabe serait caractérisée par un nombre de vertèbres lombaires et de côtes différent de celui des autres races de chevaux. Si certains chevaux ont 5 vertèbres lombaires et 17 paires de côtes, interprétés comme preuve d'une « pureté primitive », ces particularités ne sont pas propres à l'Arabe.

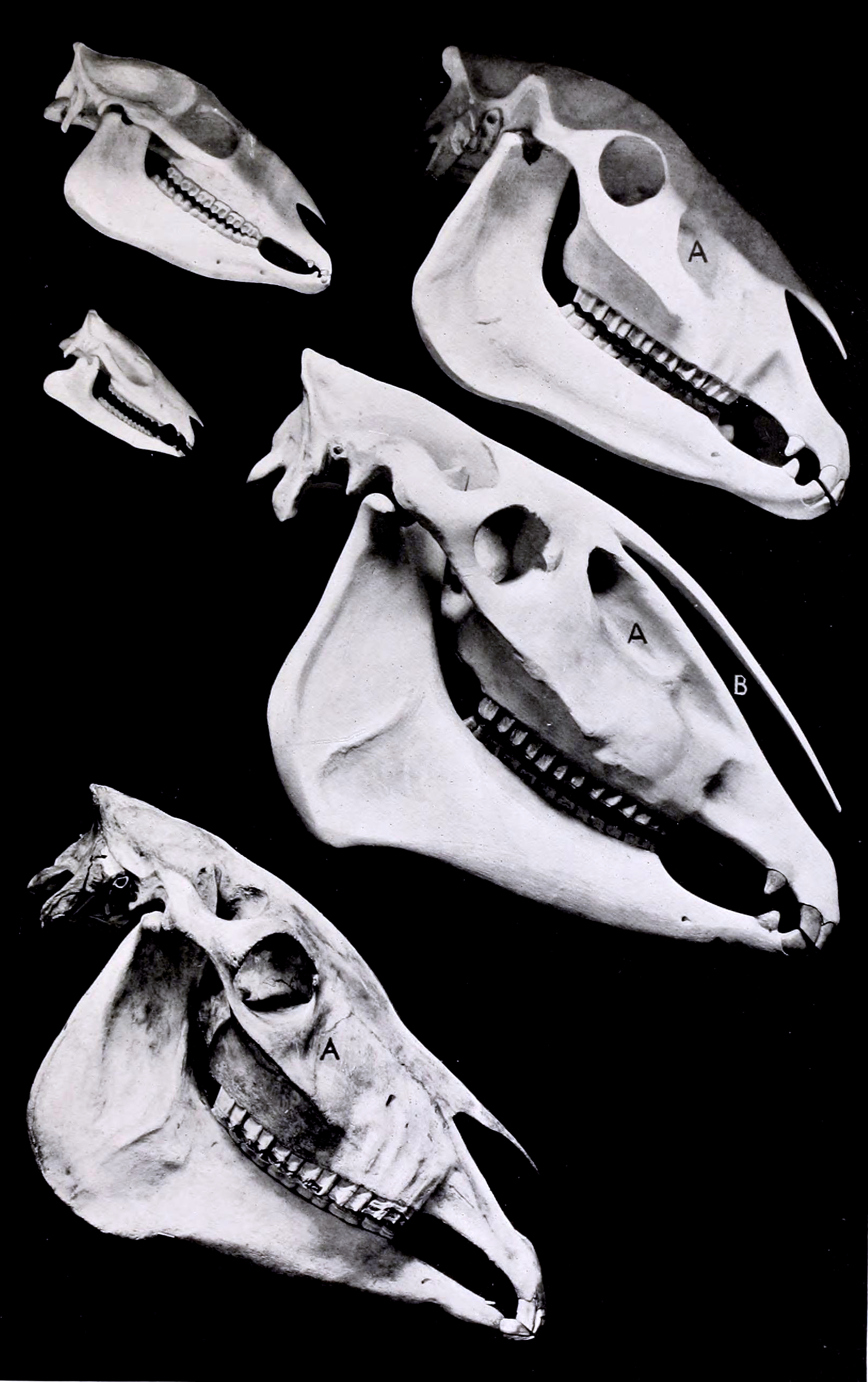
Comparaison entre le crâne d'un cheval arabe (en bas), montrant la concavité du chanfrein et la finesse du museau, et le crâne d'autres équidés (Protohippus venticolus, Mesohippus Bairdi, Hipparion gracilis, Onohippidium munizi).

Un Arabe typique présente un bassin incliné et une bonne profondeur de hanche (déterminée par la longueur du bassin), ce qui lui confère agilité et impulsion,. Une confusion fréquente est faite entre la ligne du dessus au niveau de la croupe, et l'angle de l'ilium, ce qui a poussé à croire que l'Arabe aurait un angle de bassin plat qui ne lui permet pas d'utiliser correctement son arrière-main. La croupe est formée par les vertèbres sacrées, l'angle de la hanche étant déterminé par la fixation de l'ilium à la colonne vertébrale, la structure et la longueur du fémur, et d'autres particularités de l'anatomie de l'arrière-main, qui ne sont pas corrélées à la ligne supérieure du sacrum. Ainsi, l'Arabe présente une conformation typique des races de chevaux sélectionnées pour la vitesse et la distance, telles que le Pur-sang, chez lequel l'angle de l'ilium est également plus oblique que celui de la croupe,. L'angle de la hanche n'est pas nécessairement corrélé à la ligne supérieure. Les chevaux élevés pour le galop ont besoin d'une bonne longueur de croupe et d'une bonne longueur de hanche pour la fixation des muscles ; contrairement à l'angle, la longueur de la hanche et de la croupe vont généralement ensemble.

### Robes

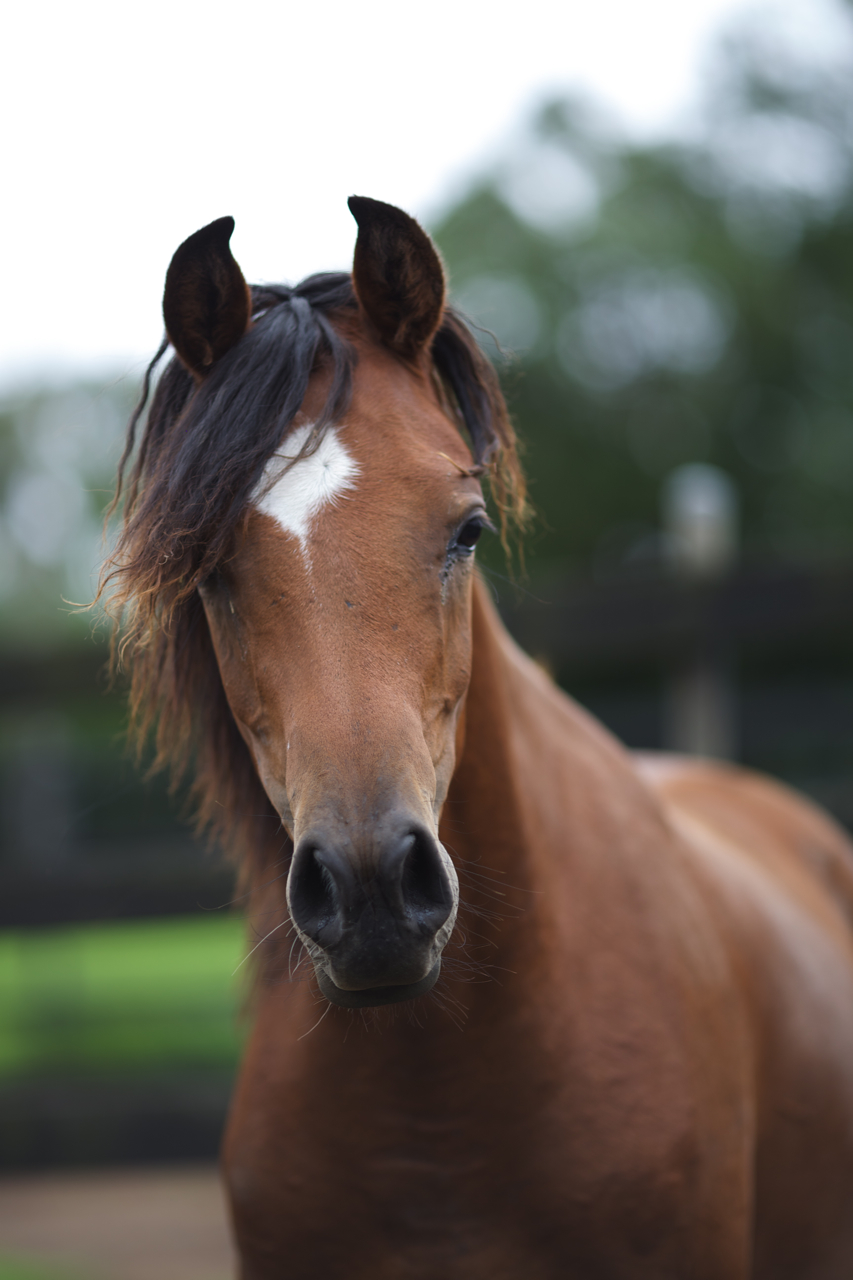
Arabe égyptien de robe baie, élevé en Australie, avec une marque blanche en tête. Noter la peau noire autour du museau et de la bouche.

La robe la plus fréquente chez l'Arabe est le gris, sous toutes les nuances. Le bai, l'alezan et le noir sont également possibles, cette dernière robe étant plus rare.
Tous les chevaux de race Arabe, quelle que soit leur couleur de robe, ont une peau de couleur noire, à l'exception classique de celle qui se trouve sous leurs marques blanches. L'héritabilité compte pour environ deux tiers dans l'expression de ces marques.
La peau foncée offre une protection contre le rayonnement solaire intense des biotopes désertiques.

#### Gris et «marque sanglante»

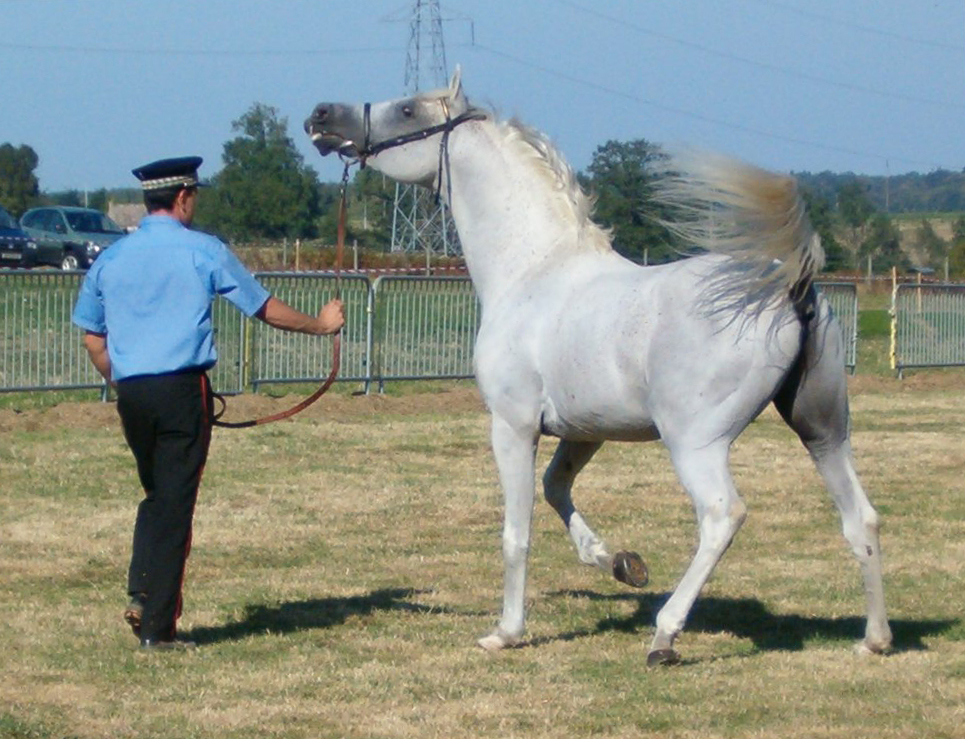
Un étalon Arabe des Haras nationaux français de robe grise, robe la plus courante chez cette race.

Bien que de nombreux chevaux paraissent « blancs », ils ne sont pas génétiquement blancs, mais grisonnants, l'apparence blanche résultant de l'action du gène dominant G (Gris), qui provoque une dépigmentation progressive des poils. Ils naissent de couleur sombre, et s'éclaircissent avec l'âge,. La prédominance du gris chez la race résulte vraisemblablement de la sélection naturelle, puisque cette couleur claire attire peu les insectes.
La présence d'une « marque sanglante », vaste zone de couleur généralement brun-rouge, irrégulière, et bien visible chez un cheval grisonnant, constitue une particularité associée au gène G,, essentiellement documentée chez l'Arabe et les races qui en sont issues. Elle s'associe à une légende, selon laquelle cette marque serait apparue lorsqu'une jument Arabe blanche a ramené son maître blessé au combat ; le sang a dégouliné de sa blessure le long de son épaule, et cette jument donna naissance à un poulain porteur d'une marque similaire.

#### Blanc dominant et «sabino»

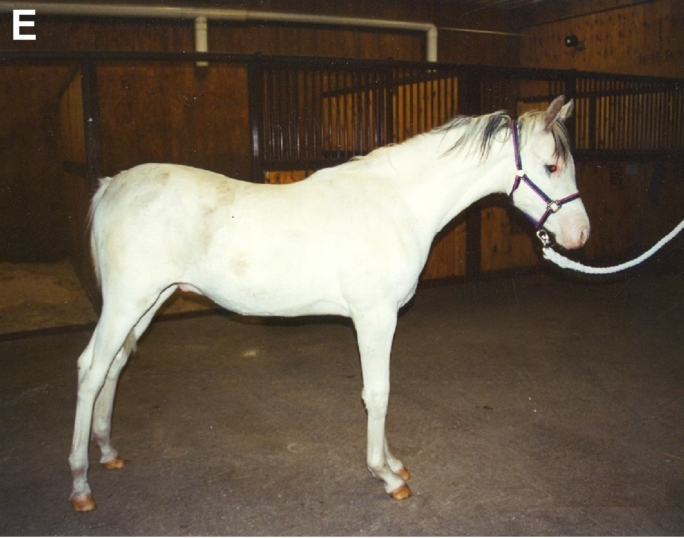
Étalon Arabe exprimant une mutation « blanc dominant ».

De rarissimes chevaux Arabes naissent avec un pelage complètement blanc, une peau rose, et des yeux foncés, expression de la mutation génétique dite « blanc dominant », dont la variabilité d'expression va de l'apparence totalement blanche à la présence de vastes taches blanches irrégulièrement réparties, un phénotype pouvant être qualifié de « sabino ». La nature polygénique de ces différents phénotypes sabino a été établie.
Chez l'étalon Arabe R Khasper, né en 1996 quasi-blanc, ainsi que chez un autre, une mutation faux sens est localisée sur l'exon 4,,, désormais référencée comme « W3 ». Des mutations à l'effet similaire, mais de localisations différentes, dites W15, W19 et W23, sont également documentées chez la race,. 
D'après l'avocate et éleveuse Brenda Wahler, il est possible que des mutations de même type se soient produites par le passé, sans avoir pu être vérifiées via des analyses génétiques.

#### Rabicano

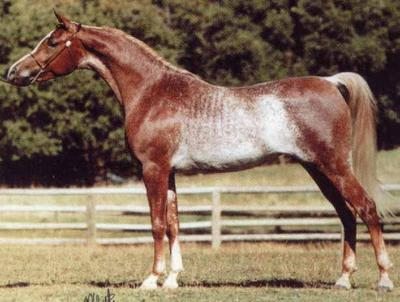
Dancingcolors, un Arabe égyptien alezan, avec un rabicano étendu.

Le rabicano provoque un phénotype partiellement blanc au niveau des flancs, la tête et les jambes étant normalement colorées. Le mécanisme génétique de cette particularité de robe, documentée chez la race Arabe ainsi que quelques autres, reste mal connu (2019).

#### Robes n'existant pas chez l'Arabe de race pure

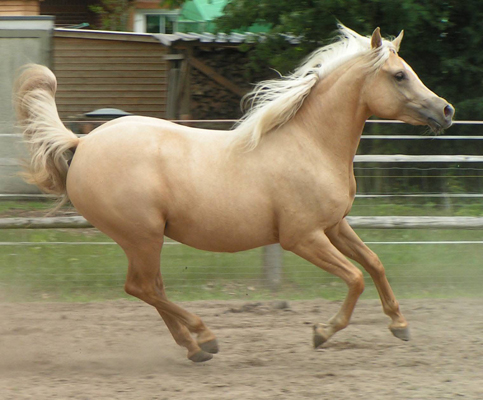
Un Quarab, race issue de croisements avec l'Arabe, arborant une robe palomino impossible chez l'Arabe de pure race.

Le généticien américain Ernest Frank Bailey note que 290 chevaux sur les 500 000 enregistrés (en 2020) par le registre américain de la race Arabe sont décrits comme rouans, mais qu'il s'agit vraisemblablement d'identifications erronées, particulièrement par confusion avec le gris (G). Selon un autre généticien américain, Dan Phillip Sponenberg (2003), le gène rouan n'existe pas chez l'Arabe de pure race, les chevaux décrits comme rouans exprimant plutôt le rabicano. Pour Brenda Wahler, il peut aussi s'agir de confusions avec des formes d'expressions du blanc dominant de type sabino, perçues à tort comme du rouan.
Des poteries et des tombes d'Égypte antique suggèrent que des robes tachetées ont jadis existé. Cependant, les chevaux modernes n'expriment ni les robes pie, ni le complexe léopard. Cela a favorisé l'exclusion des chevaux présentant des marques blanches étendues (par exemple sur le ventre) des différents registres, ainsi que leur pénalisation en concours, avant que la disponibilité des tests d'ADN ne permette de vérifier leurs origines. Du fait que l'Arabe ne possède pas l'overo (et donc la mutation responsable du syndrome du poulain blanc) dans son patrimoine génétique, il peut servir de cheval témoin dans les études de ce syndrome.
L'Arabe n'exprime aucun gène de dilution, ce qui rend impossibles les robes diluées telles que le palomino, hormis en résultante de croisements.

### Tempérament et entretien

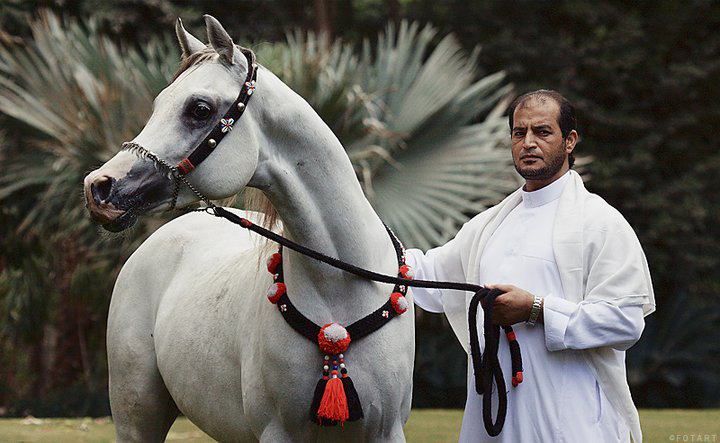
Cheval arabe gris avec son propriétaire.

L'Arabe est réputé pour sa grande résistance aux variations de température et à la chaleur, ainsi que pour son endurance, qui repose en partie sur un polygénisme résultant de la sélection menée pour accroître ses performances dans le sport équestre du même nom. Ces chevaux sont frugaux, et peu exigeants sur le plan alimentaire.
Ils ont vraisemblablement hérité leur caractère proche de l'être humain de la proximité avec les familles bédouines, dont ils partageaient jusqu'à la tente et la nourriture :

« [...] dès sa jeunesse, il vit sous la tente et fait, pour ainsi dire, partie de la famille. Aussi les chevaux arabes sont-ils de vrais animaux domestiques, comme le chien ; on peut les laisser en toute sécurité dans la tente et dans la chambre des enfants. J'ai vu moi-même une jument jouer avec les enfants de son maître, comme l'aurait fait un grand chien. »

— Alfred Edmund Brehm, Merveilles de la nature
L'Arabe est considéré comme capable de « nouer de relations affectives très structurées avec son entourage », selon le Dr Jacques Sevestre. Si le caractère est généralement gentil et familier, les mâles entiers sont moins obéissants.
L'intelligence de la race Arabe, souvent citée, a été étudiée chez 4 sujets qui ont montré, en 1994, des capacités de discrimination des motifs complexes, potentiellement mobilisables pour la résolution de problèmes.
Leur peau très fine peut rendre ces chevaux chatouilleux lors du pansage.

### Allures
Les allures sont légères, aériennes et rasantes.
L'Arabe n'exprime pas la mutation du gène DMRT3, à l'origine d'allures supplémentaires au pas, au trot et au galop, d'après l'étude de 69 sujets.

### Lignées et types

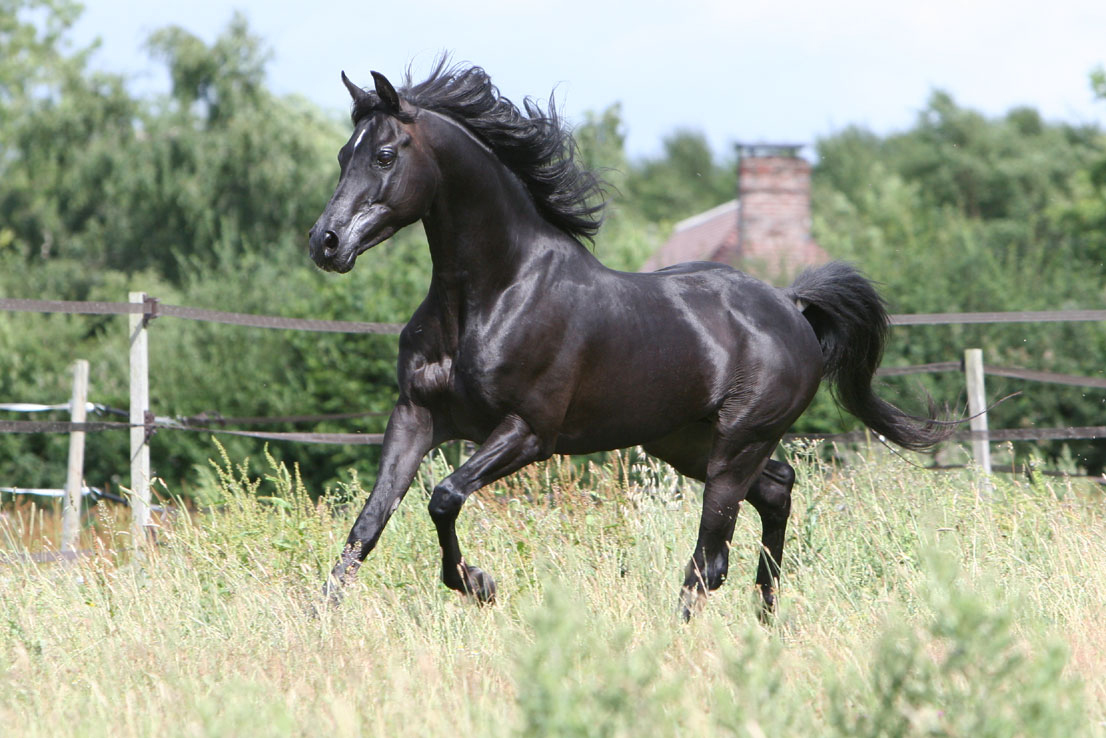
Zarife El Mansour, étalon Arabe pur égyptien.

La subdivision en lignées maternelles (en arabe : rasan) est un moyen, pour les éleveurs bédouins, d'identifier la provenance d'un cheval. Ces lignées fonctionnent comme les noms de familles, selon l'historien du cheval américano-libanais Edouard Al-Dahdah : le nom de lignée est associé à celui du propriétaire (marbat), permettant l'identification de chaque animal à l'époque où prévaut la tradition orale. La transmission matrilinéaire s'explique par le nomadisme (il n'est pas toujours possible de connaître le père d'un poulain) et par les lois en vigueur, le propriétaire d'une jument devenant légalement propriétaire de son poulain.
Chaque cheval porte un nom de lignée, abandonné si un « Pur-sang arabe » est croisé avec une autre race. Il est possible que le nom de lignée soit perdu par défaut de transmission orale. La question de la « pureté » de l'Arabe constitue l'un des débats hippologiques les plus récurrents et les plus passionnés. Durant les ventes aux enchères, la lignée du père et de la mère d'un cheval Arabe sont perçues comme des informations de première importance.
Malgré la légende faisant de la jument Koheilan Ajuz (« l'ancienne », en arabe) et des Al Khamsa (en arabe : الخمسة, ālkhamsat,  « les cinq ») les ancêtres de toutes les lignées du cheval Arabe, aucun ancêtre commun ni aucune distinction d'ordre génétique entre ces différentes lignées n'ont pu être mis en évidence,. Seul l'Arabe égyptien présente des caractéristiques génétiques spécifiques qui le différencient, en termes notamment de morphologie de la tête.
Les lignées sont très nombreuses. Chaque tribu arabe, et potentiellement chaque personne à titre individuel, peut en fonder une ; par ailleurs, des sous-lignées sont créées si un cheval change de propriétaire. Les plus souvent citées sont : Koheilan (ou Kuhailan, Kehilan) Saklawi (ou Saqlawi, Seglawi, Saglawi, Siglavy), Abeya (ou Ubayyan, Abeyan, Obajan), Hamdani, et Hadban. D'après Carl Raswan, les éleveurs modernes de chevaux arabes considèrent plus généralement les lignées Koheilan, Saklawi et Muniqi comme les plus importantes,. Philippe Barbié de Préaudeau estime qu'il s'agit, dans ce cas précis, moins de lignées selon l'acception arabe traditionnelle, que d'une division de la race en « biotypes ».
| Nom arabe | Transcription   | Région                        |  | Qualités associées                                                     | Sources |
| --------- | --------------- | ----------------------------- |  | ---------------------------------------------------------------------- | ------- |
| كحيلان    | Kuḥaylān        | Arabie saoudite, Iran         |  | Tête courte aux joues larges, beauté des yeux, endurance, prescience   | ,       |
| صقلاوي    | Saqlāwiyy       | Égypte, Arabie saoudite, Iran |  | Finesse, beauté et élégance féminine                                   | [ 114 ] |
| أبية      | Abeya           | Yémen                         |  | Finesse, dos plus long, petite taille, robe grise, et marques blanches | ,.      |
| مونيقي    | Muniqi          | Nord de l'Irak                |  | Vitesse, taille élevée, profil rectiligne, morphologie anguleuse       | ,       |
| االحمداني | Hamdānī         | Syrie, Iran, Tunisie          |  | Sportif, profil rectiligne, type « masculin »                          | [ 116 ] |
| هادبان    | Hadban          | Iran                          |  | Douceur de caractère                                                   | [ 117 ] |
| داهماا    | Dahmaa / Dahman | Yémen                         |  | Type masculin, issu du roi Salomon                                     | ,       |

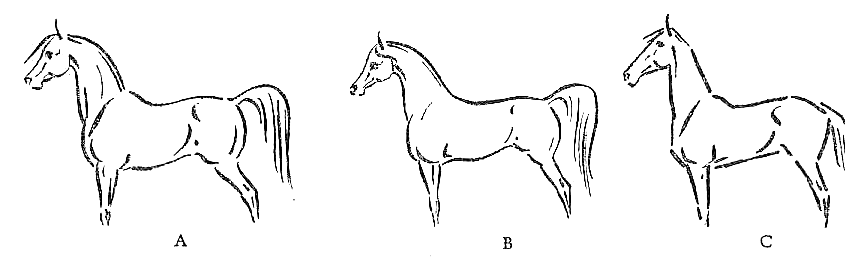
Types morphologiques des lignées selon Carl Raswan :
en A Koheilan ; en B Saklawi ; en C Muniqi.

Ces lignées sont associées à des qualités traditionnelles, mais dans les faits, aucune n'est considérée comme plus proche du canon de la race qu'une autre.

### Santé et maladies génétiques

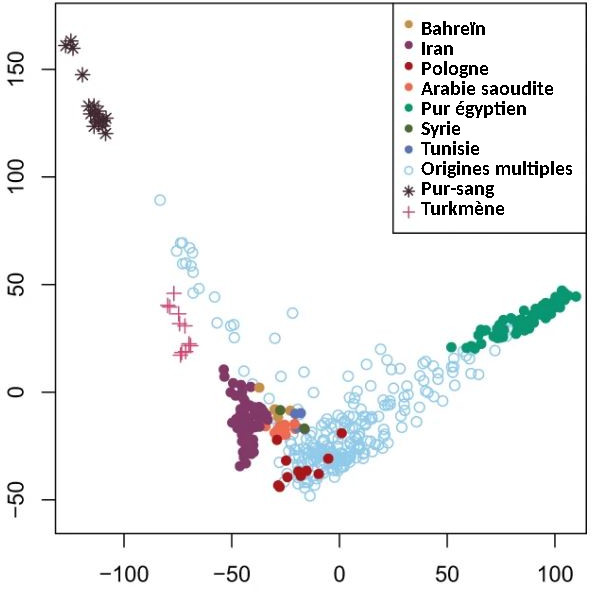
Relations de proximité génétique entre chevaux arabes par pays d'origine, d'après Cosgrove et al. (2020).

Comme chez la plupart des races de chevaux, la première cause de mortalité de l'Arabe réside dans les crises de coliques : environ 80 % des décès d'une cohorte de 25 chevaux examinés aux Émirats arabes unis leur sont imputables. Les autres causes incluent des morts subites durant l'exercice sportif, des causes périnatales, et la fourbure.
L'Arabe est génétiquement bien distinct des autres races, y compris du Pur-sang, à l'exception d'un petit groupe de chevaux de course récemment croisés avec cette dernière race. Trois grandes catégories génétiquement différenciées existent : l'Arabe égyptien, l'Arabe polonais et les chevaux de la péninsule arabique, grâce à leur isolement.
Les chevaux élevés en Occident descendent d'un petit nombre d'individus exportés depuis le Moyen-Orient, ce qui a vraisemblablement entraîné une consanguinité, et l'expression de maladies génétiques,,, particulièrement chez l'Arabe égyptien, élevé hors berceau pour le show. Les chevaux du Moyen-Orient présentent une meilleure diversité génétique, notamment l'Arabe persan et l'Arabe syrien.
Six maladies génétiques sont connues. Deux sont inévitablement mortelles, deux ne sont pas intrinsèquement mortelles mais entraînent généralement l'euthanasie de l'animal ; les deux dernières affections peuvent être traitées. L'Arabe n'est pas la seule race de chevaux à avoir des maladies héréditaires.

#### Immunodéficience sévère combinée (SCID)
L'Immunodéficience sévère combinée (SCID) est une maladie à transmission autosomique récessive, fatale pour un porteur homozygote,. Les porteurs hétérozygotes ne présentent aucun signe,. 15 à 20 % des chevaux Arabe américains sont porteurs sains (hétérozygotes) du gène responsable, sa fréquence étant beaucoup plus basse chez l'Arabe polonais, pour 0,8 % chez l'Arabe iranien. Le poulain homozygote naît sans système immunitaire, et meurt généralement d'une infection opportuniste 15 à 45 jours après sa naissance,. Le gène responsable a été identifié en 1973 par les chercheurs américains T.C. Mc Guire et Marinel J. Poppie,. Depuis 1997, un test d'ADN peut détecter les chevaux porteurs sains du gène responsable de la SCID, afin de mettre en place des accouplements planifiés qui évitent les naissances de poulains malades.

#### Syndrome du poulain lavande (LFS)

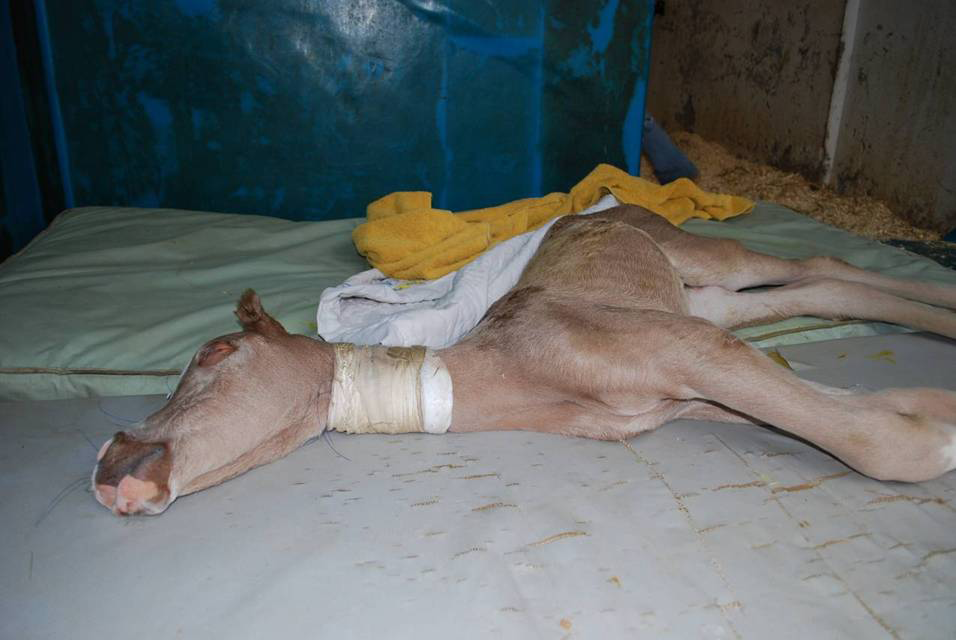
Poulain arabe victime du syndrome du poulain lavande.

Le syndrome du poulain lavande (LFS), maladie neurologique à transmission autosomique récessive, est fatal en cas d'homozygotie ; les porteurs hétérozygotes ne présentent aucun signe. La maladie découle d'une déletion chromosomique codant la myosine. La fréquence de l'allèle responsable est d'1,62 % en Europe, contre 10,3 % aux États-Unis, pour 11,3 % en Afrique du Sud. Les chevaux arabes de Croatie portent cette mutation à basse fréquence, l'Arabe polonais en est vraisemblablement indemne.
Cette affection ne s'observe que chez l'Arabe (avec une plus forte prévalence chez l'égyptien), et doit son nom au fait que la plupart des poulains naissent avec une dilution de la couleur du pelage. Les poulains atteints de LFS souffrent de multiples troubles neurologiques qui conduisent à une mort rapide. Un test ADN des reproducteurs est possible pour éviter ces naissances.

#### Abiotrophie cérebelleuse (CA)

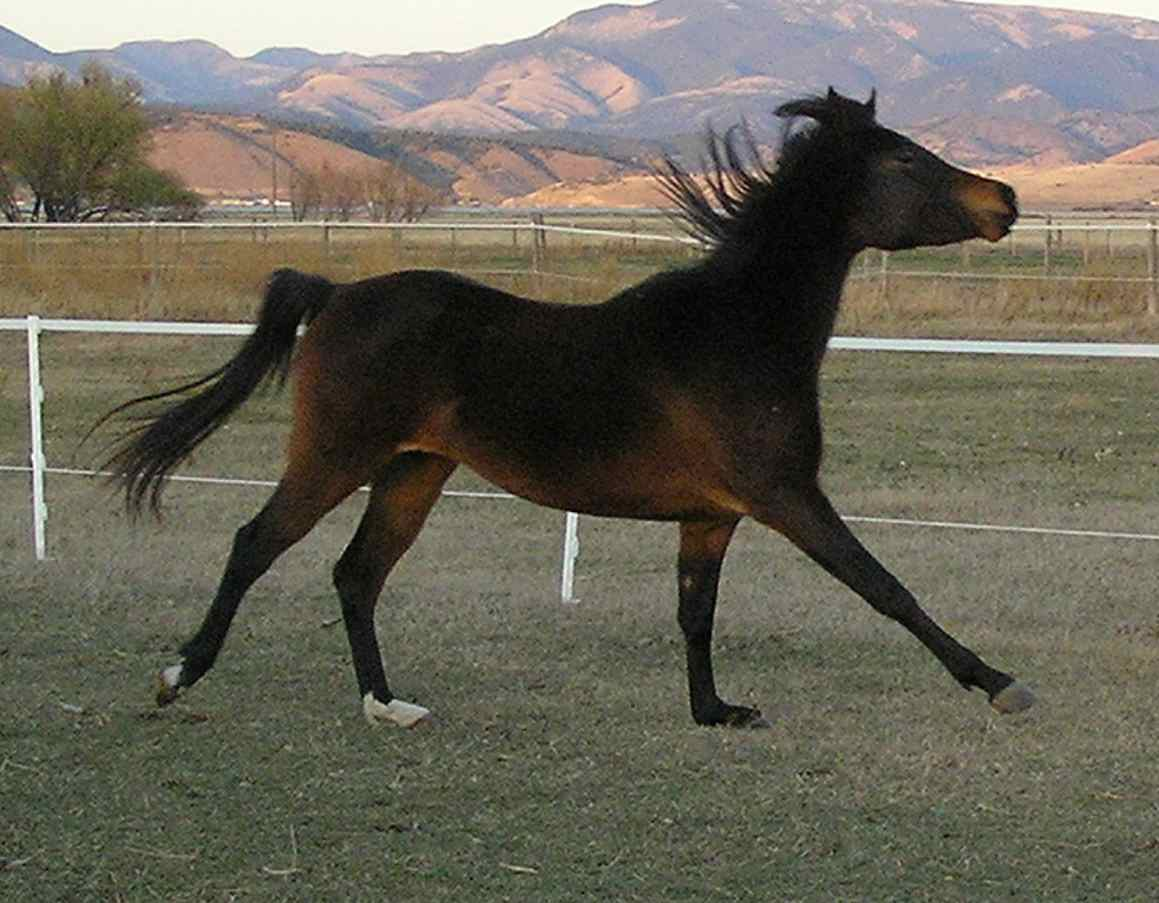
Pouliche arabe de deux ans avec abiotrophie cérébelleuse, montrant la démarche maladroite et raide, et les tremblements de la tête.

L'abiotrophie cérébelleuse (CA) est une maladie neurologique à transmission autosomique récessive, essentiellement connue et étudiée chez l'Arabe, et les chevaux ayant des ancêtres arabes,. La mutation responsable est localisée sur le 2e chromosome (TOE1/MUTYH, exon 4),.
La maladie, incurable, est causée par la mort des cellules de Punkinje dans le cervelet, entraînant des ataxies, des mouvements répétés de la tête et des pertes d'équilibre. Le test ADN des reproducteurs permet d'éviter la naissance d'un sujet malade.
La fréquence de la mutation responsable est mal connue, celle-ci s'établissant à environ 5,1 % des chevaux d'Afrique du Sud. Le gène muté est suspecté être hérité de l'étalon Skowronek.

#### Malformation occipito-atlanto-axiale (OAAM)
La malformation occipito-atlanto-axiale (OAAM), congénitale, est une maladie neurologique familiale détectable dès la naissance, le poulain présentant des signes moteurs et un déficit de proprioception. La malformation inclut une fusion atlanto-occipitale congénitale, une hypoplasie de l'atlas, une malformation de l'axis et une modification de l'articulation atlanto-axiale.
La transmission de cette maladie équine est présumée être autosomique récessive, localisée sur le gène HOXD3. Il en existe différentes formes, à expression variable ; seule l'une d'elles (OAAM1) peut être testée chez les reproducteurs.

#### Épilepsie équine juvénile
L'épilepsie équine juvénile touche surtout les poulains issus des lignées égyptiennes. Elle se caractérise par des crises d'épilepsie récurrentes de moins d'une minute, sans causes apparentes chez le poulain, similaires à celles qui concernent l'être humain,. La maladie est présumée héréditaire et à transmission dominante, les poulains concernés ayant un parent atteint. Elle n'est pas causée par les mêmes mutations génétiques que celles responsables du LFS, de la SCID et de la CA.

#### Poche gutturale du tympan
Les chevaux ont deux poches gutturales de grande taille ; une inflammation anormale de ces poches, avec accumulation d'air, peut survenir chez le poulain Arabe ou d'autres races, rendant souvent nécessaire une intervention chirurgicale. La nature héréditaire de l'affection est établie, les femelles étant par ailleurs plus souvent touchées que les mâles.
Une étude scientifique de 2023 établit la responsabilité de l'hypertype concave dans la fréquence des infections respiratoires touchant les poches gutturales du poulain arabe,.

### Sélection et identification
La WAHO considère que tout cheval inscrit dans un registre généalogique (stud-book) et répondant aux critères de définition de la race Arabe qu'elle a établis fait partie de la race. La définition du cheval arabe par la WAHO, ainsi que le rôle joué par cette organisation, ressemble au rpole que le General Stud Book a joué pour la définition et la reconnaissance de la race du Pur-sang, en s'orientant vers une race globale élevée partout autour du monde selon un système de stud-book fermé. Les inscriptions de chevaux à de nouveaux stud-books sont en effet closes par la WAHO depuis 2004. L′Asil club, fondé en Europe, n'accepte que les chevaux dont les ancêtres appartenaient à des Bédouins d'Arabie, sans aucun croisement extérieur. L'association nord-américaine Al Khamsa suit des critères de sélection similaires.
L'identification des chevaux arabes fait l'objet de recherches et d'expérimentations qui mobilisent l'intelligence artificielle, entre autres par analyse vectorielle du museau, et de l'iris de chaque cheval.

## Utilisations

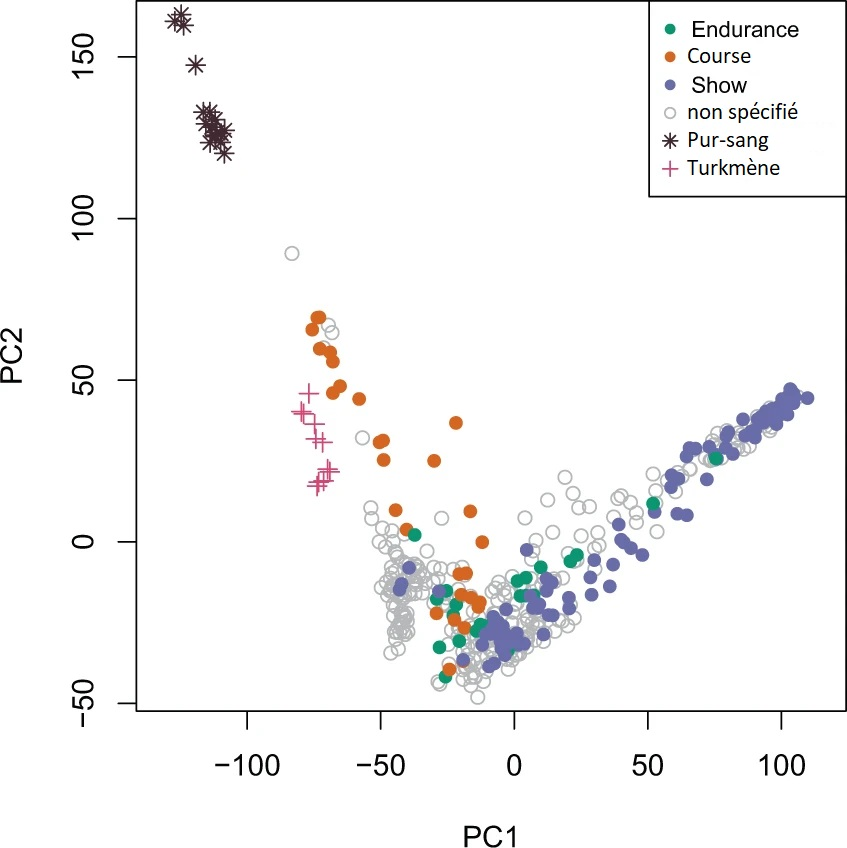
Relations de proximité génétique entre chevaux arabes par discipline pratiquée, d'après Cosgrove et al. (2020).

Les deux principales raisons d'élevage de l'Arabe sont la course d'endurance et le show, deux débouchés qui demandent des qualités différentes, sinon opposées, à savoir la résistance à l'effort et la « beauté ». La race s'est éloignée de son objectif d'élevage historique, la guerre, qui exigeait des chevaux agiles et faciles à manœuvrer à l'époque des mamelouks.

### Show

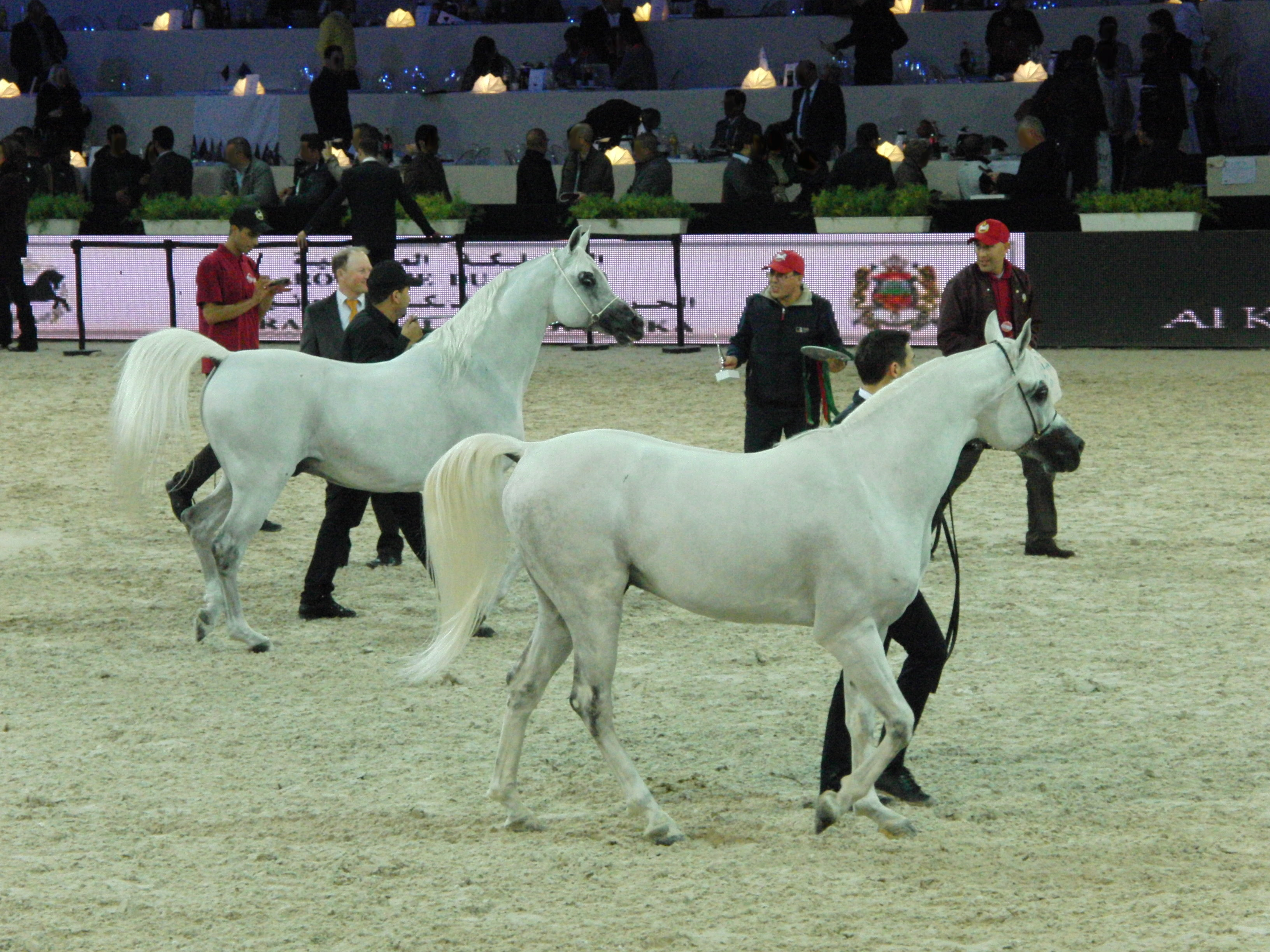
Championnat du monde du cheval arabe au Salon du cheval de Paris, en 2014.

Le show est un concours de modèle et allures exclusivement réservé au Pur-sang arabe, axé sur l'esthétique du cheval et ses attitudes de présentation. Ce « concours de beauté » demande un toilettage très poussé, avec utilisation de shampooing, de spray d'huile pour donner du brillant, de bombe lustrante et de gel pailleté. Les chevaux sont entièrement épilés et tondus de près, la crinière rasée sur une vingtaine de centimètres pour laisser ressortir les oreilles et la courbure de l'encolure. Le contour des yeux et des naseaux est huilé, afin de créer des contrastes.
Ces chevaux sont présentés en licol, tenus en main, dans différentes attitudes : au pas, au trot, à l'arrêt, et campés avec l'encolure tendue. Un groupe de juges les note.

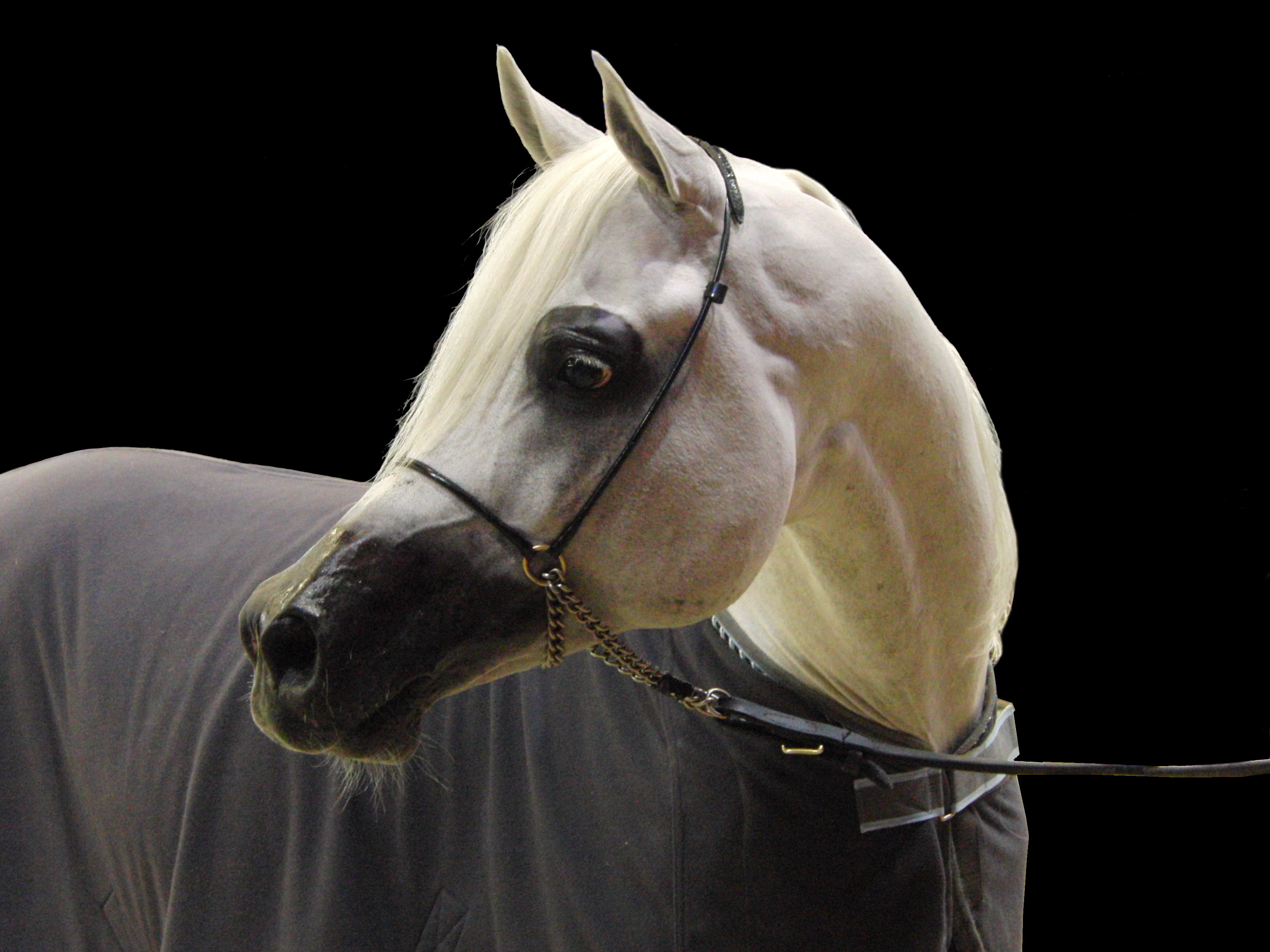
Arabe préparé pour un show, avec le tour des yeux et du museau huilés.

Le cheval de show doit posséder des allures légères et amples, ainsi qu'un physique représentatif. Si les premiers concours débutent poulain, une carrière est possible jusqu'à un âge avancé, selon le physique de l'animal. Des travaux en longe sont nécessaires pour maintenir la musculature, tout comme l'apprentissage de la présentation durant lequel le cheval apprend à poser et à se déplacer. Le show représente le principal axe d'élevage de l'Arabe, son championnat du monde se déroulant chaque année au salon du cheval de Paris. Il suscite des dérives, la sélection sur le physique faisant perdre les qualités ancestrales de portage et d'endurance. De plus, selon la journaliste Agnès Galletier, des investisseurs « collectionnent » ces chevaux à la façon de pièces de joaillerie. L'ECAHO (European Conference of Arab Horse Organizations) est créée en 1986 pour empêcher certaines dérives.
D'après une étude des étalons de show les plus influents des années 2000, QR Marc, WH Justice, Ekstern, Eden C, Złocień, Gazal al Shaqab et Laheeb figurent parmi les meilleurs reproducteurs. El Shaklan (père de plus de 1 000 poulains) et la jument « reine de Pologne » Pianissima sont parmi les chevaux de show les plus célèbres.

### Sports équestres

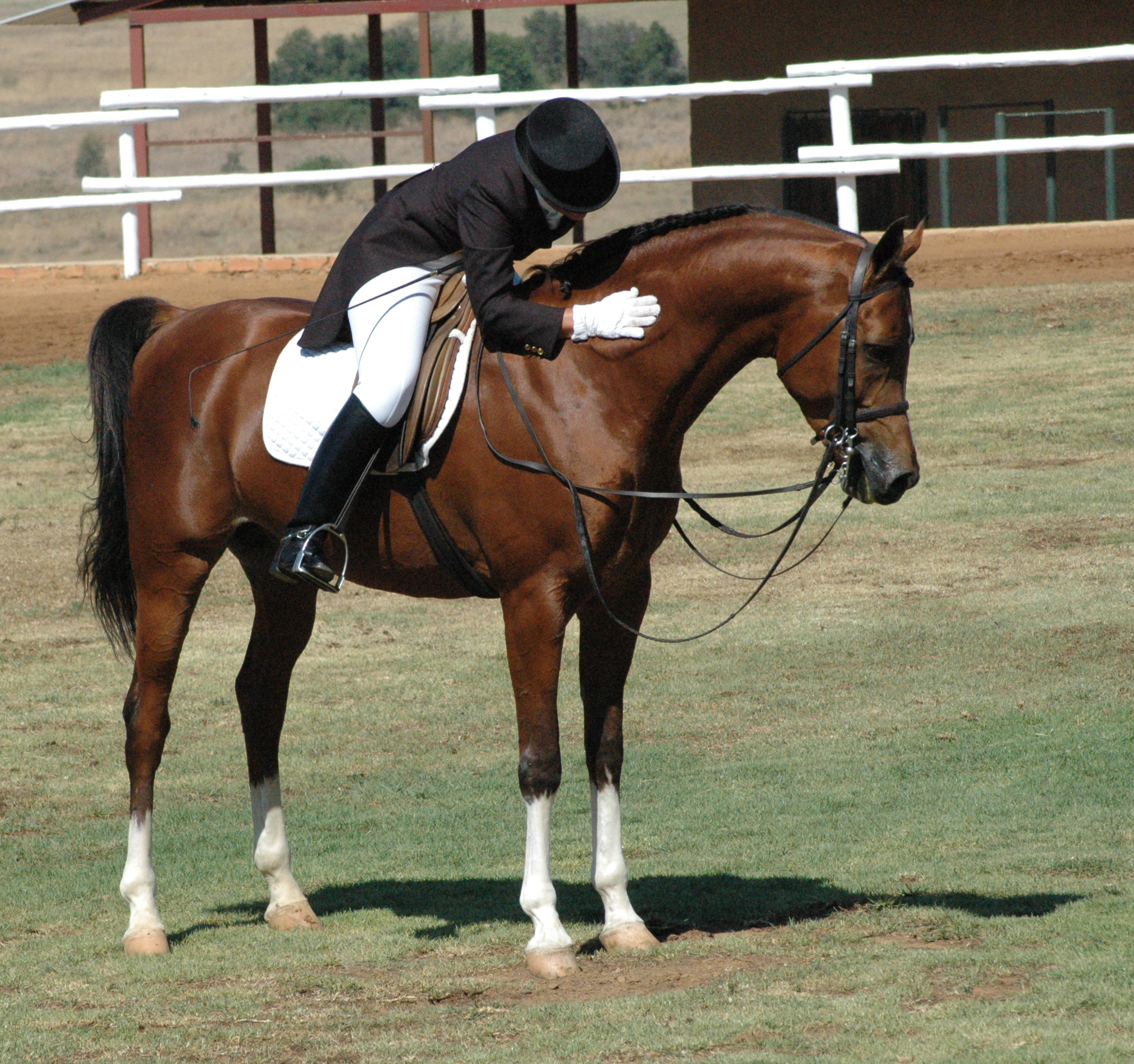
Arabe en compétition de dressage à Pretoria, Afrique du Sud

Les muscles des chevaux arabes sélectionnés pour courir présentent des caractéristiques spécifiques, avec de nombreuses fibres musculaires oxydatives de type I, à l'origine d'une meilleure capacité à brûler les graisses durant l'effort.

#### Endurance

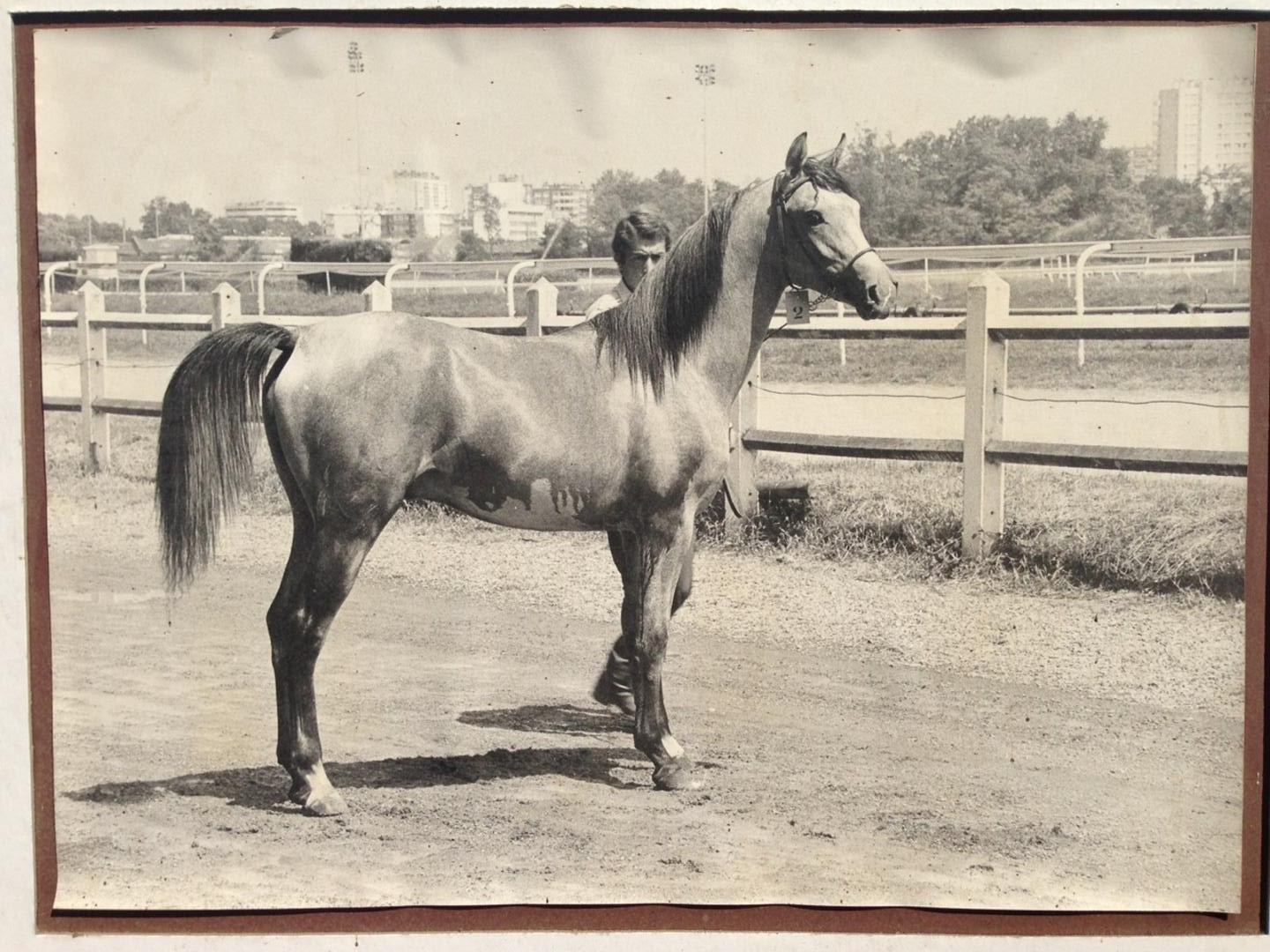
Persik, célèbre étalon reproducteur d'endurance.

Héritage de la sélection de la race par les Bédouins, la compétition d'endurance est un sport équestre exigeant de porter un cavalier sur une distance allant jusqu'à 160 km, durant 8 heures, et dans lequel l'Arabe est très populaire. Plus des trois quarts des chevaux compétiteurs dans ce sport sont arabes, ou issus de croisements avec l'Arabe. La race excelle grâce à son conditionnement cardio-vasculaire : sa peau très fine lui permet un bon transfert calorique en dissipant la chaleur corporelle interne produite par le travail des muscles. Ces qualités la rendent appréciée en croisement, mais l'Arabe pur régresse face aux chevaux de croisement issus du Shagya et du Pur-sang.
L'Arabe d'endurance est sélectionné sur ses capacités respiratoires, le programme d'entraînement classique pour ce sport visant à optimiser les capacités pulmonaires. L'héritabilité des performances en endurance est multifactorielle, et polygénique. Les origines génétiques des chevaux spécialisés dans ce sport sont diverses, majoritairement polonaises.
Certains chevaux passent à la postérité. Persik, étalon né au haras de Tersk en 1969 puis importé en France en 1974, suit un « fabuleux parcours » en gagnant la première course d’endurance de Florac en 1975, avant d'être reconnu « meilleur reproducteur européen de chevaux d’endurance » en 1990. Pieraz, hongre champion international dans cette discipline, devient le second cheval cloné au monde.

#### Autres disciplines équestres sportives

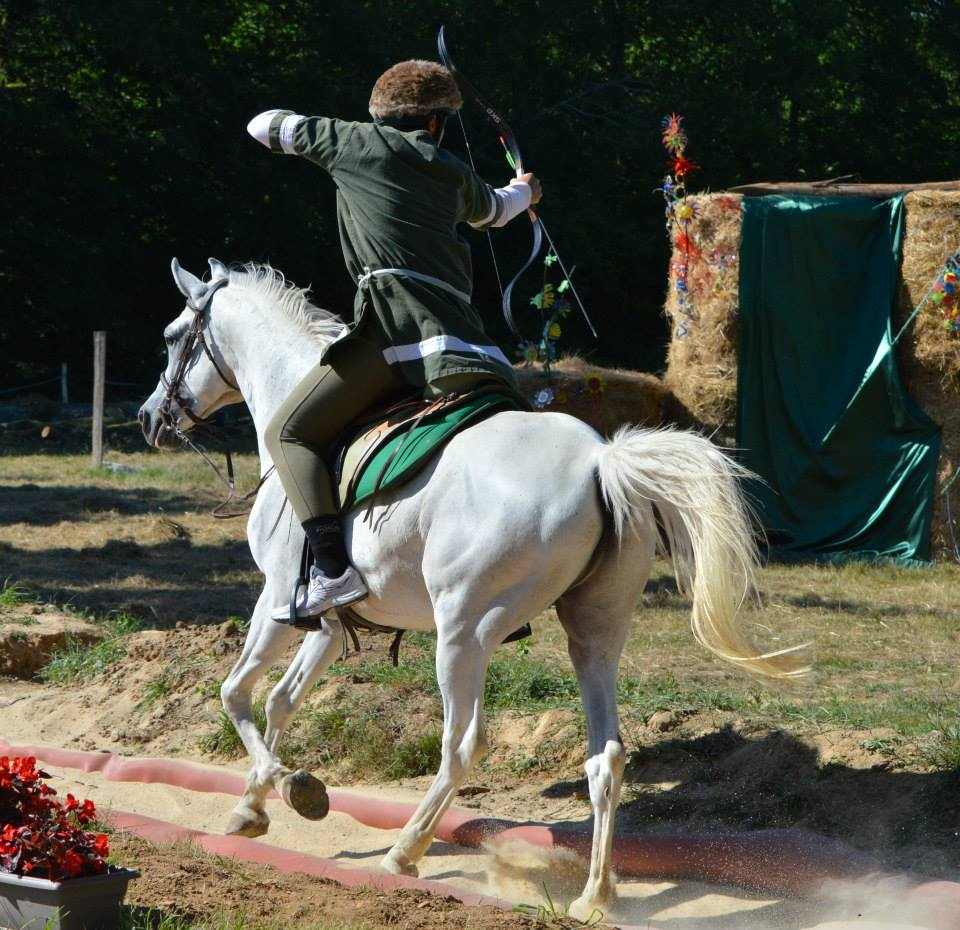
Arabe lors d'un concours international de tir à l'arc à cheval à Gauchoux, en France, en 2015.

L'Arabe est recherché pour ses aptitudes en équitation de loisir et pour la randonnée équestre au long cours, car de nombreuses agences de voyage y font appel. En compétition de TREC, il peut assurer le portage tant du paquetage que du cavalier.
Il peut participer à des épreuves de saut d'obstacles et de concours complet d'équitation à petit niveau, la race n'ayant pas été sélectionnée pour sa taille ni ses aptitudes au saut,. Cette taille réduite, sa morphologie (dos parfois creux) et ses allures le pénalisent en compétition de dressage, bien que son dynamisme y soit apprécié. L'Arabe est apte à l'attelage, mais son influx nerveux le rend difficile à mener. Il est enfin représenté en équitation western grâce à sa souplesse et à son équilibre, particulièrement dans les épreuves de barrel racing et de cutting. Fait peu connu, l'Arabe peut disposer d'un sens du bétail, puisqu'historiquement élevé parmi des troupeaux de moutons et de chameaux.
Cette race était une monture de choix pour les combattants archers montés, et continue d'être employée dans la pratique moderne du tir à l'arc à cheval.

### Courses

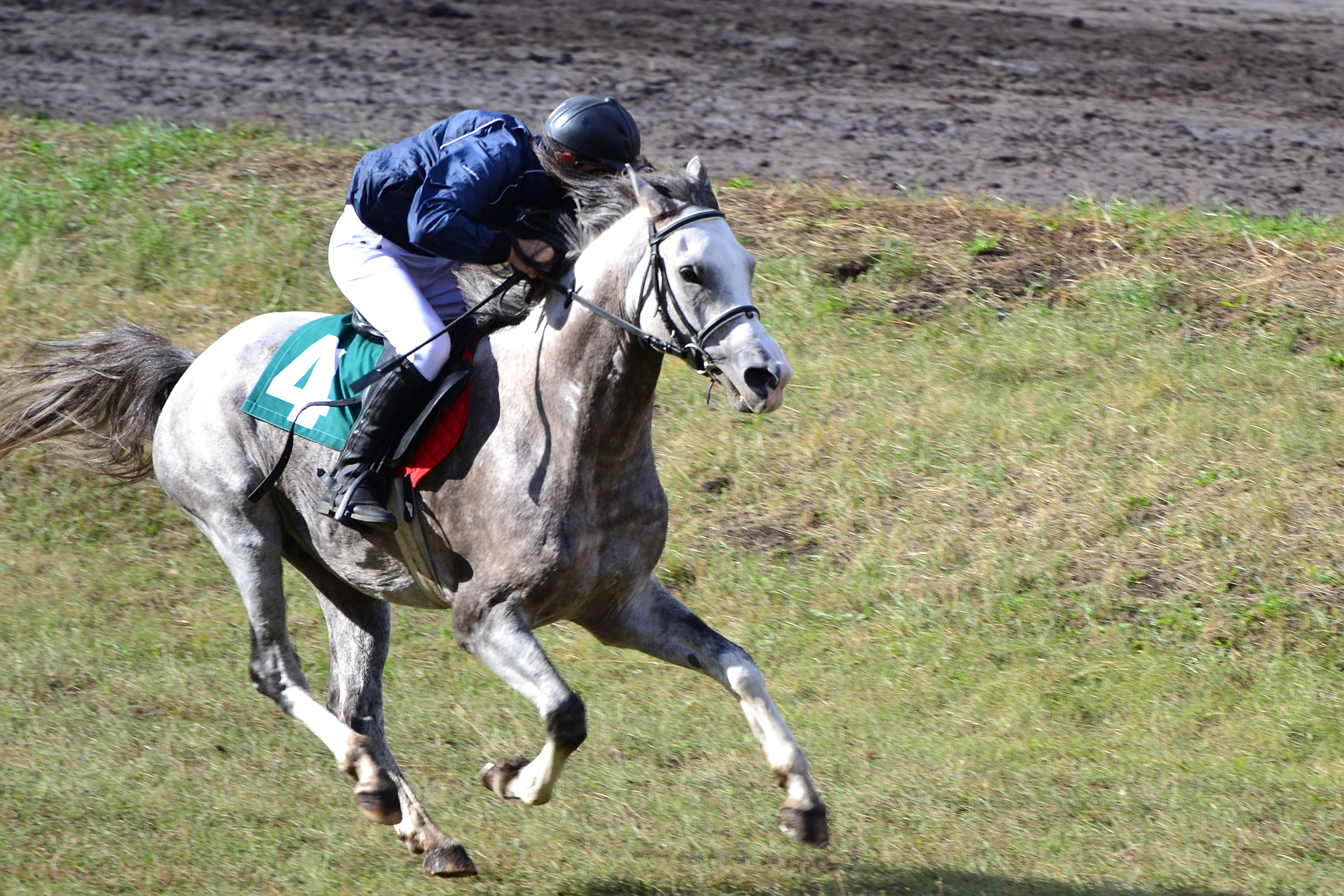
Arabe de course en Ukraine.

Les premières courses réservées à l'Arabe sont organisées en France en 1860, ce pays tenant la première place mondiale dans cette discipline spécialisée. D'abord organisées dans le Sud-Ouest, vers Tarbes, Pau et Pompadour, ces courses se développent sur les hippodromes parisiens grâce aux investissements des pays du Golfe, les Émirats arabes unis, et surtout le Qatar depuis 2007.
Les courses d'Arabe n'ont jamais été aussi populaires que les courses de Pur-sang, mais leur nombre et leurs dotations augmentent, en particulier durant les années 1980 aux États-Unis, où elles sont organisées depuis 1959. La France accueille chaque année une cinquantaine de ces courses réservées, dotées de 79 300 euros en 2009. Depuis 1996, Dubaï organise une saison de course réputée, dont la Dubaï Kahayla Classic, sur 2 000 mètres, avec une récompense de 150 000 dollars.
L'Arabe de course diffère physiquement de l'Arabe de show, car plus proche du Pur-sang. Ces chevaux appartiennent essentiellement aux lignées françaises, représentant pour environ 70 % des victoires en course à l'échelle mondiale (2011). L'analyse génétique de 2020 les montre plus proches du Pur-sang et des chevaux turkmènes que les autres souches arabes. Un certain nombre descendent des étalons Byerley Turk et Whalebone, ce qui indique des croisements avec le Pur-sang pratiqués après les années 1800.
Il est fréquent qu'un cheval destiné à la course d'endurance débute sa jeune carrière (de l'âge de 2 à 5 ans) en course de vitesse, avant de passer à des distances modérément longues entre 5 et 7 ans (jusqu'à 80 km), visant à le préparer aux compétitions d'endurance. Les étalons de course célèbres incluent Chéri Bibi (mort en 1990) et Dormane (1984-2015).

### Croisements

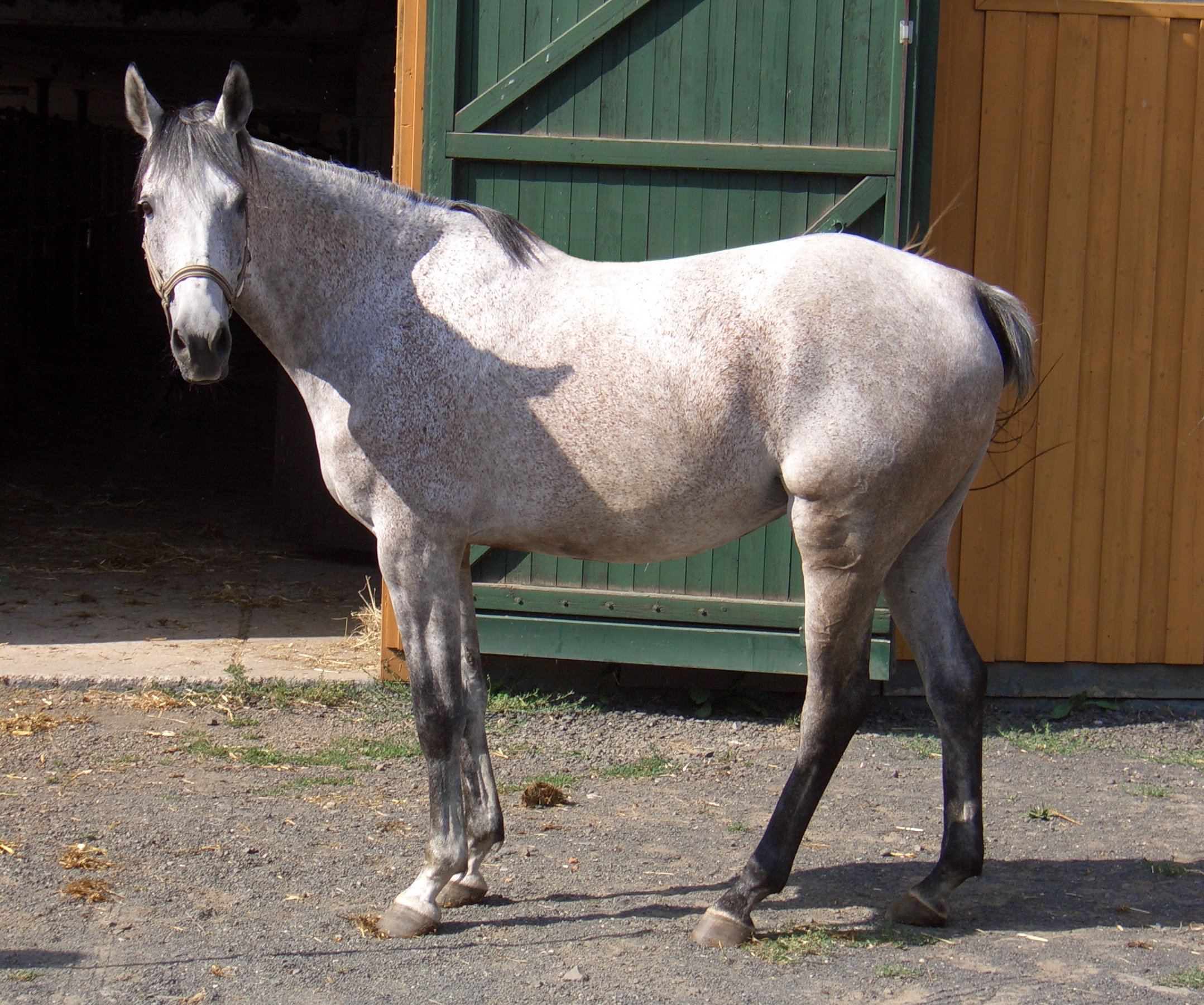
Un Anglo-arabe, race demi-sang.

Si l'influence de l'Arabe sur d'autres races de chevaux est indéniable, elle est peut-être surestimée pour des raisons culturelles :

« Mais est-ce que le cheval arabe n'est pas le plus ancien de tous, puisqu'il est le père de tous ? »

— M. Richard, député du Cantal, Séance du 26 avril 1850 à l'Assemblée nationale.
L'Arabe est dit « améliorateur », idée universellement acceptée par les éleveurs au point de constituer un dogme. La définition de l'Arabe « pur » induit l'existence de très nombreuses races croisées, dites « Demi-sang arabe ». Certaines sont des demi-sangs au sens strict, telles que l'Anglo-arabe (et ses variantes nationales comme l'Anglo-arabe français, l'Anglo-arabe sarde et le Bulgare oriental), issu du croisement entre l'Arabe et le Pur-sang. D'autres sont très proches de l'Arabe « pur » ou issues de fondateurs arabes, telles que le Shagya (Hongrie), le Baladi (Égypte), le Tersk et le Trotteur Orlov (Russie). La présence d'origines arabes chez les chevaux de concours complet d'équitation est statistiquement corrélée à de meilleures performances dans ce sport.
Le cheval du plateau persan est intermédiaire entre les types arabe et turc. L'Arabe-Barbe, croisement très répandu au Maghreb, provient du Barbe. La péninsule Ibérique compte l'Arabo-lusitanien (croisement avec un Lusitanien) et l'Hispano-arabe ou Aralusian, avec le Pure race espagnole.
Une introgression de l'Arabe modifie le type morphologique. L'Arabo-Haflinger et l'Edelbluthaflinger proviennent du croisement avec le Haflinger. L'Arabo-frison est un Frison rendu plus léger et sportif. Un grand nombre de races lourdes des pays occidentaux sont influencées par l'Arabe. L'Arabo-boulonnais, croisement industriel, résulte d'une tentative d'alléger les chevaux Boulonnais. L'Aratel résulte de la même logique, en croisement avec l'Ardennais. 

#### Races américaines de croisement

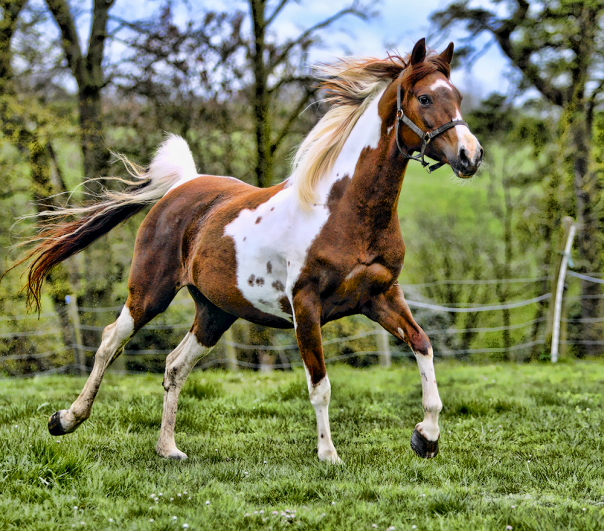
Un Pintabian, race américaine génétiquement très proche de l'Arabe.

Aux États-Unis, les races croisées avec l'Arabe, particulièrement nombreuses, comptent l'Abstang (avec le Mustang), l'AraAppaloosa (avec l'Appaloosa), le Quarab (avec le Quarter Horse), le National Show Horse (avec le Saddlebred) et le Pintabian, génétiquement Arabe à 99 % ou plus. Le Welara, issu d'un croisement avec le Welsh, a été initialement élevé en Angleterre, puis recréé en Californie du Sud.

#### Pur-sang

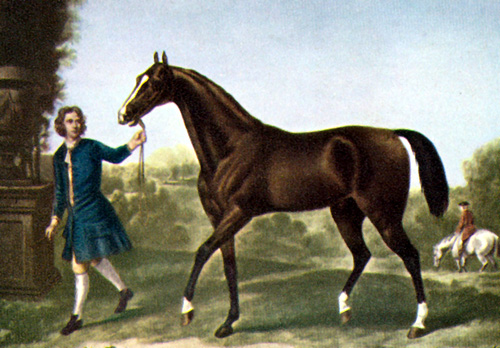
Darley Arabian, présenté comme Arabe, était vraisemblablement un cheval turc.

Bien que la croyance populaire voie dans le Pur-sang une race issue de l'Arabe, les études génétiques (en 2020) ne confirment pas cette filiation,. L'étalon Darley Arabian, ancêtre de la majorité des Pur-sangs actuels, était vraisemblablement Turkoman (type turc). Une analyse génétique comparée entre 10 Pur-sangs et 10 Arabes, publiée en 1994, a montré qu'un allèle souvent présent chez le Pur-sang n'existe pas chez l'Arabe.

## Diffusion de l'élevage
L'Arabe est l'une des races de chevaux les plus convoitées au monde, ainsi que la plus diffusée, avec une présence attestée dans au moins 82 pays en 2020.

### Dans les pays arabes

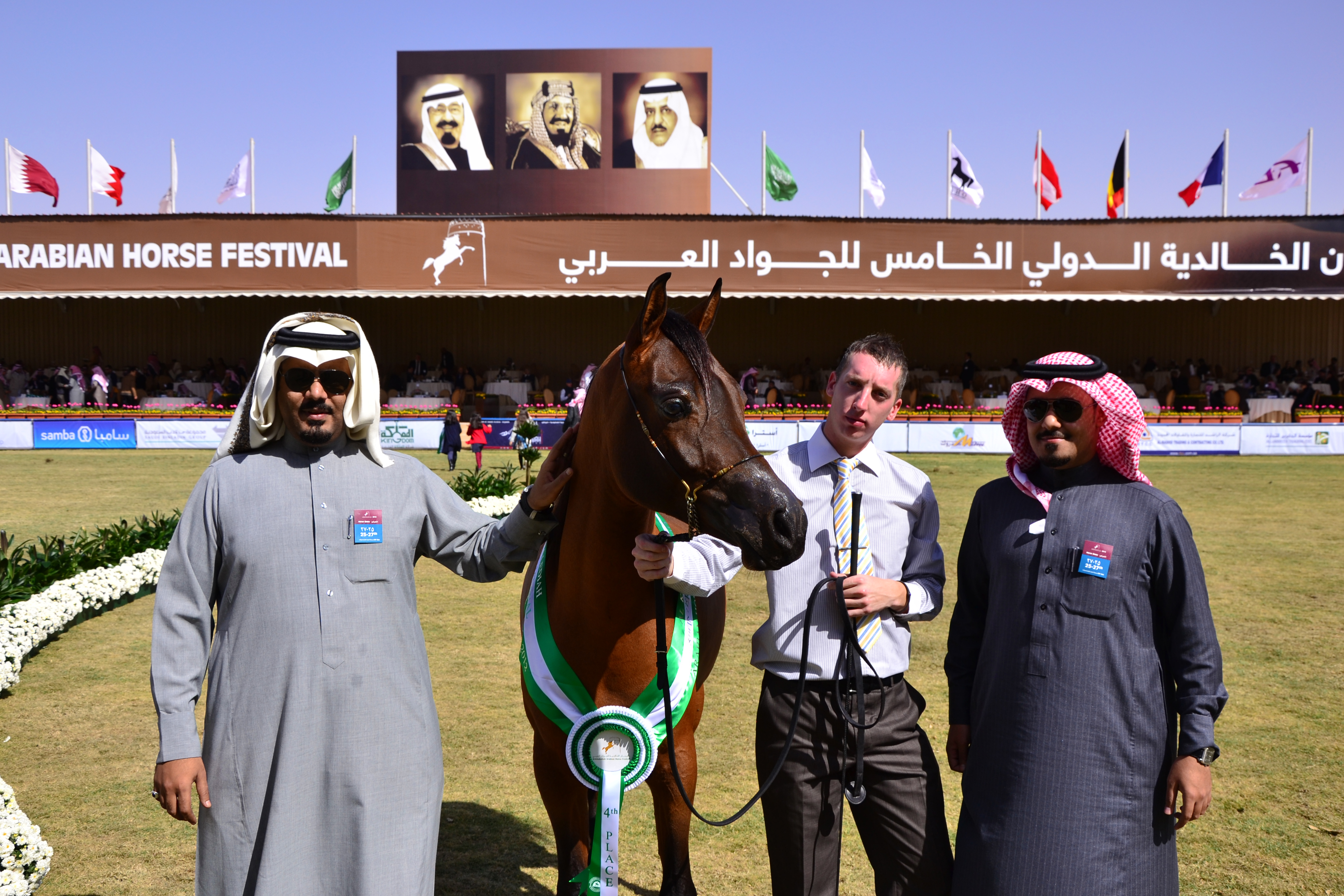
Récompense d'un cheval et de ses propriétaires lors d'un show, Al Khaledia Arabian Horse Festival, aux Émirats arabes unis en 2012.

Au sens strict, le berceau de race est composé de ces pays du Moyen-Orient : pays d'Arabie, Iran, Irak, Syrie, Jordanie et Égypte. En Iran, la plupart des chevaux recensés sont croisés avec le Turkoman ; ce pays répertorie néanmoins les races Arabe persan et Arabe iranien,. En Irak, le cheptel est entre 180 et 300 animaux purs en 2020, l'élevage étant implanté dans les plaines de Bagdad, Ramadi et Samarra. L'élevage de courses a entraîné de fréquents croisements avec le Pur-sang.
La Jordanie a structuré son élevage sous l'impulsion de l'émir Abdallah Ier, qui a créé un haras en 1920 près d'Amman. Ce haras organise un « marathon des sables » ; des courses sont organisées près de Jerash. Le Liban organise le sien vers 1925, dans la plaine de la Bekaa, surtout à destination des courses.
La Turquie, qui recense l'Arabe turc, n'est pas considérée comme un pays du berceau de race, de nombreux croisements ayant été opérés. Néanmoins, l'élevage de l'Arabe « pur » y est relancé à partir des années 1930, principalement pour les courses, si bien qu'environ 17 000 chevaux arabes y sont dénombrés en 2017.

#### Dans la péninsule arabique
La tradition du coursier hébergé sous la tente bédouine a disparu d'Arabie. Dans le sud-est, la popularité des courses entraîne de nouvelles formes d'élevage, particulièrement au Bahreïn, aux Émirats arabes unis (Abou Dabi et Dubaï) et dans le sultanat d'Oman. Les courses d'endurance et les shows sont également populaires en Arabie, ces derniers ayant été importés « à la mode américaine ».
Le sultanat d'Oman relance son élevage après 1970 sous l'impulsion de Qabus ibn Saïd, créateur de la Cavalerie royale d'Oman à Salalah. Un intérêt important est porté aux généalogies, cet élevage étant tourné vers les courses et le sport. Le sheik Mohammed ben Rachid Al Maktoum fait de Dubaï un « temple du pur-sang arabe », orienté vers les courses et l'endurance, à partir de 1993. Les équipements destinés à l'élevage et à l'entraînement y sont parmi les plus modernes au monde. Les écuries Al Shaqab, créées en 1992 par l’émir Hamad ben Khalifa Al Thani, visent à améliorer les chevaux arabes de l'émirat, et à donner au Qatar une place importante dans le monde équestre international.
Le nombre de naissances annuelles est d'environ 200 au Bahreïn (2018). Le Koweït héberge environ 8 500 chevaux arabes en 2019, pour 19 045 aux Émirats arabes unis.

#### En Syrie

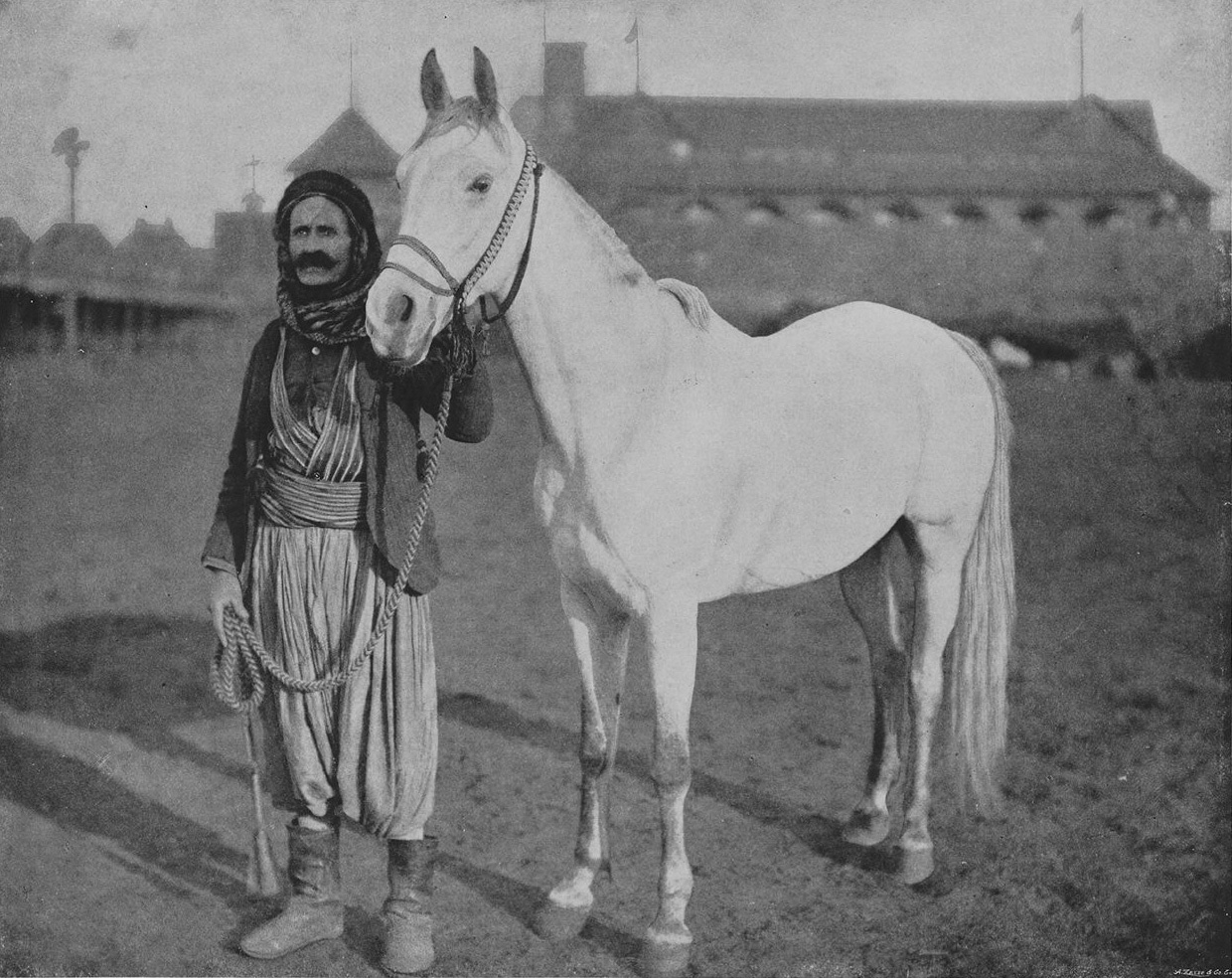
Homme Syrien avec un cheval arabe à la World's Columbian Exposition, 1893.

La Syrie est à la fois l'un des berceaux d'origine de la race Arabe, et l'un des pays à tradition d'élevage ininterrompue, source de nombreux chevaux exportés vers la Pologne et la France au XIXe siècle, notamment du type Muniqi. Le haras privé de Saed Yakan, près d'Alep et de la frontière turque, en constitue l'un des principaux centres d'élevage.
En 1989, la base de données DAD-IS indique la présence de 36 927 chevaux arabes dans toute la Syrie, mais la guerre civile syrienne décime ensuite la race. En 2018, la Syrie compte 8 388 sujets enregistrés, et organise un festival autour de l'Arabe à Damas.

#### En Égypte

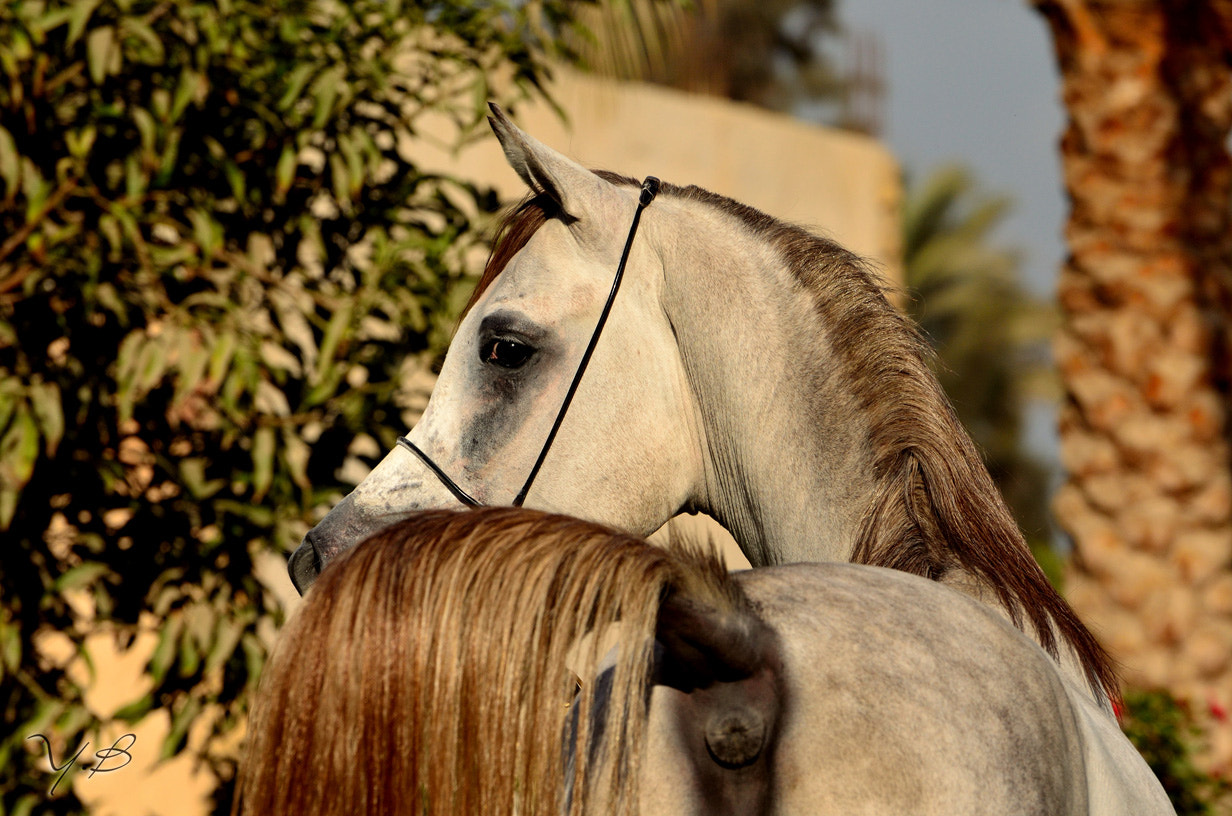
Asad El Ekhlass, Arabe égyptien, en Égypte.

L'État s'implique dans l'élevage du cheval Arabe en Égypte dès le XVIIe siècle. Abbas Ier Hilmi importe durant son règne, de 1848 à 1854, des chevaux de bédouins depuis la péninsule arabique : la tradition orale veut qu'il ait payé 7 000 livres d'or pour une jument Jellabieh, et 11 000 livres pour une jument de lignée Saklawi.
En 1908, le centre d'élevage d'El Zahraa est créé, devenant rapidement incontournable. El Zahraa souffre des conséquences de la Seconde Guerre mondiale, mais reprend ensuite son essor, constituant (en 2006) le plus grand élevage de chevaux arabes au niveau mondial, avec une jumenterie d'une centaine de têtes.
L'élevage égyptien est concentré en Basse-Égypte et dans le delta du Nil, notamment autour du Caire et dans la partie est du delta, vers Charkieh.

#### Au Maghreb
Le haras national de Sidi Thabet soutient le cheval arabe en Tunisie durant l'entre-deux-guerres, mais la fin du protectorat français entraîne une dispersion de ses effectifs. L'élevage de l'Arabe tunisien est désormais implanté dans les régions de Tunis, Kairouan et Meknassy ; des courses réservées sont organisées à l'hippodrome de Ksar Saïd. La Tunisie compte entre 5 000 et 6 000 chevaux de pure race en 2017.
L'Algérie disposait de centres d'élevage en race pure à Blida, Constantine et Oran. Le haras national de Chaouchaoua, à Tiaret, s'est spécialisé dans l'Arabe, dont le stud-book est ouvert depuis 1982. Environ 110 poulains de pure race naissent chaque année en Algérie (2009).
Les traditions hippiques ont mieux survécu au Maroc, pays qui dispose d'un stud-book dédié depuis 1982. Le Haras national de Bouznika, créé en 1986 par Mohammed VI, repris par Hassan II, constitue l'un des plus luxueux haras d'élevage de la race Arabe au monde. Cet élevage est orienté vers les courses et le show ; environ 5 000 chevaux arabes étaient recensés dans tout le Maroc en 2011.
La Libye compte environ 500 chevaux arabes enregistrés (en 2011), et organise des courses de vitesse et d'endurance.

### En Europe
Le marché du cheval arabe en Europe connaît un déclin global et des problèmes structurels depuis les années 2000, constat qui mène à la création de l′European Breeders Trust en 2017.
| Pays        | Effectif              | Sources  |
| ----------- | --------------------- | -------- |
| France      | 36 531 (2018)         | ,        |
| Italie      | 20 986 (2017)         | [ D 9 ]  |
| Espagne     | 17 333 (2018)         | [ D 10 ] |
| Belgique    | ~ 6 000 (2010)        | [ W 11 ] |
| Pays-Bas    | ~ 6 000 (2016)        | [ D 11 ] |
| Royaume-Uni | Moins de 6 000 (1999) | ,        |
| Pologne     | ~ 4 000 (2017)        | [ W 13 ] |
| Danemark    | ~ 2 000 (2009)        | [ W 14 ] |
| Allemagne   | 1 844 (2018)          | [ D 13 ] |
| Norvège     | ~ 900 (2008)          | [ W 15 ] |
| Autriche    | Moins de 900 (2016)   | [ D 14 ] |
| Finlande    | 477 (2007)            | [ W 16 ] |
| Tchéquie    | ~ 400 (2017)          | [ W 17 ] |
| Hongrie     | 167 (2019)            | [ D 15 ] |
| Lituanie    | 156 (2014)            | [ W 18 ] |
| Croatie     | 147 (2016)            | [ W 19 ] |
| Estonie     | 85 (2017)             | [ W 20 ] |

L'Autriche élève l'Arabe égyptien en petits nombres, tandis qu'en Hongrie, l'élevage concerne surtout le Shagya.

#### En France

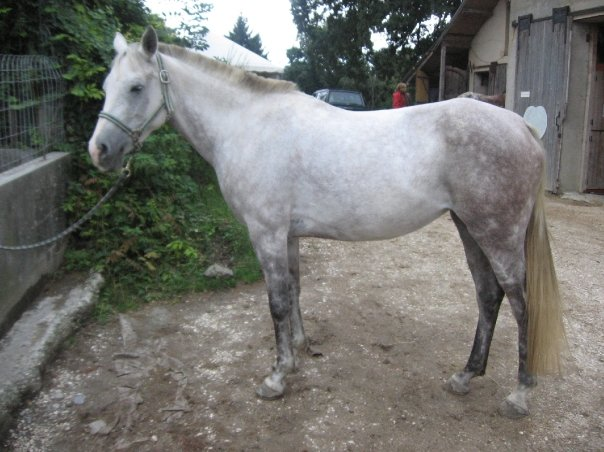
Jument arabe française entraînée pour l'endurance.

L'élevage de l'Arabe est surtout implanté dans la moitié sud et dans l'Ouest de la France,, cette race étant reconnue dès 1833, et son berceau d'origine défini en 1884. L'élevage français s'est axé sur la course, l'endurance, et l'équitation de loisir ; plus rarement sur le show,. L'Arabe est populaire en croisement pour donner l'Anglo-arabe, ainsi que des chevaux de loisir, d'endurance, et des poneys de sport. La France dispose d'un programme de courses destiné aux animaux de 3 et 4 ans, avec 45 réunions annuelles en moyenne. Le nombre d'Arabes et de Demi-sang arabes connaît une croissance ininterrompue depuis les années 2000, mais le recensement des chevaux « arabes » doit être relativisé du fait que, depuis 2006, les chevaux de pure race et ceux issus de croisements sont comptés ensemble.

#### En Allemagne

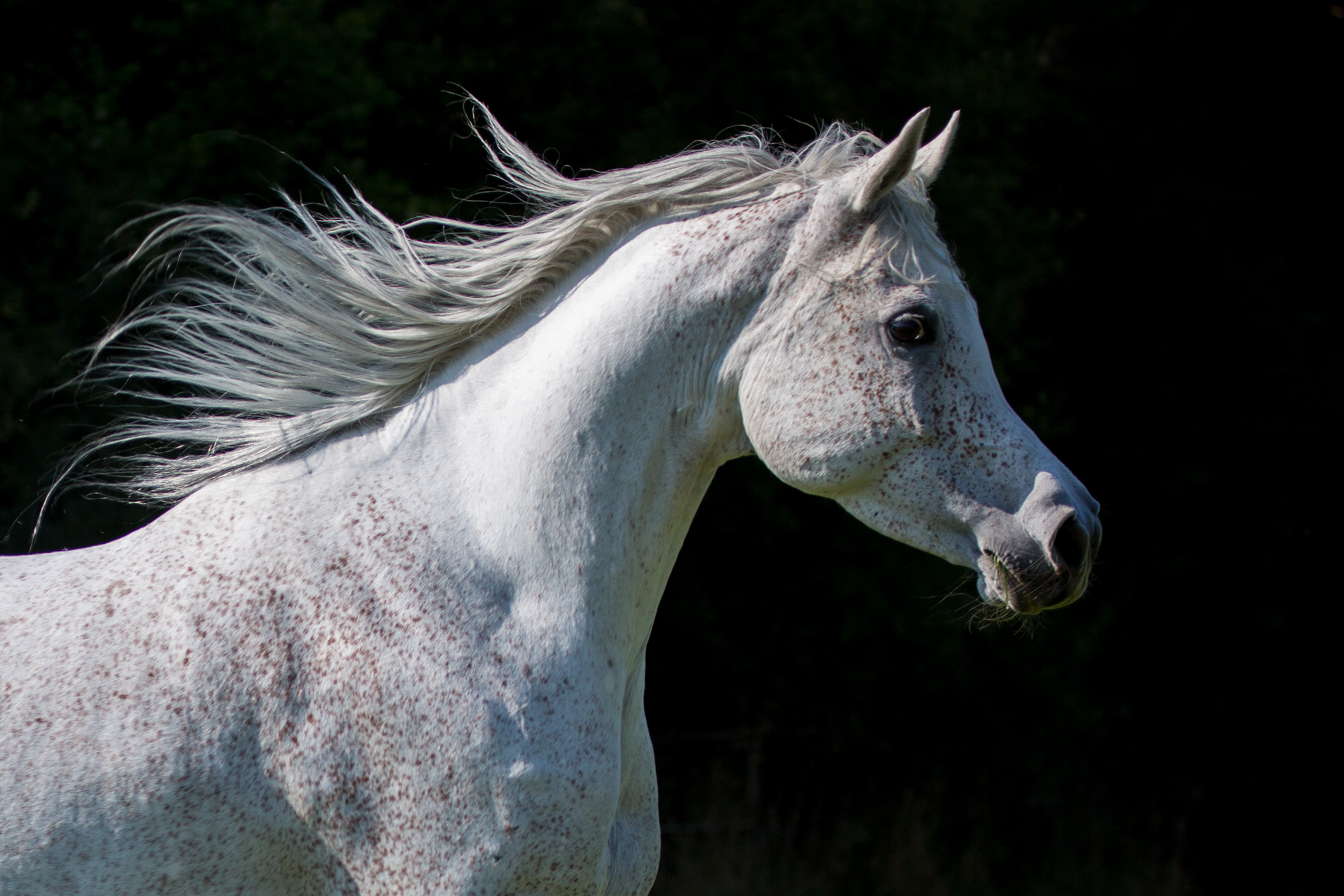
NDA Shariha Bint Shanah, jument arabe née en Allemagne.

L'Allemagne a longtemps disposé du plus gros cheptel européen de chevaux arabes, avec plus d'un millier de naissances annuelles, principalement au Haras national de Marbach,. Ce dernier a repris les effectifs du haras de Weil, surtout constitués de chevaux d'Europe centrale et d'Égypte. Des haras privés lui succèdent. L'élevage allemand s'oriente vers le show et l'équitation de loisir.
L'Allemagne comptait plus de 5 000 sujets de pure race Arabe en 1997, mais subit un déclin continu de ses effectifs. 

#### Au Royaume-Uni
L'implantation de l'Arabe en Angleterre doit beaucoup à l'influence de Lady Anne Blunt, propriétaire du fameux haras de Crabbet, dans le Sussex. L'Angleterre a longtemps été le second pays d'élevage de l'Arabe en Europe, avec une orientation sportive vers l'attelage et l'endurance, et le croisement avec des poneys. Des courses réservées sont tenues à l'hippodrome de Kempton Park.
Le Royaume-Uni compte plus de 6 000 chevaux arabes en 1999. Le nombre de naissances de poulains enregistrés à la WAHO est passé d'un millier chaque année durant les années 1960-1970, à un peu plus de 300. En 2019, seuls 176 chevaux de race pure sont recensés par la FAO.

#### En Pologne

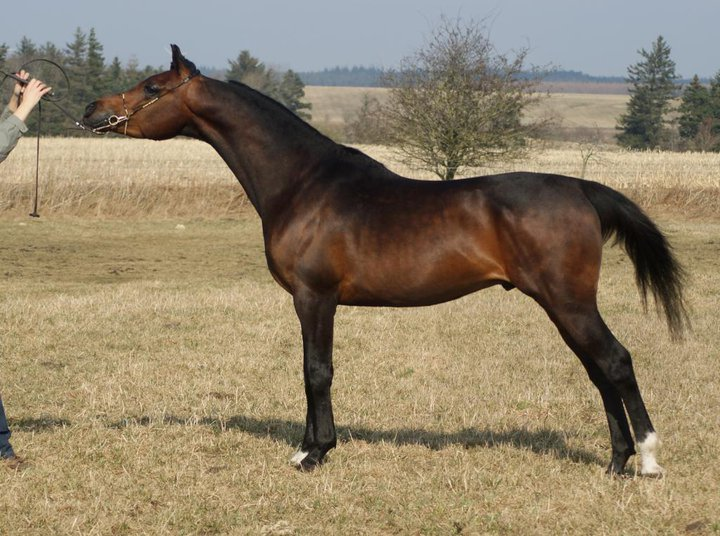
Étalon arabe polonais bai par Ekstern, au haras national de Janów Podlaski.

L'Arabe polonais (Czysta Krew Arabska) constitue l'une des plus vieilles et des plus importantes populations de chevaux arabes au monde, réputée pour sa beauté et son raffinement. C'est essentiellement un cheval de show, multi-récompensé en championnat du monde, notamment grâce à la jument Bandola (sacrée « Reine de Pologne »), et à l'étalon Piruel, sacré champion du monde senior en 1989.
Environ 10 % des Arabe polonais ont un problème oculaire, dont 5,5 % présentent une uvéite, en revanche les lignées polonaises sont vraisemblablement indemnes de syndrome d'immunodéficience sévère combinée (SCID). La population d'Arabe polonais diminue continuellement en Pologne au début du XXIe siècle, avec un cheptel minimal de 1 500 sujets de race pure en 2015.

#### Dans la péninsule Ibérique

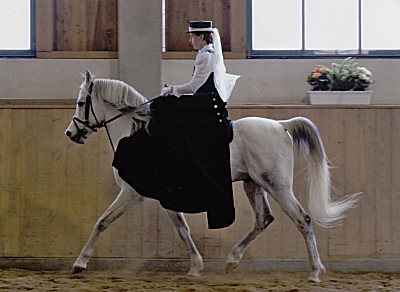
Pur-sang arabe espagnol engendré par un étalon de la Yeguada Militar.

L'Espagne gère un stud-book de Pur-sang arabe (Pura Raza Árabe) depuis 1847. L'élevage espagnol reste fermé sur lui-même depuis la guerre d'Espagne, ce qui a fait émerger un type particulier de chevaux de show, à la tête fine et au corps rond. Le stud-book portugais est créé en 1893 ; ce pays est surtout tourné vers l'endurance, avec un faible nombre de naissances.

### En Russie
Plusieurs haras d'État russes font appel à l'Arabe. Le haras de Tersk n'élève plus que cette race à partir de 1944. Néanmoins, l'élevage de l'Arabe de Tersk est désormais menacé par la déliquescence des haras d'État russes.
La sélection russe est basée sur des courses à partir de l'âge de 18 mois. L'Arabe russe a reçu l'influence de l'Arabe polonais. L'élevage est surtout concentré dans le Nord du Caucase et dans la région centrale du pays. En 2003, 1 940 chevaux arabes de pure race sont recensés dans toute la fédération de Russie.

### Sur le continent américain

#### Amérique du Nord
Le plus spectaculaire essor de l'élevage de l'Arabe s'est produit aux États-Unis, où l'agronome Philippe Barbié de Préaudeau le compare à un « phénomène de société ». Les usages de la race y sont extrêmement variés, puisque désormais orientés vers l'équitation de loisir et de travail, en plus du show. En 2003, un sondage de l′Arabian Horse Association montre que 67 % des propriétaires d'Arabes américains les montent en équitation de loisir. Parmi les haras américains célèbres figurent Om el Arab International, celui de Robert Boggs, Zahara Arab Stud, ou encore Lasma. Les exhibitions de chevaux se déclinent en de multiples spécialités :

Présentations de chevaux arabes lors du Scottsdale Arabian Horse Show de 2017, en Arizona
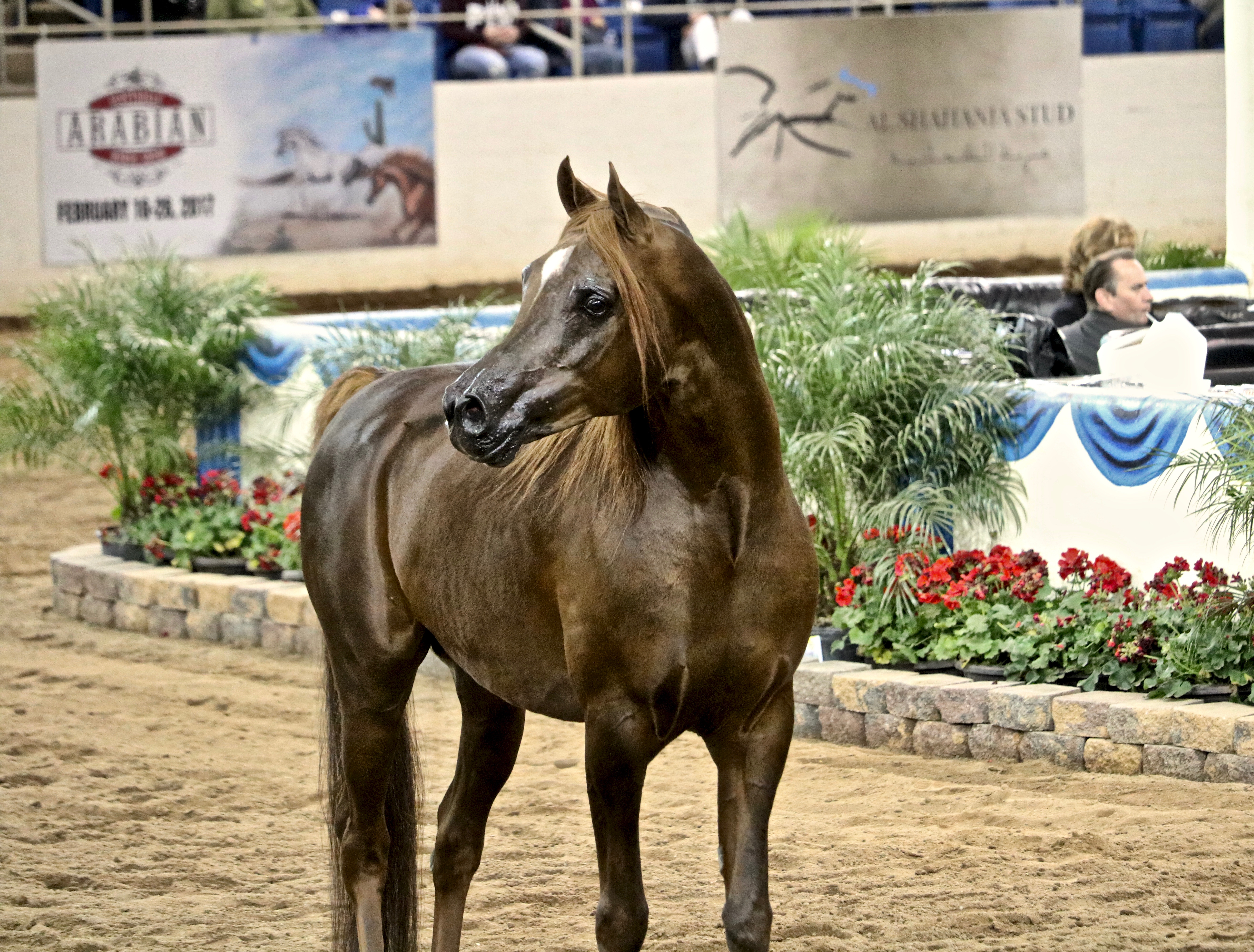
Présentation en liberté.
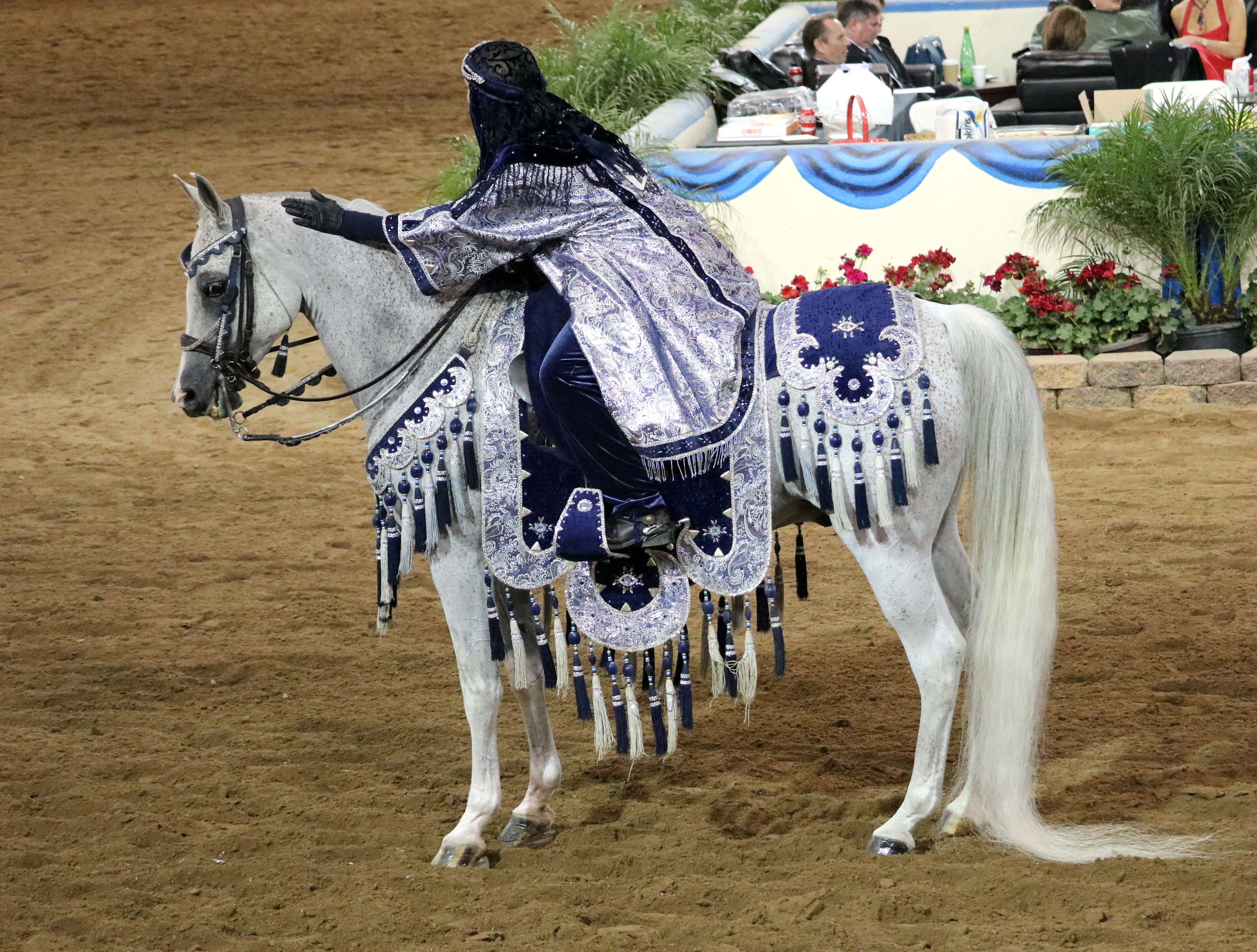
Présentation costumée.
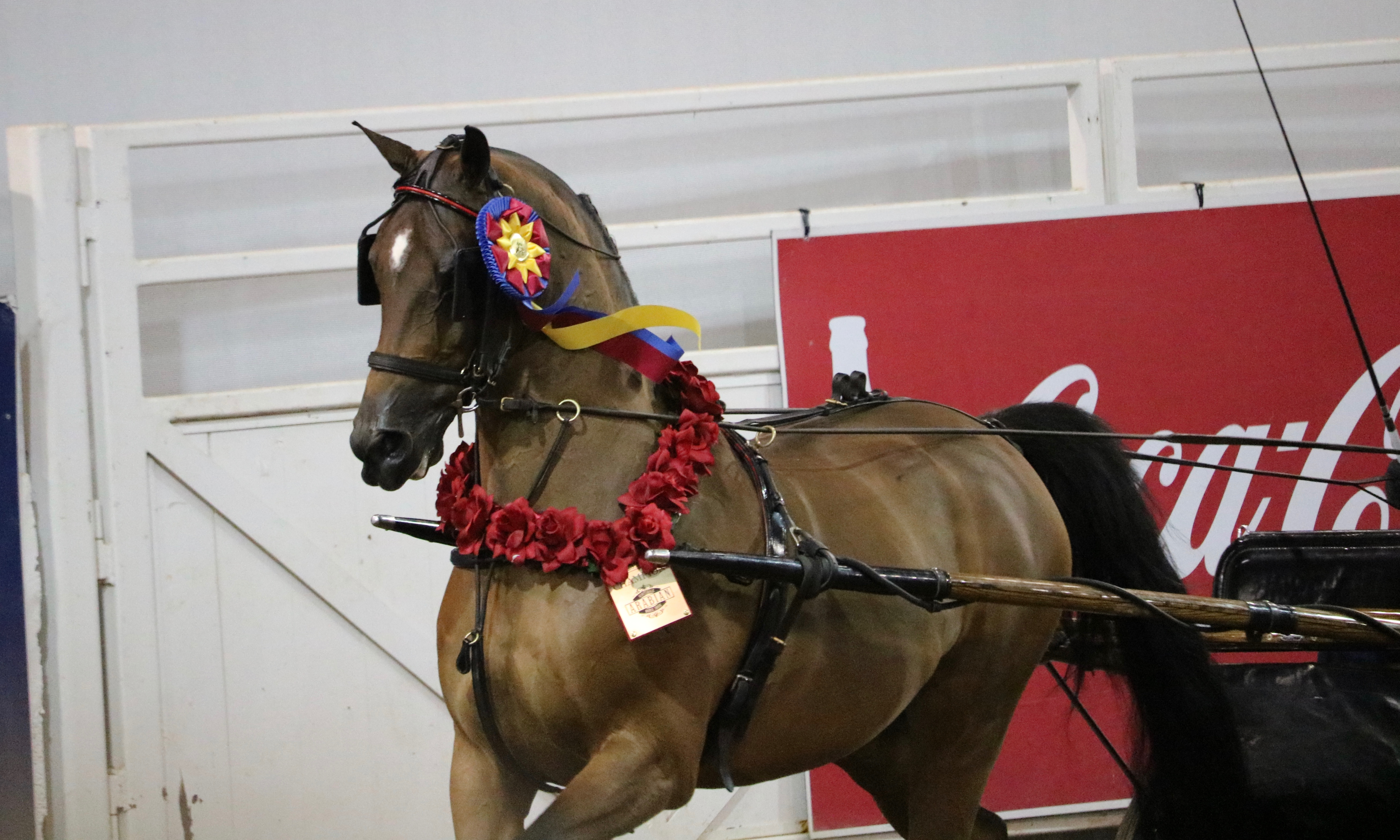
Présentation attelée.
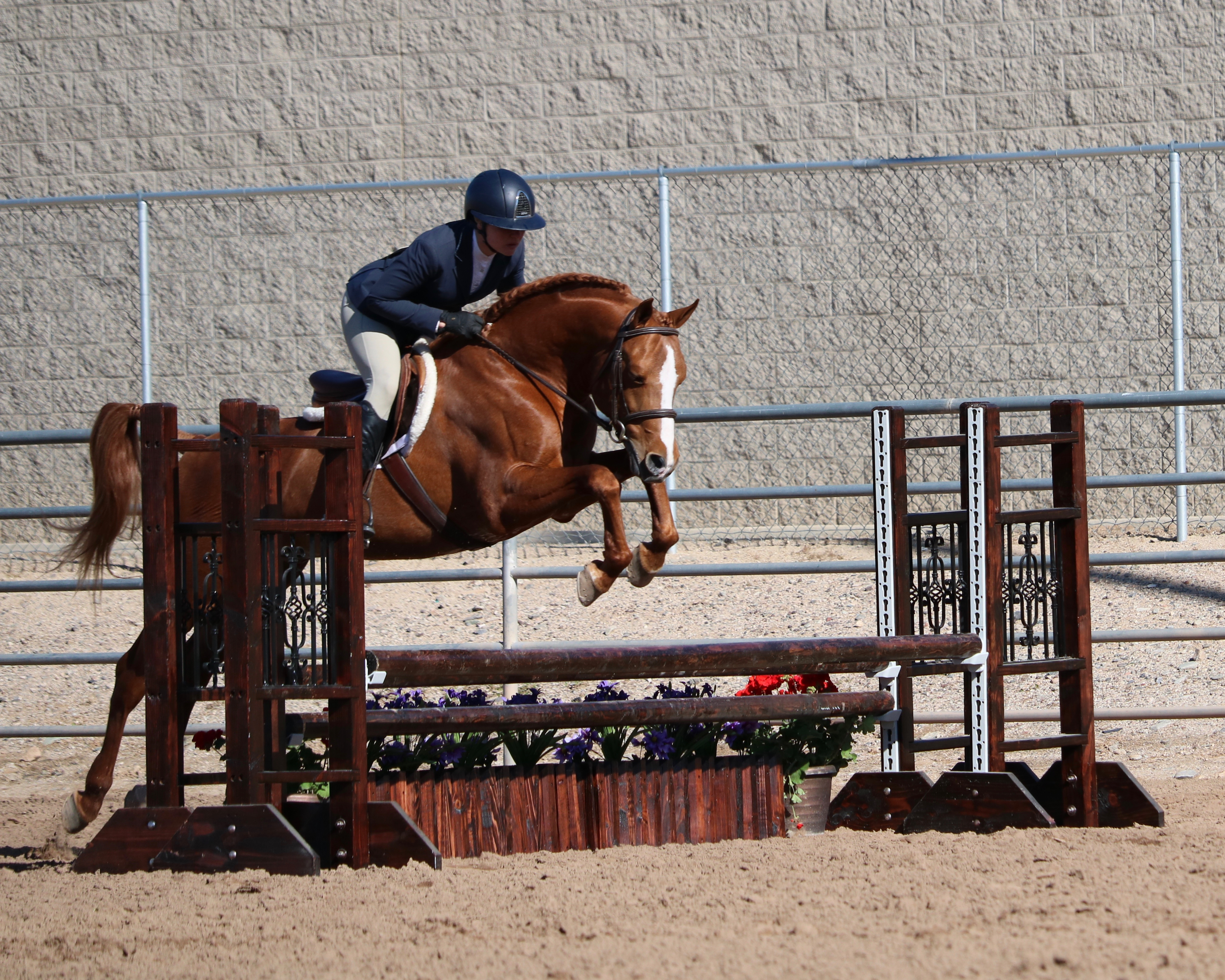
Démonstration de saut d'obstacles.

Le marché américain représente le premier pays d'élevage mondial, avec environ 12 000 naissances annuelles en 2011.
Le Canada s'est émancipé de la tutelle américaine en 1958, et oriente également son élevage vers le loisir, le show, l'endurance et le travail du bétail. En 2018, seuls 265 chevaux de pure race Arabe y sont recensés.

#### Amérique du Sud

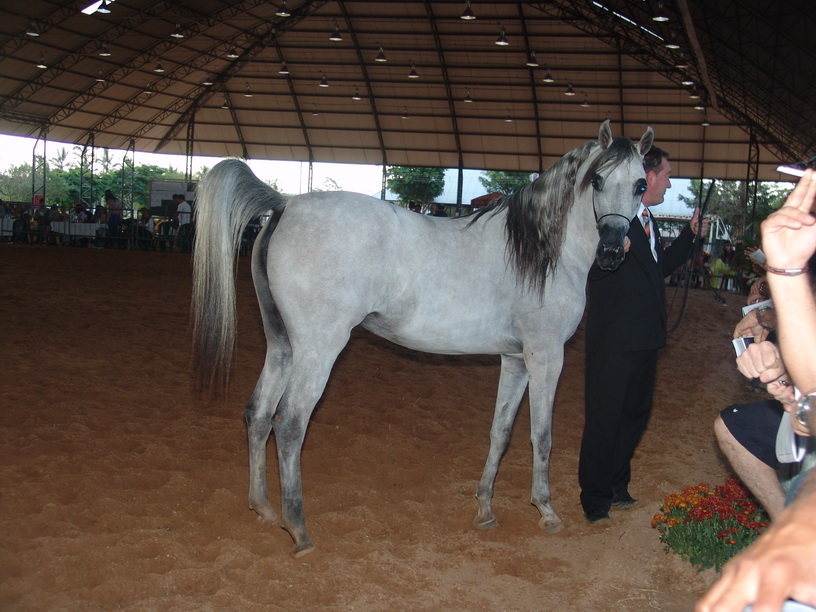
Exposition internationale de chevaux arabes dans l'État de São Paulo, au Brésil, en 2013.

Le Brésil voit plus de 2 000 naissances annuelles par environ 500 éleveurs, et une certaine popularité du croisement Anglo-arabe à la fin du XXe siècle. Il devient au début du siècle suivant le second pays d'élevage mondial de la race. En 2017, 57 840 chevaux arabes y sont recensés.
L'Argentine fait naître des chevaux réputés en championnat du monde. En 2018, le nombre de naissances annuelles y est de 400. L'Uruguay recense 445 naissances en 2017 ; les shows et les compétitions d'endurance y sont populaires. La situation économique du Venezuela a réduit l'élevage pratiquement à néant.

### Autres pays
La Compagnie néerlandaise des Indes orientales a fait circuler le cheval arabe vers l'Afrique du Sud et l'Indonésie dès le XVIIe siècle.

#### Afrique du Sud

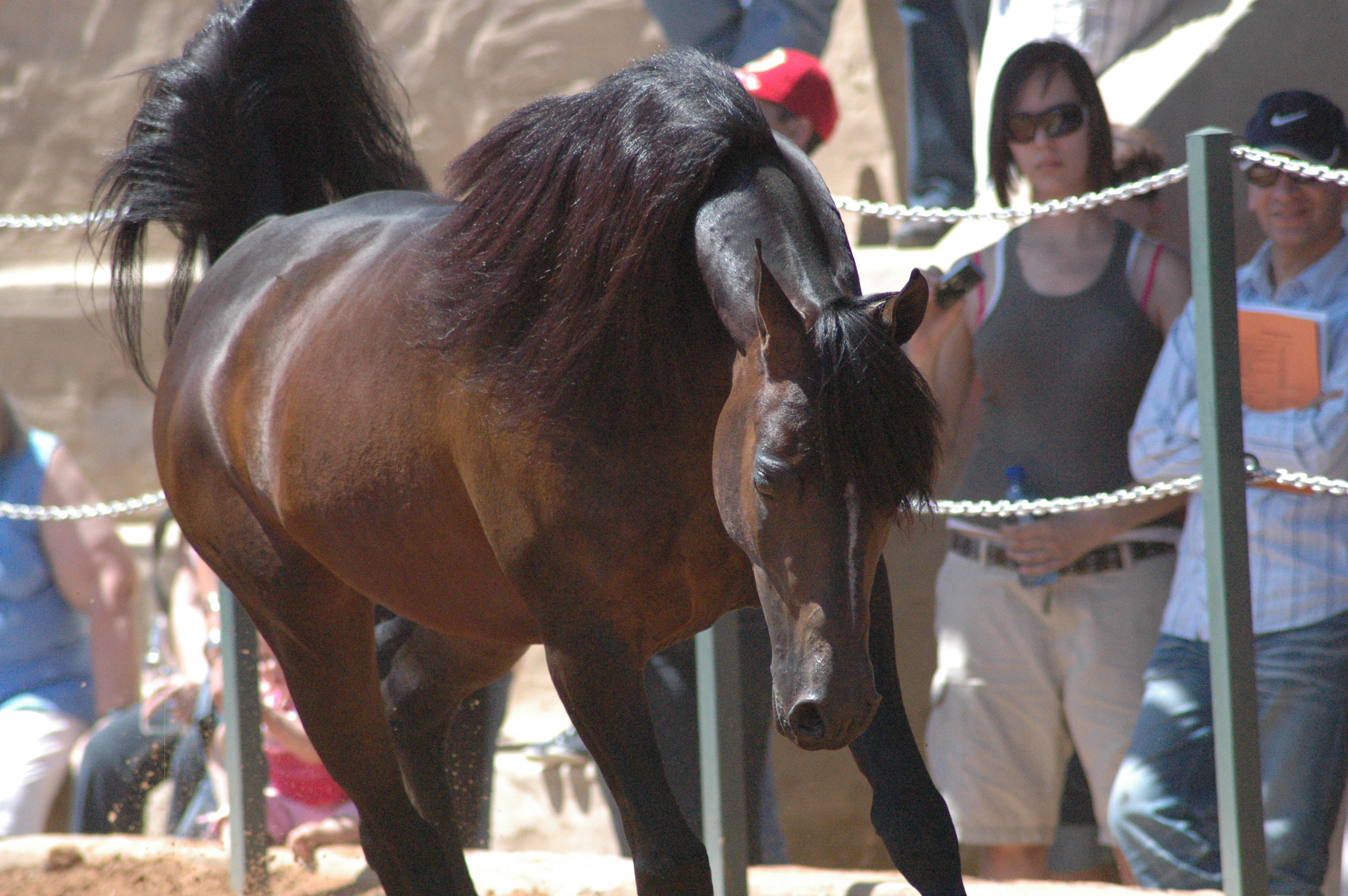
Arabe bai en spectacle à Pretoria.

Les premiers chevaux transitent généralement par « les Indes », avant les années 1890. Au cours du siècle suivant, des imports du haras de Crabbet, puis de nombreux croisements (notamment Anglo-arabe) mènent à la création de la Société du cheval arabe d'Afrique du Sud en 1960, qui définit les chevaux purs et les croisés.
En 2014, la délégation sud-africaine déclare 7 807 Pur-sang arabes enregistrés auprès de la WAHO.

#### Australie et Nouvelle-Zélande

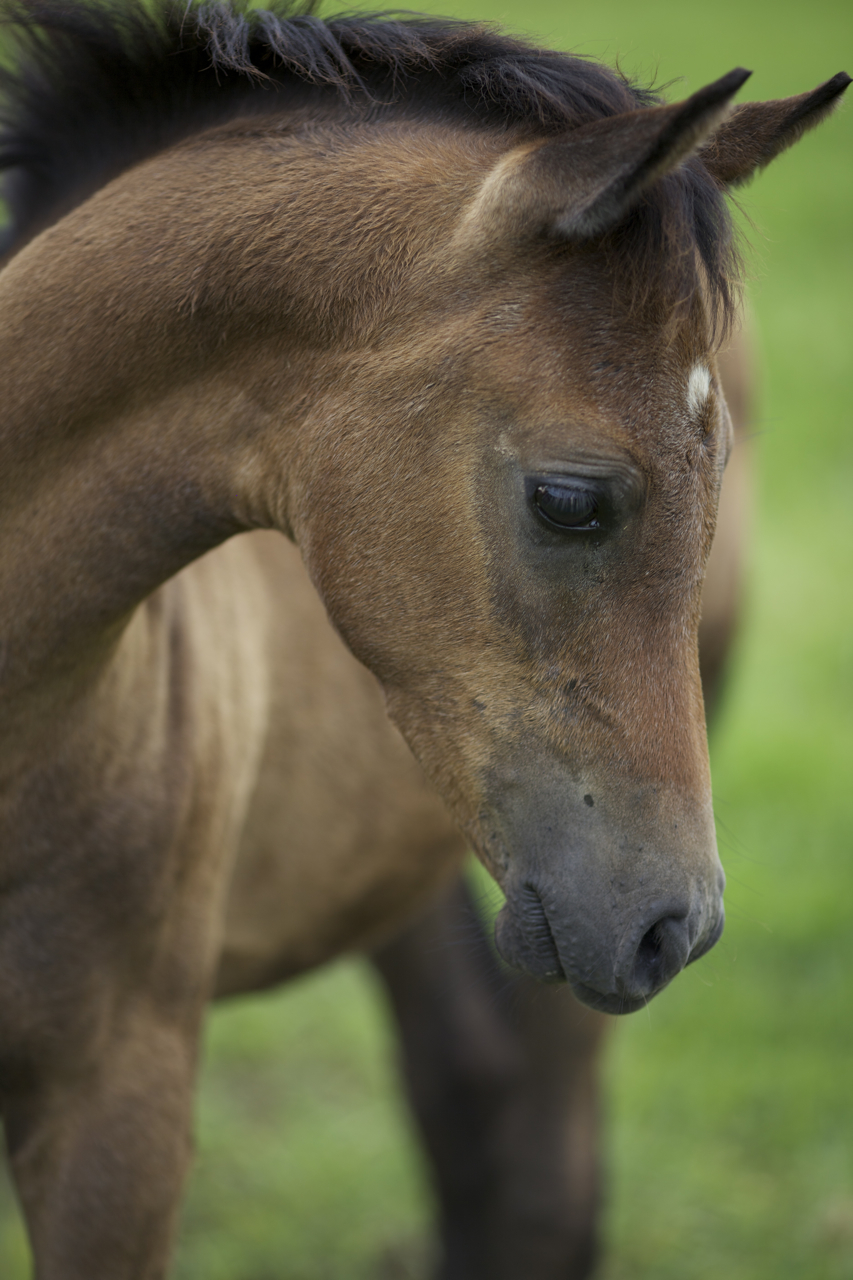
Poulain à Simeon Stud, élevage d'Arabe égyptien en Nouvelle-Galles du Sud.

Les premiers chevaux arabes arrivent vraisemblablement en Australie entre 1788 et 1802, suivis d'autres en provenance de l'Inde, vers la Tasmanie. Ces importations s'intensifient au XIXe siècle, mais l'élevage en race pure ne s'implante que durant les années 1890. La majorité des chevaux de pure race sont importés du haras de Crabbet, suivis d'importations polonaises à partir de 1966, et égyptiennes, menant à une distinction entre ces trois lignées. Cet élevage s'oriente vers le show, l'endurance et le travail du bétail. Le biotope australien, majoritairement désertique, est similaire à celui du berceau de l'Arabe. Les grands élevages australiens (stations) élèvent ces chevaux en liberté sur de vastes espaces. À la fin du XXe siècle, près de 2 000 naissances annuelles sont enregistrées. Dans les années 2010, le nombre de nouvelles naissances enregistrées annuellement oscille entre 600 et 700.
En Nouvelle-Zélande, l'Arabe est présent dans une grande variété de disciplines d'équitation sportive et de loisir, et représente 40 à 60 naissances annuelles vers 2016-2018.

## Impact culturel

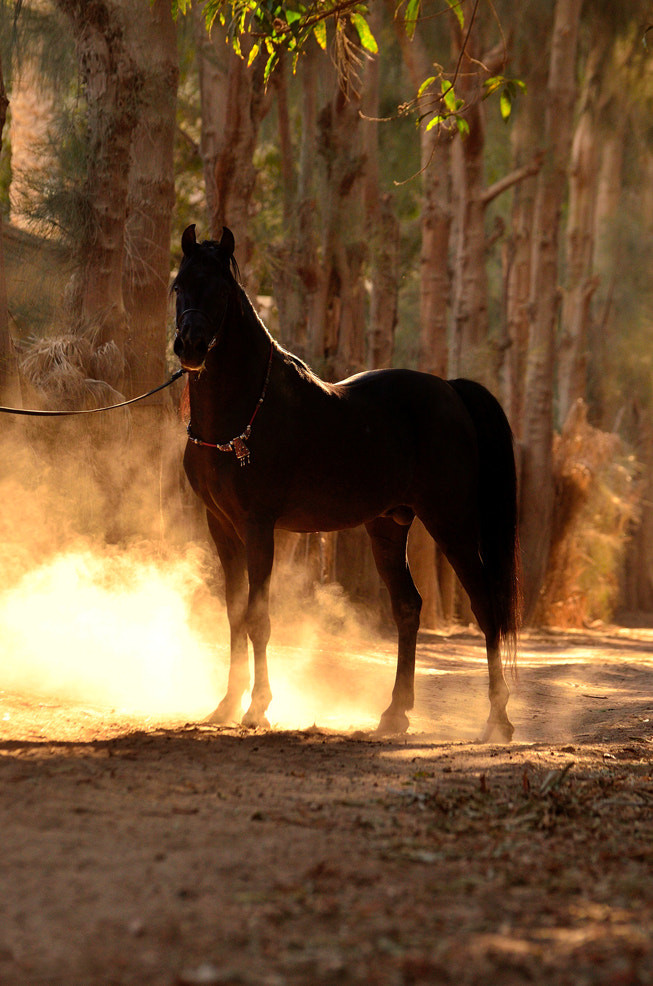
Cheval arabe noir dans la poussière, une vision culturellement associée aux romans et aux films L'Étalon noir.

L'Arabe, souvent qualifié de « plus beau cheval du monde », s'associe à un imaginaire foisonnant, évoquant le désert et le mythe.
Dans sa région originelle, il inspire la poésie préislamique, trois sourates du Coran, des hadîths, puis un grand nombre d'œuvres littéraires, surtout durant les cinq siècles après l'hégire, notamment la furûsiyya (art de l'équitation de guerre). Il est plus faiblement présent dans l'art pictural (entre autres, iranien).
La campagne d'Égypte de Napoléon Bonaparte installe durablement le cheval arabe dans le paysage artistique européen, en particulier parmi les artistes français.
En fiction, la série de romans américaine L'Étalon noir (1941) devient de loin l'œuvre littéraire pour la jeunesse la plus connue dans l'univers du cheval dans le monde occidental, influençant la diffusion de l'Arabe aux États-Unis.